# Liste des personnages encyclopédiques de Star Wars
Vous lisez un « bon article » labellisé en 2017.
La liste des personnages encyclopédiques de Star Wars recense les noms et les biographies simplifiées des principaux personnages présentés dans des encyclopédies consacrées à l'ensemble de la saga cinématographique et entièrement ou en grande partie centrées sur la présentation des personnages comme les Dossiers Officiels Star Wars (2002-2004), Les Héros de la saga (2012) de Simon Beecroft, l’Ultimate Star Wars (2015) de Ryder Windham, L'encyclopédie des personnages (2016) de Beecroft et Hidalgo ou l’Ultimate Star Wars : Nouvelle édition (2019) de Ryder Winham. Les personnages non présentés dans ces encyclopédies, même s'ils sont considérés par certains comme importants, sont sauf exception exclus du recensement.
Star Wars compte un nombre important de personnages. Ils sont issus de sa série de films mais aussi des nombreuses déclinaisons de l'univers en séries télévisées, romans, bandes dessinées et jeux vidéo. Parmi les plus connus, il y a Anakin Skywalker, héros de la deuxième trilogie (1999-2005) mais également principal antagoniste de la première trilogie (1977-1983) sous le nom de Dark Vador. Sont importants également les deux enfants de celui-ci, Luke Skywalker et Leia Organa, ainsi que le contrebandier Han Solo qui constitue avec eux le trio de héros de la première trilogie. Yoda, Qui-Gon Jinn, Obi-Wan Kenobi, les mentors Jedi d'Anakin et de Luke sont aussi importants, de même que Palpatine, le maléfique mentor Sith qui achemine Anakin du statut de héros à celui de vilain de la saga. Les autres personnages importants sont Padmé Amidala, le grand amour d'Anakin, Chewbacca, le fidèle compagnon de Han, les méchants Dark Maul, Dooku, Boba Fett, Jabba le Hutt et les éléments comiques comme Jar Jar Binks ou le duo R2-D2 et C-3PO.

## Univers

Un sabre laser bleu, arme des Jedi et un sabre laser rouge, arme des Sith.

L'univers de Star Wars se déroule dans une galaxie qui est le théâtre d'affrontements entre les Chevaliers Jedi et les Seigneurs noirs des Sith, personnes sensibles à la Force, un champ énergétique mystérieux leur procurant des pouvoirs psychiques. Les Jedi maîtrisent le Côté lumineux de la Force, pouvoir bénéfique et défensif, pour maintenir la paix dans la galaxie. Les Sith utilisent le Côté obscur, pouvoir nuisible et destructeur, pour leurs usages personnels et pour dominer la galaxie.
Depuis le rachat de la société Lucasfilm par The Walt Disney Company, il existe deux univers Star Wars : le « Légendes » et l'« Officiel ». Ils ont pour point commun, les six premiers films et la série télévisée The Clone Wars. L'univers Légendes reprend en plus les histoires complémentaires présentées dans des livres, des bandes dessinées, des téléfilms ou des jeux sortis avant 2014. L'univers Officiel reprend lui, les histoires des films et des autres supports parus depuis 2014,.

## Chronologie

### Chronologie commune
Pour ramener la paix dans la galaxie, une République galactique a été fondée avec pour capitale la planète Coruscant. Mais, elle est secouée par des invasions planétaires (La Menace fantôme), des sécessions et la guerre dite « des clones » (L'Attaque des clones). Pour y mettre fin, la République est remplacée en 19 av. BY par un Empire galactique autoritaire et discriminatoire (La Revanche des Sith). Cette nouvelle entité est dirigée par le Sith Palpatine et son apprenti Dark Vador.
Mais après plusieurs années, la brutalité du régime provoque l'apparition d'une opposition armée : l'Alliance rebelle. Les premières victoires de cette dernière se déroulent lors de la bataille de Scarif, quand les rebelles parviennent à s'emparer des plans de l'Étoile de la mort, l'arme absolue de l'Empire (Rogue One), puis lors de la bataille de Yavin, qui voit la destruction de l'immense station spatiale (Un nouvel espoir). En 3 ap. BY, Dark Vador contre-attaque en détruisant la base principale des rebelles sur la planète Hoth (L'Empire contre-attaque). L'Alliance, bien que dispersée, n'est cependant pas vaincue. Un an plus tard, en 4 ap. BY, l'Alliance remporte une grande victoire en détruisant une seconde station spatiale et en éliminant l'empereur Palpatine et Vador lors de la bataille d'Endor (Le Retour du Jedi).

### Chronologie «Légendes»
En complément aux évènements se déroulant entre 32 av. BY (La Menace fantôme) et 4 ap. BY (Le Retour du Jedi), l'univers « Légendes » développe le passé et le futur de la saga.
Le passé, nommé période de l'« Ancienne République », raconte l'histoire de la création de la République et de l'Ordre Jedi. En 5 000 av. BY les Sith lancent la première guerre galactique qui se termine par leur défaite. Un millénaire plus tard, c'est une organisation militaire, les Mandaloriens qui tente de s'emparer de la galaxie durant un terrible et durable conflit. Bien que victorieuse, la République est exsangue. Elle ne peut alors pas empêcher le retour des Sith et la partition de la galaxie en nombreux royaumes Sith durant une très longue période. Ce n'est qu'en 1 000 av. BY que les Jedi finissent par reprendre le contrôle total de la galaxie. Seul le Sith Dark Bane parvient à échapper aux Jedi. Il instaure alors une règle dans l'ordre Sith selon laquelle il n'y aura plus que deux seigneurs : un maître et son apprenti. En 32 av. BY, son lointain successeur, Dark Sidious, alias le sénateur Palpatine de Naboo, lance une série d'intrigues pour reprendre le contrôle de la galaxie.
Le futur, nommé période de la « Nouvelle République », raconte l'histoire galactique après la mort de l'empereur Palpatine. Le premier évènement est la création d'une Nouvelle République. Celle-ci est alors régulièrement menacée par les attaques des troupes impériales menées par les nombreux successeurs de l'empereur comme la directrice Ysanne Isard, le grand amiral Thrawn et même les clones de l'empereur Palpatine. Parallèlement, les Jedi renaissent de leurs cendres et fondent un Nouvel Ordre Jedi capable de défendre la galaxie notamment face à l'invasion menée en 25 ap. BY par les cruels Yuuzhan Vong ou en 138 ap. BY avec le retour des Sith.

### Chronologie «Officiel»
La nouvelle chronologie « Officiel » revisite certaines périodes déjà abordées par la chronologie « Légendes » notamment le futur dans la période de la « Nouvelle République » où le Premier Ordre, un nouveau régime totalitaire plus ou moins issu de l'Empire galactique s'attaque à la Nouvelle République. Pour s’opposer à cette menace, la princesse Leia Organa, une ancienne dirigeante de l'Alliance rebelle, crée un mouvement paramilitaire dénommé la Résistance. En 34 ap. BY, à l'aide d'une arme surpuissante, le Premier Ordre attaque la Nouvelle République en détruisant sa planète capitale mais la Résistance contre-attaque et envoie ses combattants mettre hors de combat cette arme sur la planète Starkiller (Le Réveil de la Force). Le Premier Ordre se retourne ensuite contre la Résistance et parvient à éliminer l’ensemble de sa flotte et sa principale base opérationnelle (Les Derniers Jedi). Vaincue mais pas annihilée, la Résistance parvient à unifier tous les opposants au Premier Ordre pour un ultime affrontement au-dessus de la planète Exegol, ce qui met un terme au régime totalitaire (L'Ascension de Skywalker).

## Popularité
Après l’annonce du rachat de Lucasfilm par Disney et jusqu’à la sortie du septième épisode de la saga, les personnages ont souvent été mis en avant dans des classements réalisés par la presse afin de les présenter aux lecteurs méconnaissant la saga Star Wars. Les meilleurs personnages ou les personnages jugés importants à connaître sont régulièrement les mêmes. Les plus souvent cités en haut des listes sont le méchant emblématique de la saga, Dark Vador et le voyou devenu héros Han Solo. Viennent ensuite les héros Luke et Leia, le fidèle compagnon d’Han, Chewbacca et les deux mentors Jedi Obi-Wan Kenobi et Yoda. Les autres personnages habitués à figurer dans ces classements sont les deux droïdes R2-D2 et C-3PO, le maléfique empereur Palpatine, le chasseur de primes Boba Fett, le Sith tatoué Dark Maul et le baron du crime Jabba le Hutt,,,,,,,,,,.

## Caractérisation des principaux personnages
Créée par George Lucas, la saga Star Wars raconte avant tout la lutte des forces du bien contre celles du mal. Les personnages de la saga sont ainsi souvent regroupés en deux camps : celui du côté lumineux et celui du côté obscur. Dans Star Wars la lutte entre le Mal et le Bien se superpose également aux affrontements politiques américains. Les méchants arborent ainsi un sabre laser rouge, couleurs du parti républicain et les héros un sabre bleu teinte des démocrates. Dès le début de la saga, le héros positif en quête de liberté se voit donc opposer à un empire oppressif, allusion aux mandats autoritaires du républicain Ronald Reagan dans les années 1980.
Pour le côté lumineux se retrouvent plusieurs archétypes de personnages. Luke Skywalker est le héros éternel des mythes et des contes comme l'a défini l'anthropologue Joseph Campbell dans son livre Le Héros aux mille et un visages (1949). Comme Perceval, un des chevaliers de la Table ronde, Luke part en quête d'exploits. De même, comme Siegfried, il se bat contre des monstres fabuleux et comme Œdipe, il combat violemment son père. Semblable à Énée qui porte son père sur son dos en fuyant Troie, Luke porte Yoda durant son enseignement sur la planète Dagobah. Yoda est l'archétype du père de substitution mais aussi du maître à penser. Il s'inscrit dans une très ancienne tradition pédagogique qui remonte à l'Antiquité. Yoda est pour Luke comme Mentor, le guide du jeune Télémaque. C'est lui qui enseigne aux plus jeunes au Temple Jedi où l'éducation est obligatoire à l'image de celle des jeunes Spartiates. Han Solo, en tant que partenaire du héros, ressemble plus à un cow-boy de l'espace individualiste et matérialiste. C'est un personnage « à la James Dean » dans un style proche de Gary Cooper dans Le train sifflera trois fois (1952) mais aussi de John Wayne dans La Prisonnière du désert (1956). Chewbacca est en revanche dans le registre du chien fidèle ou de l'inséparable complice. Il tire d'ailleurs son inspiration du chien de George Lucas : Indiana. Il est pareil à Argos, le chien d'Ulysse qui dans L’Odyssée d'Homère attend le retour de son maître vingt ans durant. C'est l'archétype de l'être aux frontières de l'homme et de l'animal comme La Bête dans La Belle et la Bête (1946) de Jean Cocteau ou Le Loup-garou (1941) de George Waggner. La princesse Leia est au début pareille à la princesse traditionnelle des contes. Elle est la vierge pure face au mal absolu qu'est Dark Vador. Elle est semblable à La Belle au bois dormant qui est retenue prisonnière dans une forteresse. Elle est ensuite présentée comme une guerrière proche des Amazones et même une chef de guerre comme Jeanne d'Arc. Physiquement, elle a le même type de coiffure que les femmes guerrières pendant la révolution mexicaine (1910-1920). Sa mère Padmé Amidala est la personnification de la vertu démocratique. Elle est également inscrite dans la lignée des déesses protectrices qui partent à la guerre. Comme Athéna elle va en guerre mais incarne aussi la sagesse. Son existence courte et intense se conclut comme celle de Poppée enceinte, tuée d'un coup de pied par Néron. Elle ne survit pas à l'étreinte à distance de son mari Anakin. R2-D2 et C-3PO sont le duo comique, une sorte de doublure mécanique de Laurel et Hardy. Pour eux George Lucas s'est inspiré en réalité des deux paysans mi-héros mi-bouffons qui accompagnent la princesse dans le film La Forteresse cachée (1958).
Le côté obscur présente aussi de nombreux archétypes. Dark Vador est ainsi, dans l'épisode IV, l'incarnation du mal. Il est semblable à Satan, l'ange déchu de la Bible ou Phaéton, le fils du dieu du soleil dans la mythologie grecque. Jeune, Vador a lui-même passé un pacte faustien avec le diable incarné par Palpatine qui le condamne à la damnation. Son costume est unique, il est le mélange d'un casque allemand de la Seconde Guerre mondiale et d'armure japonaise qui fait de lui une sorte de « samouraï nazi ». L'empereur Palpatine est calqué sur l'empereur Ming de la série télévisée Flash Gordon. C'est l'archétype du mal avec une arrogance raffinée. Il distille le venin, à la manière du serpent à l'origine du malheur des hommes dans la chrétienté. Dark Maul est dans le registre du prédateur, de la machine à tuer, du cavalier solitaire qui n'œuvre que pour la vengeance. C'est la figure allégorique de la destruction. En Occident son visage rappelle celui de Satan tandis qu'en Orient, il se rapproche des masques de théâtre Nuo. Boba Fett est comme Han Solo plus un personnage qui tire son inspiration des westerns. Il est proche du Clint Eastwood des films de Sergio Leone. C'est un chasseur de primes, un justicier solitaire dénué de grands idéaux politiques ou moraux. Il porte une armure remplie de gadgets « à la James Bond » et est comme Ulysse un héros ingénieux et rusé. De son côté, Jabba le Hutt représente le parrain du crime obèse et pervers. Il est inspiré des pirates qui vivent et entassent leurs trésors dans une caverne isolée et circulent dans des barges flottantes. Il est également proche de Vito Corleone, le mafieux impassible et inflexible du film Le Parrain. Le Comte Dooku reprend le rôle du traître comme jadis Judas Iscariote ou Brutus. Il trahit ainsi l'Ordre Jedi, la République galactique et même la cause séparatiste mais finit lui-même sacrifié par son chef. Comme Alcibiade, c'est un aristocrate élégant et vénéneux qui passe d'un parti à un autre sans se poser de questions.

## Recensement des personnages
Le recensement qui suit présente les personnages dont la description s'étale sur une page ou plus d'une encyclopédie consacrée à l'ensemble de la saga cinématographique et entièrement ou en grande partie centrées sur la présentation des personnages. Les personnages Star Wars sont présentés par ordre alphabétique.
- Haut – A
- B
- C
- D
- E
- F
- G
- H
- I
- J
- K
- L
- M
- N
- O
- P
- Q
- R
- S
- T
- U
- V
- W
- X
- Y
- Z

### A
- Ask Aak est un personnage de l'univers « Officiel » présent notamment dans le film L'Attaque des clones. Il est le sénateur de la planète Malastare et un fidèle partisan de la politique du chancelier suprême de la République Palpatine[2].
- Amiral Gial Ackbar est un personnage de l'univers « Officiel » et de l'univers « Légendes » présent notamment dans les films Le Retour du Jedi, Le Réveil de la Force et Les Derniers Jedi. Ancien esclave de l'Empire galactique, il est le commandant de la flotte de l'Alliance rebelle lors de la bataille d'Endor[3],[c 1] et de la flotte de la Résistance lors de la bataille de la base Starkiller[e 1].
- Stass Allie est un personnage de l'univers « Officiel » présent notamment dans les films L'Attaque des clones et La Revanche des Sith. Cousine de la maître Jedi Adi Gallia qui siège au sein du conseil Jedi, elle lui succède après sa mort durant la guerre des clones. Elle meurt aussi à la fin de cette guerre[c 2].
- Mas Amedda est un personnage de l'univers « Officiel » présent notamment dans les films La Menace fantôme, L'Attaque des clones et La Revanche des Sith. Il est le porte-parole et le vice-président du sénat durant le mandat du chancelier suprême Palpatine. Il aide ce dernier à se faire proclamer empereur[4],[c 3].

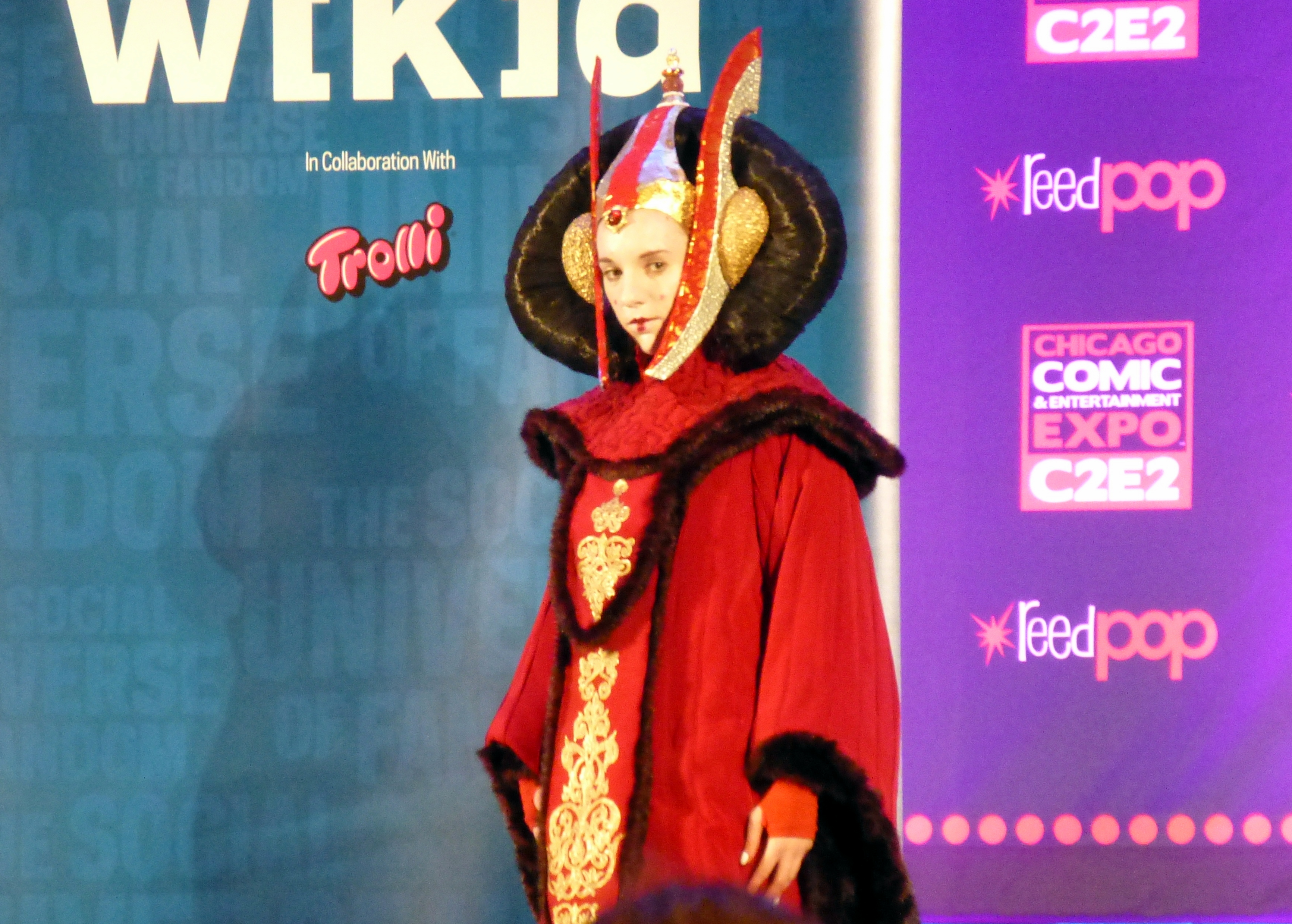
Cosplay de la Reine Amidala.

- Padmé Amidala est un personnage de l'univers « Officiel » présent notamment dans les films La Menace fantôme, L'Attaque des clones et La Revanche des Sith. Reine puis sénatrice de la planète Naboo, elle tombe amoureuse du Jedi Anakin Skywalker. Elle succombe en donnant naissance aux jumeaux Luke et Leia[5],[a 33],[a 41],[c 4],[d 1],[f 1].
- Nom Anor est un personnage de l'univers « Légendes ». Haut responsable du peuple des Yuuzhan Vong, il est envoyé par ses pairs au sein de l'Empire galactique pour préparer secrètement l'invasion de la galaxie. Il meurt lors de la bataille finale qui met fin à l'invasion[6].
- Capitaine Raymus Antilles est un personnage de l'univers « Officiel » présent notamment dans les films La Revanche des Sith, Rogue One et Un nouvel espoir. Il est le chef de la flotte diplomatique du sénateur Bail Organa de la planète Alderaan. Alors qu'il convoie en mission secrète la princesse Leia, fille adoptive de Bail, son vaisseau est arraisonné par un bâtiment impérial. Il meurt étranglé par Dark Vador alors que celui-ci l'interroge[c 5].
- Wedge Antilles est un personnage de l'univers « Officiel » et de l'univers « Légendes » présent notamment dans les films Un nouvel espoir, L'Empire contre-attaque, Le Retour du Jedi et L'Ascension de Skywalker. Pilote de chasseur très doué, il rejoint l'Alliance rebelle peu de temps après sa création. Il est le seul pilote à avoir participé à la destruction de l'Étoile noire et de l'Étoile de la mort[7].
- Reine Apailana est un personnage de l'univers « Officiel » présent notamment dans le film La Revanche des Sith. Elle la reine de la planète Naboo à l'époque de la mort de la sénatrice Padmé Amidala. Elle accompagne le cortège funèbre de cette dernière lors de son enterrement sur Naboo[c 6].
- Passel Argente est un personnage de l'univers « Officiel » présent notamment dans les films L'Attaque des clones et La Revanche des Sith. Il est le magistrat de l'organisation commerciale l'Alliance des Corporations. Il s'allie au Comte Dooku pour former la Confédération des systèmes indépendants et déclencher la guerre des clones. Il est tué avec les autres dirigeants de la Confédération par Dark Vador[8],[c 7].
- Ello Asty est un personnage de l'univers « Officiel » présent notamment dans le film Le Réveil de la Force. Il est un pilote de la Résistance durant la bataille de la base Starkiller. Il sert dans l'escadron bleu[e 2].

### B

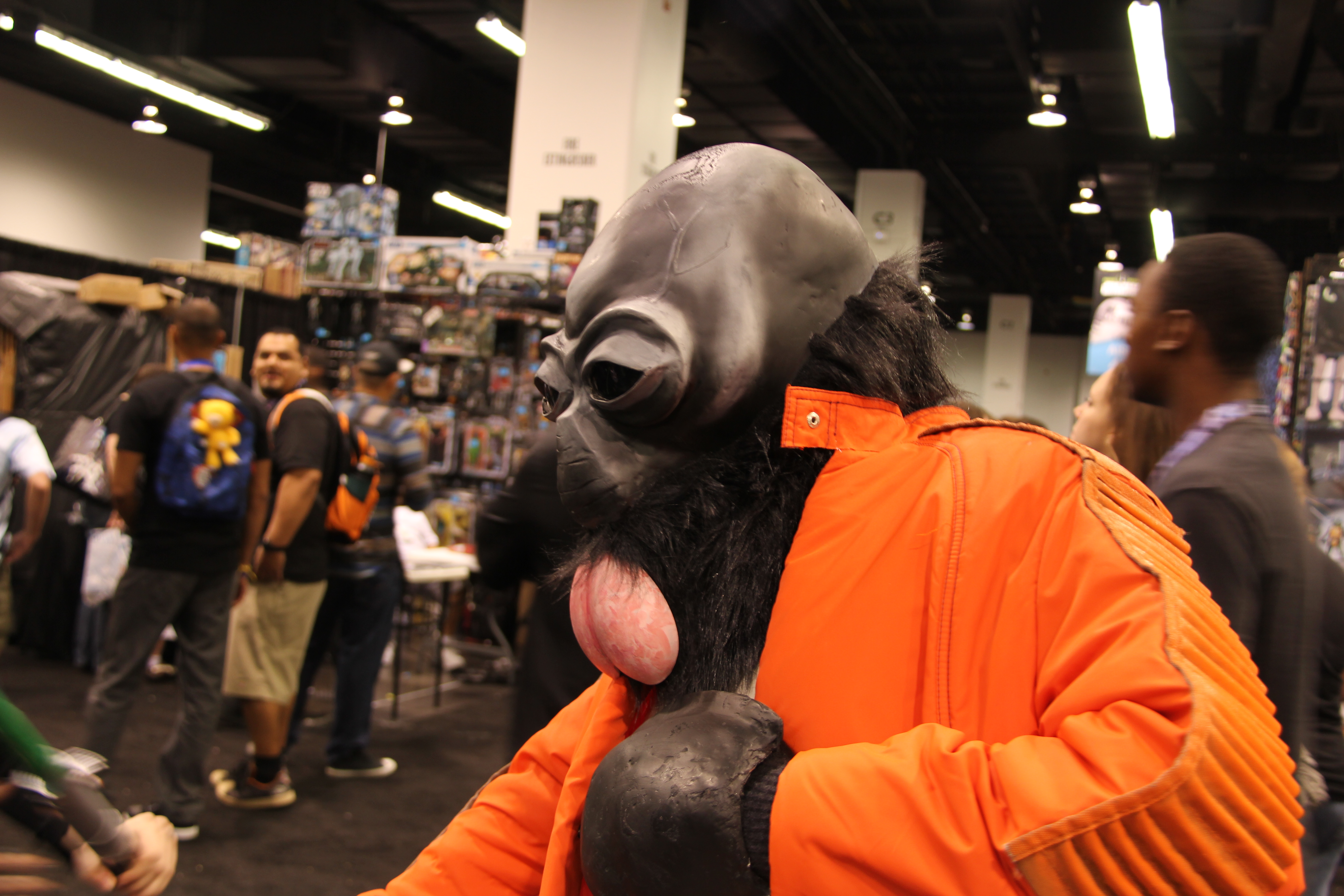
Cosplay de Ponda Baba.

- Ponda Baba est un personnage de l'univers « Officiel » présent notamment dans les films Rogue One et Un nouvel espoir. C'est un malfrat associé au Docteur Evazan et condamné à mort sur plusieurs planètes de la galaxie. Sur la planète Tatooine, il cherche querelle au jeune Luke Skywalker dans un bar. Durant la bagarre qui s'ensuit, Obi-Wan Kenobi, le mentor de Luke, lui coupe un bras avec son sabre laser[c 8].
- Hermione Bagwa est un personnage de l'univers « Officiel » présent notamment dans le film L'Attaque des clones. C'est la serveuse du restaurant « Chez Dexter ». Elle accueille Obi-Wan Kenobi quand celui-ci enquête sur la tentative de meurtre sur la sénatrice Amidala[9].
- Bala-Tik est un personnage de l'univers « Officiel » présent notamment dans le film Le Réveil de la Force. C'est un encaisseur du gang de la Mort guavien. Il est chargé de récupérer un remboursement qu'Han Solo doit à son gang à l'époque où celui-ci rencontre Rey et Finn[e 3].

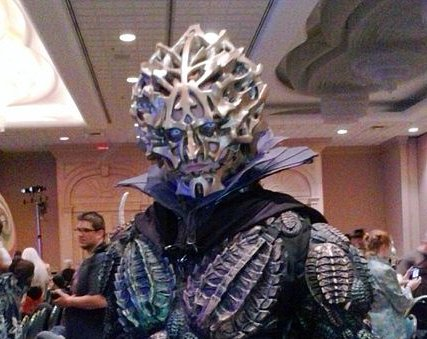
Cosplay de Dark Bane.

- Dark Bane est un personnage de l'univers « Officiel » et de l'univers « Légendes » présent notamment dans la série télévisée The Clone Wars. Seigneur Sith vivant mille ans avant la bataille de Yavin. Il supprime tous ses rivaux et instaure une règle dans l'ordre Sith selon laquelle il n'y aurait plus que deux seigneurs : un maître et son apprenti. Il est par la suite tué par sa propre apprentie[10].
- Kirster Banai est un personnage de l'univers « Officiel » présent notamment dans le film La Menace fantôme. Il est le meilleur ami d'Anakin Skywalker alors que celui-ci est un jeune esclave sur la planète Tatooine[11].
- Barada est un personnage de l'univers « Officiel » présent notamment dans le film Le Retour du Jedi. C'est l'esclave maître des esquifs du puissant trafiquant Jabba le Hutt. Il est tué par le Jedi Luke Skywalker lors de la tentative d'exécution de celui-ci ordonnée par Jabba[12].

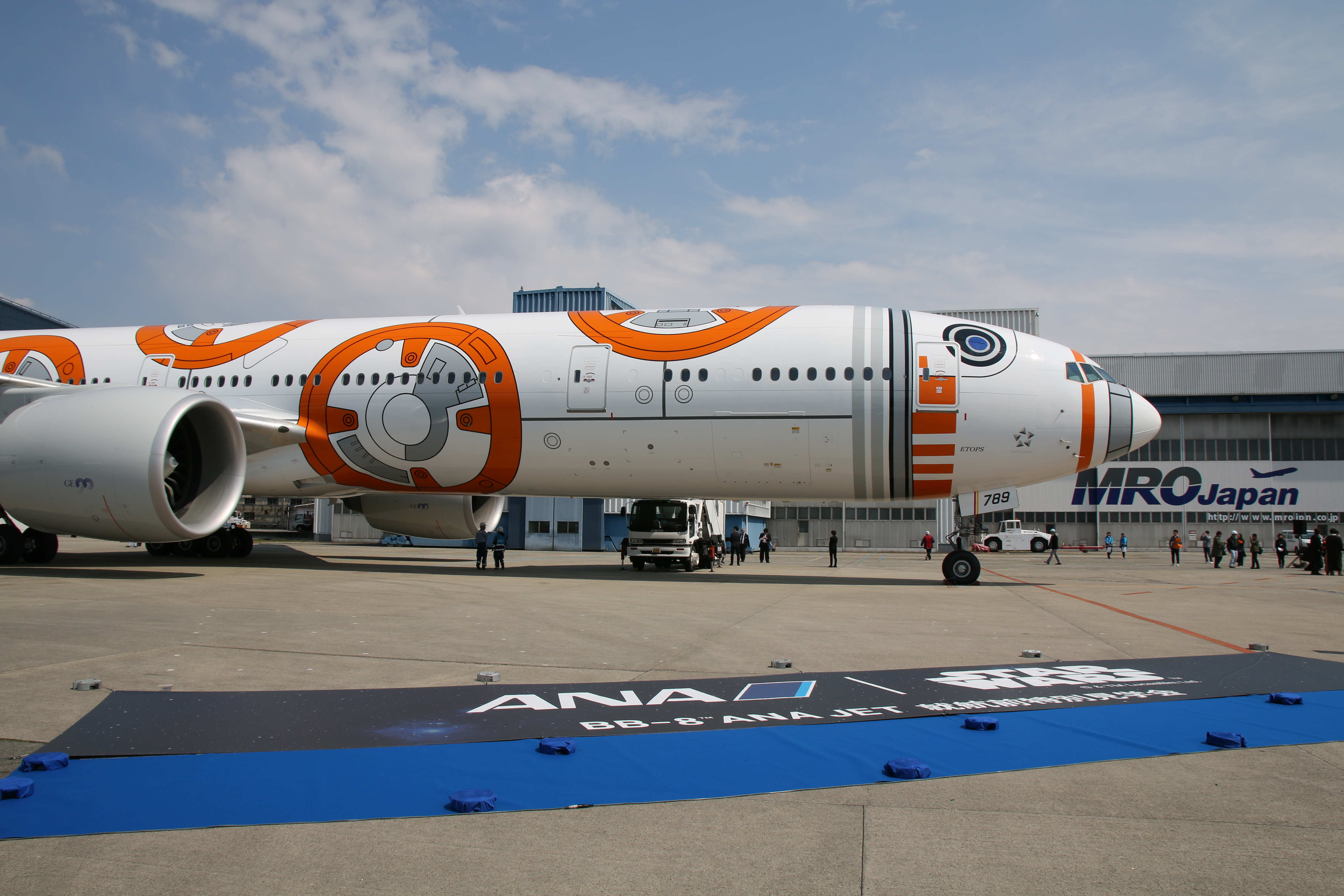
Avion japonais reprenant les couleurs et formes de BB-8.

- BB-8 est un personnage de l'univers « Officiel » présent notamment dans les films Le Réveil de la Force, Les Derniers Jedi et L'Ascension de Skywalker. Il s'agit de l'astro-mécanicien du vaisseau du pilote de la Résistance Poe Dameron. Il est poursuivi par le Premier Ordre lorsqu’il transporte des informations qui peuvent conduire jusqu'à Luke Skywalker à l'époque de la bataille de la base Starkiller[e 4],[f 2].
- Sio Bibble est un personnage de l'univers « Officiel » présent notamment dans les films La Menace fantôme et L'Attaque des clones. Il est le gouverneur de Theed, la capitale de la planète Naboo. Fidèle de la reine Amidala, il décide de rester protéger ses concitoyens lorsque la reine doit s'enfuir pour ne pas tomber dans les mains de l'armée qui envahit sa planète. Il est présent aux funérailles de Padmé Amidala[13],[c 9].
- Depa Billaba est un personnage de l'univers « Officiel » et de l'univers « Légendes » présent notamment dans les films La Menace fantôme et L'Attaque des clones. Elle est un maître Jedi qui siège au sein du conseil Jedi, la plus haute autorité de l'ordre. Elle meurt à la fin de la Guerre des clones[14],[c 10].

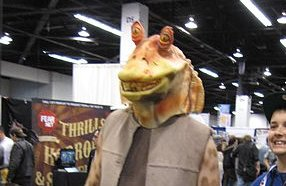
Cosplay de Jar Jar Binks.

- Jar Jar Binks est un personnage de l'univers « Officiel » présent notamment dans les films La Menace fantôme, L'Attaque des clones et La Revanche des Sith. Membre du peuple des Gungans de la planète Naboo, il rencontre le Jedi Qui-Gon Jinn lors de l'invasion de sa planète. Devenu le compagnon du Jedi, il passe ensuite au service de la sénatrice Amidala. Après la mort de cette dernière, il prend sa place au sein du sénat galactique[15],[c 11],[a 42],[d 2],[f 3].
- Walex Blissex est un personnage de l'univers « Officiel » présent notamment dans le film Le Retour du Jedi. Concepteur de vaisseaux spatiaux durant les derniers temps de la République galactique, il rejoint l'Alliance rebelle lors de sa création. Il participe notamment à la bataille d'Endor[16].
- Bobbajo est un personnage de l'univers « Officiel » présent notamment dans le film Le Réveil de la Force. C'est un marchand de bestiaux et un conteur vivant sur la planète Jakku à l'époque de la bataille de la base Starkiller[e 5].

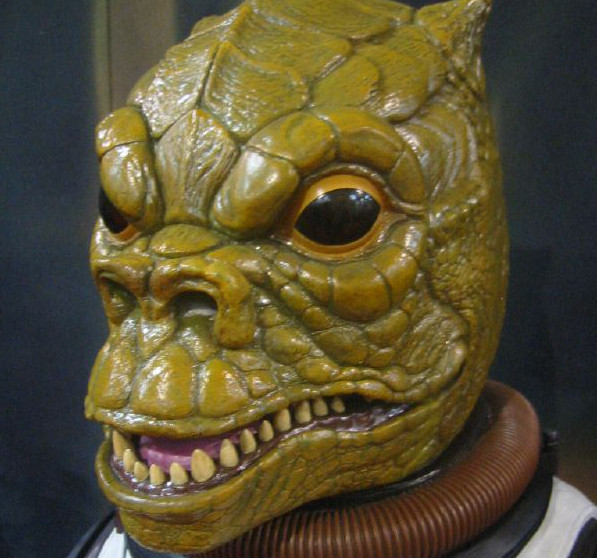
Sculpture de Bossk.

- Bossk est un personnage de l'univers « Officiel » et de l'univers « Légendes » présent notamment dans le film L'Empire contre-attaque. Ce chasseur de primes spécialisé dans les esclaves en fuite est connu pour sa cruauté. Durant la Guerre des clones, il s'associe avec les chasseurs Aurra Sing et Boba Fett. Il fait partie des six chasseurs de primes à être convoqué par Dark Vador pour capturer le vaisseau d'Han Solo, le Faucon Millenium[c 12].
- Major Taslin Brance est un personnage de l'univers « Officiel » présent notamment dans le film Le Réveil de la Force. Il est un officier de la Résistance à l'époque de la bataille de la base Starkiller. Il est notamment chargé de la communication au centre de commandement de la Résistance sur la planète D'Qar[e 6].
- Ezra Bridger est un personnage de l'univers « Officiel » présent notamment dans la série télévisée Rebels. Après l'arrestation de ses parents alors qu'il n'a que sept ans, Ezra devient un enfant des rues sur la planète Lothal. Il survit alors en volant. Cinq ans avant la bataille de Yavin, alors qu'il a quatorze ans, il intègre l'équipage du vaisseau Ghost du capitaine Syndulla[d 3],[f 4].

### C
- C-3PO est un personnage de l'univers « Officiel » et de l'univers « Légendes » présent notamment dans les films La Menace fantôme, L'Attaque des clones, La Revanche des Sith, Rogue One, Un nouvel espoir, L'Empire contre-attaque, Le Retour du Jedi, Le Réveil de la Force, Les Derniers Jedi et L'Ascension de Skywalker. Droïde construit par le jeune Anakin Skywalker sur la planète Tatooine, il sert plus tard de majordome à son épouse Padmé Amidala puis passe à la mort de celle-ci au service de la famille royale de la planète Alderaan. Par un grand hasard, il devient ensuite le serviteur de Luke Skywalker, le fils de son créateur[17],[c 13],[a 34],[d 4],[f 5].

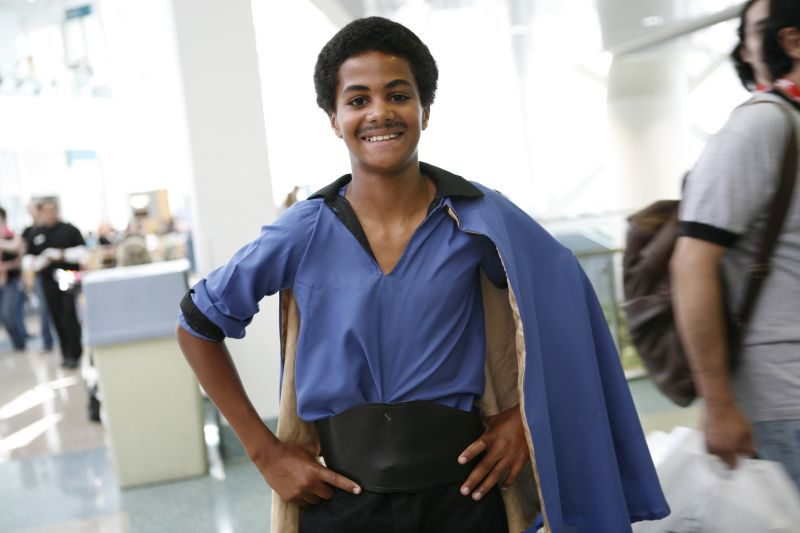
Cosplay de Lando Calrissian.

- Lando Calrissian est un personnage de l'univers « Officiel » et de l'univers « Légendes » présent notamment dans les films Solo, L'Empire contre-attaque, Le Retour du Jedi et L'Ascension de Skywalker. Joueur professionnel et petit escroc, il est l'ami d'Han Solo. Lors d'une partie contre ce dernier, il perd son vaisseau le Faucon Millenium. Plus tard, il gagne toujours lors d'une partie le poste d'administrateur d'une cité de la planète Bespin. Il rejoint ensuite l'Alliance rebelle[18],[c 14],[d 5],[f 6].
- Joruus C'Baoth est un personnage de l'univers « Légendes ». Jedi fou, il s'associe au grand amiral Thrawn pour détruire l'Alliance rebelle après la mort de l'empereur Palpatine. Il est tué par Mara Jade, l'ancienne exécutrice de l'empereur Palpatine[19].

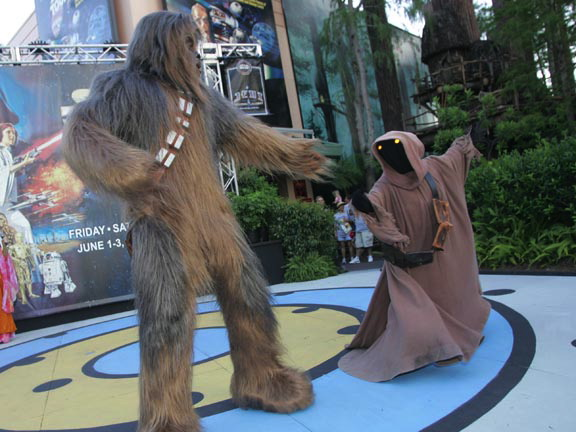
Cosplay de Chewbacca.

- Chewbacca est un personnage de l'univers « Officiel » et de l'univers « Légendes » présent notamment dans les films La Revanche des Sith, Solo, Un nouvel espoir, L'Empire contre-attaque, Le Retour du Jedi, Le Réveil de la Force, Les Derniers Jedi et L'Ascension de Skywalker. Soldat de la planète Kashyyyk durant la Guerre des clones, il est par la suite capturé et vendu comme esclave. Délivré par le contrebandier Han Solo, celui-ci le prend comme copilote de son vaisseau puis l'entraîne dans les rangs de l'Alliance rebelle[20],[a 31],[c 15],[a 43],[d 6],[f 7].
- Chef Chirpa est un personnage de l'univers « Officiel » et de l'univers « Légendes » présent notamment dans le film Le Retour du Jedi. Il est le vieux dirigeant de la communauté d'Ewoks vivants près de la base impériale de la planète Endor. Son peuple capture les héros rebelles venus sur place avant la bataille d'Endor. Impressionné par la démonstration de Force de Luke Skywalker, il accepte de libérer puis d'aider les rebelles[c 16].
- C1-10P « Chopper » est un personnage de l'univers « Officiel » présent notamment dans la série télévisée Rebels. Il est un droïde astromécano qui a servi à bord d'un Y-wing durant la guerre des clones, avant d'appartenir à Hera Syndulla[f 8].
- Général Airen Cracken est un personnage de l'univers « Officiel » présent notamment dans le film Le Retour du Jedi. C'est un officier de l'Alliance rebelle spécialisé dans l'espionnage. Il participe à la bataille de Yavin puis à celle d'Endor. Lors de cette dernière, il sert d'artilleur à bord du vaisseau le Faucon Millenium aux côtés du général Lando Calrissian[c 17].
- Salacious Crumb est un personnage de l'univers « Officiel » et de l'univers « Légendes » présent notamment dans le film Le Retour du Jedi. Minuscule singe-lézard, il est le bouffon de la cour du trafiquant Jabba le Hutt. Il meurt quand Luke Skywalker fait exploser la barge à voile de Jabba[21],[c 18].

### D
- Yarna D'Al'Gargan est un personnage de l'univers « Officiel » présent notamment dans le film Le Retour du Jedi. Elle est une des danseuses préférées du truand Jabba le Hutt à l'époque où ce dernier retient le contrebandier Han Solo dans son palais[22],[c 19].
- Figrin D'An est un personnage de l'univers « Officiel » présent notamment dans le film Un nouvel espoir. Il est le dirigeant du groupe de musique les Modal Nodes. Il joue au bar de la ville de Mos Esley à Tatooine lorsqu'Obi-Wan Kenobi et Luke Skywalker rencontrent pour la première fois Han Solo et Chewbacca[23],[c 20].
- Poe Dameron est un personnage de l'univers « Officiel » présent notamment dans les films Le Réveil de la Force, Les Derniers Jedi et L'Ascension de Skywalker. Fils d'une pilote et d'un éclaireur de l'Alliance rebelle, Poe Dameron rejoint naturellement la Résistance en tant que pilote. Il participe notamment à la bataille de la base Starkiller[e 7],[f 9].
- Vober Dand est un personnage de l'univers « Officiel » présent notamment dans les films Le Réveil de la Force, Les Derniers Jedi et L'Ascension de Skywalker. C'est le chef de la logistique de la Résistance au centre de commandement sur la planète D'Qar à l'époque de la bataille de la base Starkiller[e 8].
- Biggs Darklighter est un personnage de l'univers « Officiel » présent notamment dans le film Un nouvel espoir. Ami d'enfance de Luke Skywalker, il rejoint l'académie impériale pour devenir pilote. En cours de formation, il s'enfuit pour rejoindre les rangs de l'Alliance rebelle. Il meurt pendant l'attaque de l'Étoile noire[24].
- Din Djarin dit « Le Mandalorien » est un personnage de l'univers « Officiel » présent notamment dans la série télévisée The Mandalorian. Orphelin élevé par le clan mandalorien Death Watch, il suit la voie de Mandalore et ne retire jamais son casque. Chasseur de primes engagé pour un contrat consistant à récupérer un enfant de la même espèce que le maître Jedi Yoda sensible à la Force et le livrer à des anciens impériaux, il décide plutôt de le sauver et de le protéger. Il mène ensuite une quête à travers la galaxie pour remettre l'enfant Grogu à son peuple : les « Jedi »[a 44],[a 45],[a 46].
- Lexi Dio est un personnage de l'univers « Officiel » présent notamment dans le film L'Attaque des clones. C'est une sénatrice proche de Padmé Amidala. Elle soutient celle-ci quand elle réclame une résolution pacifique à la crise qui oppose la République galactique à la Confédération des systèmes indépendants[25].
- Lott Dod est un personnage de l'univers « Officiel » présent notamment dans le film La Menace fantôme. Il est le sénateur de la Fédération du commerce, l'organisation qui envahit la planète Naboo. Il nie la réalité de l'attaque auprès de ses collègues sénateurs et accuse la reine Amidala d'être une menteuse[26].
- Général Jan Dodonna est un personnage de l'univers « Officiel » et de l'univers « Légendes » présent notamment dans les films Rogue One et Un nouvel espoir. Officier militaire de la République galactique, il est mis en retraite peu de temps avant la Guerre des clones. Opposé à l'instauration de l'Empire, il rejoint l'Alliance rebelle et dirige l'assaut contre l'Étoile noire[27],[c 21].
- Daultay Dofine est un personnage de l'univers « Officiel » présent notamment dans le film La Menace fantôme. Il est le capitaine du vaisseau amiral de la flotte qui envahit la planète Naboo. Il meurt lorsque le jeune Anakin Skywalker parvient à détruire son vaisseau[28].

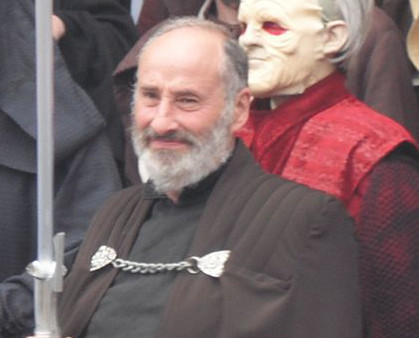
Cosplay du Comte Dooku.

- Comte Dooku est un personnage de l'univers « Officiel » et de l'univers « Légendes » présent notamment dans les films L'Attaque des clones et La Revanche des Sith. Riche aristocrate, il devient l'apprenti Jedi du célèbre maître Yoda. Devenu Jedi, il forme Qui-Gon Jinn, le futur maître d'Obi-Wan Kenobi. Approché par le maléfique sénateur Palpatine, il rejoint l'ordre Sith et manigance pour déclencher la Guerre des Clones[29]. Il est assassiné par le Jedi Anakin Skywalker peu de temps avant la fin de cette guerre[c 22],[a 40],[d 7],[f 10].
- Cin Drallig est un personnage de l'univers « Officiel » présent notamment dans le film La Revanche des Sith. C'est un Jedi qui enseigne le maniement du sabre laser au Temple Jedi de la planète Coruscant. Il est tué par Anakin Skywalker devenu Dark Vador quand celui-ci massacre les Jedi du temple[c 23].
- Kyp Durron est un personnage de l'univers « Légendes ». Il est un jeune homme perturbé vivant après la mort de l'empereur Palpatine. Luke Skywalker parvient à canaliser sa colère et réussit à faire du jeune homme l'un des plus doués chevaliers Jedi de sa génération[30].

### E
- Hugo Eckener[Note 5] est un personnage de l'univers « Officiel » présent notamment dans le film La Menace fantôme. Il est l'architecte en chef de la planète Naboo et un proche conseiller de la reine Amidala à l'époque de l'invasion de la planète[31].
- Major Caluan Ematt est un personnage de l'univers « Officiel » présent notamment dans les films Le Réveil de la Force et Les Derniers Jedi. Vétéran de l'Alliance rebelle, il devient officier dans l'armée de la Nouvelle République puis rejoint la Résistance peu de temps après sa création. À l'époque de la bataille de la base Starkiller, il est affecté au centre de commandement de la Résistance sur la planète D'Qar[e 9].
- Jyn Erso est un personnage de l'univers « Officiel » présent notamment dans le film Rogue One. Fille de Galen Erso, un ingénieur impérial chargé de la construction de l'Étoile de la mort, elle est séparée de ses parents et est élevée par Saw Gerrera. Elle rejoint l'Alliance rebelle et parvient à dérober les plans de la station de combat et à les transmettre à la flotte rebelle en orbite autour de Scarif[f 11].
- EV-9D9 est un personnage de l'univers « Officiel » présent notamment dans le film Le Retour du Jedi. Elle est un droïde employé au sein du palais du puissant trafiquant Jabba le Hutt. Elle est le cruel superviseur des droides du palais. C'est à elle que sont confiés C-3PO et R2-D2 lors de leur arrivée au palais[c 24].
- Docteur Cornelius Evazan est un personnage de l'univers « Officiel » présent notamment dans les films Rogue One et Un nouvel espoir. C'est un gangster et un assassin condamné à mort sur plusieurs planètes de la galaxie. Lors d'un affrontement avec un chasseur de primes, un coup de pistolet le laisse défiguré. Sur la planète Tatooine, avec son acolyte Ponda Baba, il tente d'intimider le jeune Luke Skywalker dans un bar. Ils sont alors facilement repoussés par le mentor de Luke, Obi-Wan Kenobi[c 25].

### F
- Sun Fac est un personnage de l'univers « Officiel » présent notamment dans le film L'Attaque des clones. Aristocrate de la planète Géonosis, il est le lieutenant du dirigeant de cette planète, Poggle le Bref. Il est tué par des soldats clones alors qu'il tente de s'enfuir après la bataille de Géonosis[c 26].
- Soontir Fel est un personnage de l'univers « Officiel » et de l'univers « Légendes ». Baron de la planète Corellia, il devient pilote dans l'armée impériale. Il gravit rapidement les échelons de la hiérarchie impériale et est vite reconnu comme l'un des meilleurs pilotes de l'Empire. Après la mort de Palpatine, il est capturé par l'Alliance rebelle puis finit par la rejoindre[32].

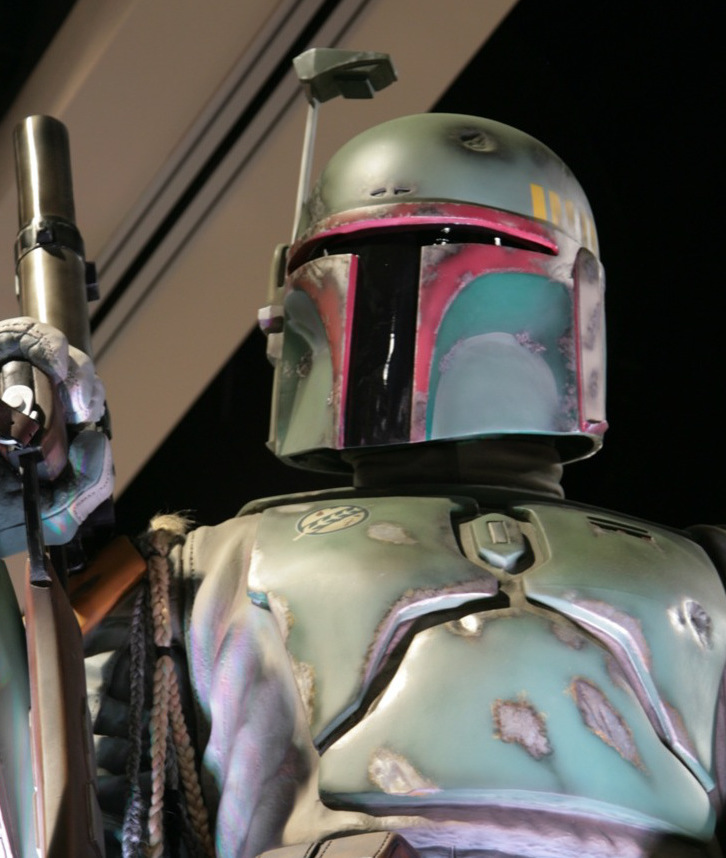
Cosplay de Boba Fett.

- Boba Fett est un personnage de l'univers « Officiel » et de l'univers « Légendes » présent notamment dans les films L'Attaque des clones, Un nouvel espoir, L'Empire contre-attaque, Le Retour du Jedi. Fils cloné de Jango Fett, il s'allie avec d'autres chasseurs de primes après la mort de son père. Apprenant d'eux, il devient rapidement le plus réputé membre de cette profession. Son plus prestigieux client est Jabba le Hutt. Ce dernier l'engage pour capturer le contrebandier Han Solo. Lors du sauvetage de Solo par Luke Skywalker, Boba Fett est laissé pour mort, avalé par un sarlacc[33],[a 38],[c 27],[d 8],[f 12]. Il réapparait cependant cinq ans plus tard pour s'emparer du trône de Jabba[a 47].

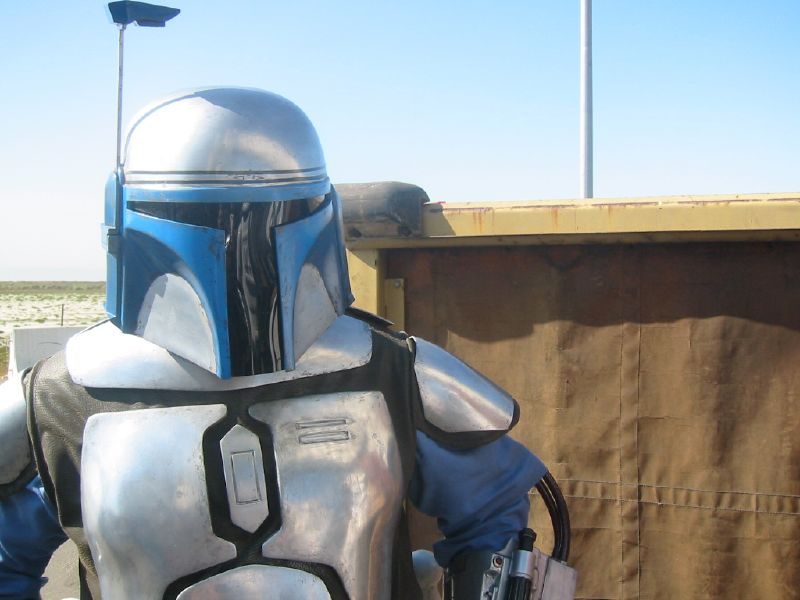
Cosplays de Jango Fett.

- Jango Fett est un personnage de l'univers « Officiel » présent notamment dans le film L'Attaque des clones. Chasseur de primes très réputé, il est recruté par le Comte Dooku pour servir de modèle à une armée de soldats clones. Il est également chargé par Dooku d'éliminer la sénatrice Amidala. Il meurt, tué par le maître Jedi Mace Windu durant la bataille de Géonosis qui déclenche la Guerre des clones[34],[c 28].
- Borsk Fey'lya est un personnage de l'univers « Légendes ». Dirigeant du peuple des Bothans, il est aussi un maître espion. C'est grâce à lui que l'Alliance rebelle obtient les plans secrets de l'Étoile de la mort. Après la mort de Palpatine, il obtient une place importante dans l'Alliance puis en devint le chef d'État. Il meurt durant l'invasion de la galaxie par les Yuuzhan Vong[35].
- Finn est un personnage de l'univers « Officiel » présent notamment dans les films Le Réveil de la Force, Les Derniers Jedi et L'Ascension de Skywalker. Ce soldat du Premier Ordre, révulsé par la barbarie de ses supérieurs, décide de déserter. Son périple pour retrouver la liberté l'emmène à aider le pilote de la Résistance Poe Dameron, la ferrailleuse Rey et le contrebandier Han Solo. Il participe à leurs côtés à la bataille de la base Starkiller[e 10],[f 13].

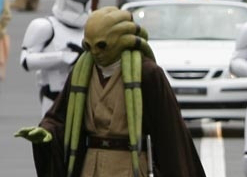
Cosplay de Kit Fisto.

- Kit Fisto est un personnage de l'univers « Officiel » présent notamment dans les films L'Attaque des clones et La Revanche des Sith. Chevalier puis maître Jedi, il participe activement à la Guerre des clones. Il est tué par Palpatine alors qu'il tente de le mettre aux arrêts[36],[c 29].
- Fode et Beed sont des personnages de l'univers « Officiel » présent notamment dans le film La Menace fantôme. Ils sont des troigs, une espèce unique dans la galaxie car possédant deux têtes pour un seul corps. Ils sont les commentateurs officiels des courses de modules. Ils commentent notamment la course de Tatooine que gagne le jeune Anakin Skywalker[37].
- Bib Fortuna est un personnage de l'univers « Officiel » et de l'univers « Légendes » présent notamment dans le film Le Retour du Jedi et dans la série The Mandalorian. Ancien marchand d'esclaves, il devient ensuite le majordome de la cour du trafiquant Jabba le Hutt. Luke Skywalker se sert d'une manipulation mentale de Jedi pour que Fortuna lui accorde l'accès à la cour de son maître[c 30].
- Silver Fyre est un personnage de l'univers « Officiel » et de l'univers « Légendes ». Ancienne contrebandière et pirate, elle devient la chef d'une bande de mercenaires proche de l'Alliance rebelle. Elle travaille notamment pour la princesse Leia Organa après la destruction de l'Étoile noire[38].

### G
- Adi Gallia est un personnage de l'univers « Officiel » et de l'univers « Légendes » présent notamment dans le film La Menace fantôme. Elle est un maître Jedi qui siège au sein du conseil Jedi, la plus haute autorité de l'ordre[39],[c 31]. Elle meurt pendant la Guerre des clones en affrontant Savage Opress dans l'univers « Officiel »[a 48] et le général Grievous dans l'univers « Légendes »[b 4].

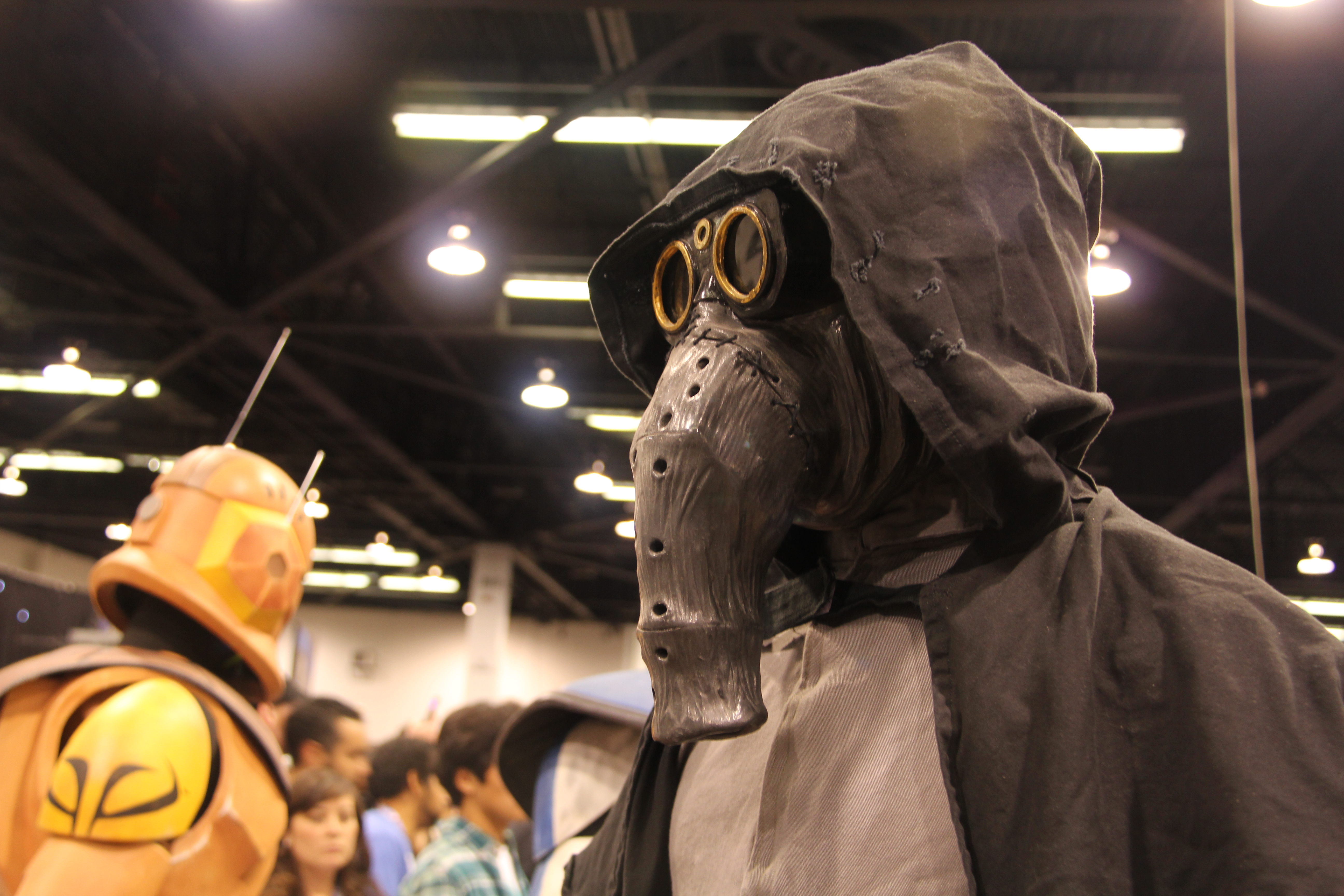
Cosplay de Garindan.

- Garindan est un personnage de l'univers « Officiel » présent notamment dans le film Un nouvel espoir. Il est un espion travaillant pour le compte de l'Empire galactique à Mos Esley, une ville de la planète Tatooine. C'est lui qui indique aux troupes de choc de l'Empire la localisation des droïdes C-3PO et R2-D2 alors en possession des plans de l'Étoile noire[40],[c 32].
- Gragra est un personnage de l'univers « Officiel » présent notamment dans le film La Menace fantôme. À Mos Espa, une ville de la planète Tatooine, elle tient une échoppe de vente de gorgs, des petits batraciens comestibles. Lors de sa visite dans la ville, Jar Jar Binks, compagnon du Jedi Qui-Gon Jinn, tente de lui voler un gorg[41].
- Greeata est un personnage de l'univers « Officiel » présent notamment dans le film Le Retour du Jedi. Elle est avec Rystall et Lyn Me, l'une des trois choristes et danseuses du groupe de Max Rebo au palais du trafiquant Jabba le Hutt sur la planète Tatooine à l'époque où ce dernier retient le contrebandier Han Solo dans son palais[c 33].

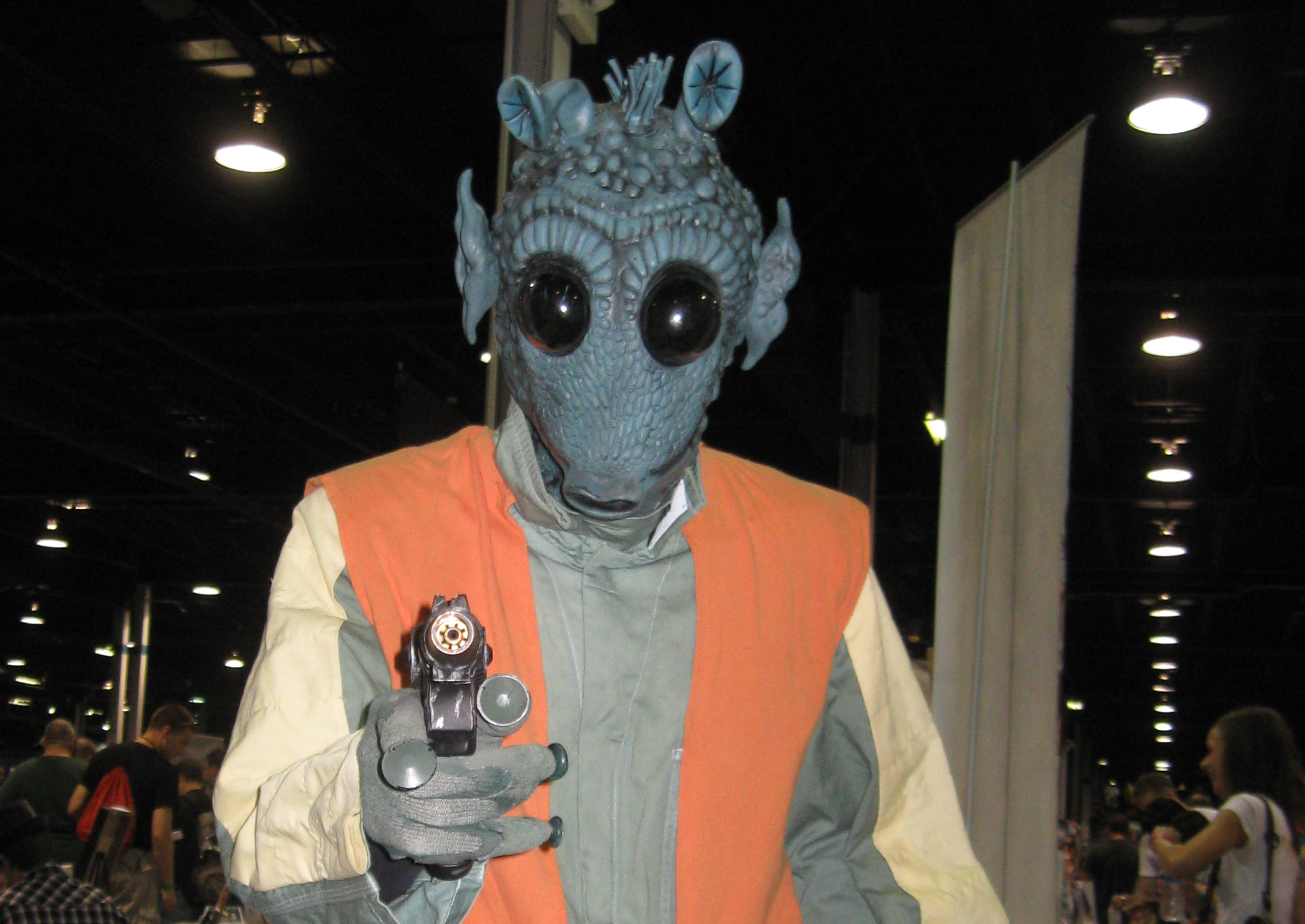
Cosplay de Greedo.

- Greedo est un personnage de l'univers « Officiel » présent notamment dans le film Un nouvel espoir. Il grandit à Mos Espa où il affronte notamment dans une bagarre le jeune Anakin Skywalker. Devenu adulte, il devient chasseur de primes. Il tente d'abattre le contrebandier Han Solo pour le livrer mort au trafiquant Jabba le Hutt. Maladroit, il vise à côté et se fait tuer par Solo[c 34].

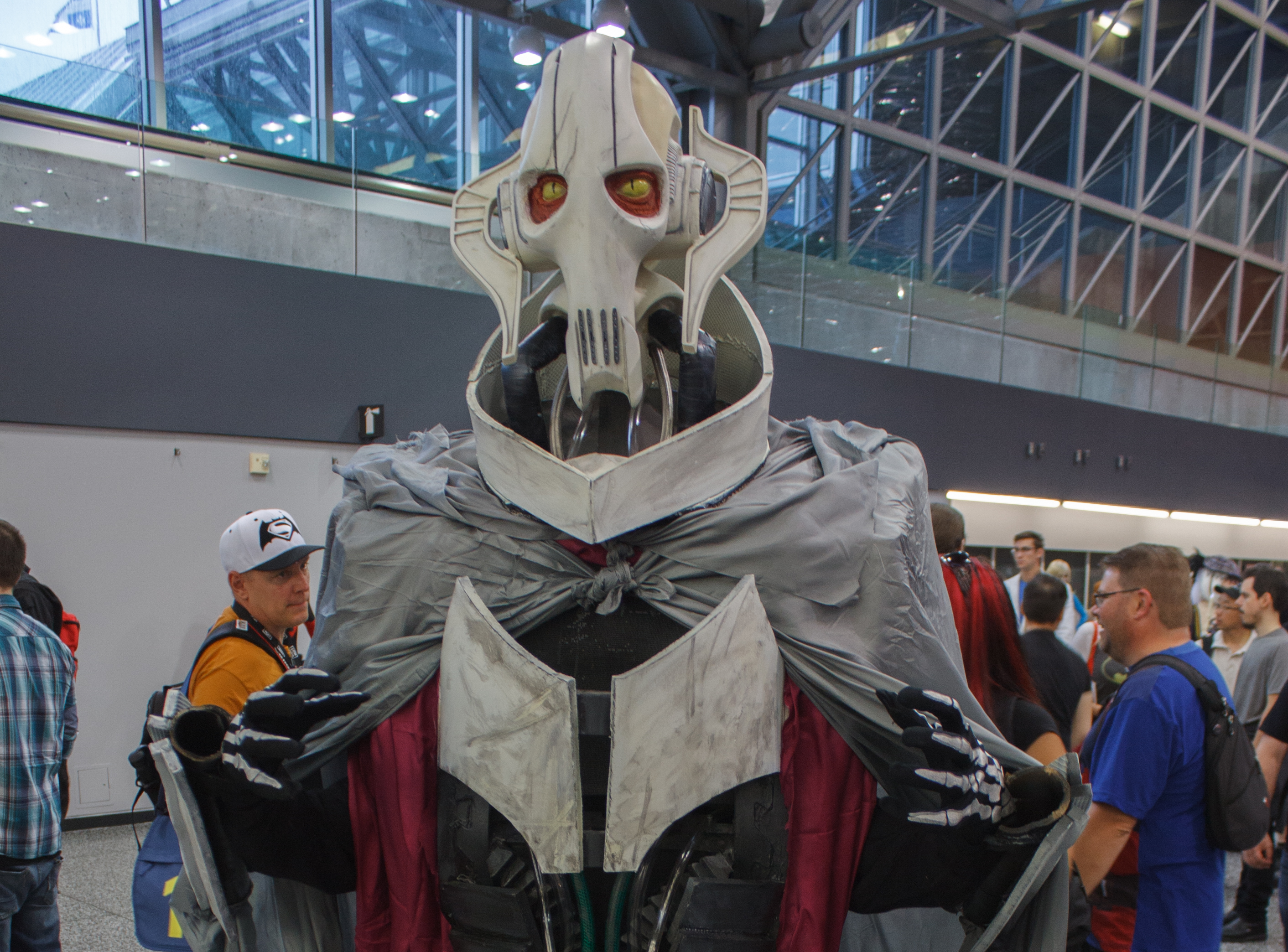
Cosplay du Général Grievous.

- Général Grievous est un personnage de l'univers « Officiel » présent notamment dans le film La Revanche des Sith. Alors qu'il est un seigneur de guerre du peuple des Kaleeshs, il subit un accident aérien qui le mutile atrocement. Il est alors reconstruit sous la forme d'un cyborg, puis engagé comme général de l'armée du Comte Dooku durant la guerre des clones. Il est tué par le Jedi Obi-Wan Kenobi lors d'un duel au sabre laser[c 35],[d 9],[f 14].
- Grummgar est un personnage de l'univers « Officiel » présent notamment dans le film Le Réveil de la Force. C'est un chasseur de gros gibier et un mercenaire à l'époque de la bataille de la base Starkiller. Il est l'un des habitués du château de Maz Kanata[e 11].
- Grogu est un personnage de l'univers « Officiel » présent notamment dans la série The Mandalorian. Cet enfant de la même espèce que le maître Jedi Yoda en qui la Force est puissante, fait l'objet de convoitises des anciens Impériaux pour les propriétés de son sang. Il est sauvé et protégé par le chasseur de primes mandalorien Din Djarin qui mène une quête galactique pour le remettre à son peuple, mais qui finit par l'adopter officiellement après avoir participé a la reconquête de la planète Mandalore ; il devient alors Din Grogu[a 49],[a 50],[a 51].
- Nute Gunray est un personnage de l'univers « Officiel » présent notamment dans les films La Menace fantôme, L'Attaque des clones et La Revanche des Sith. Il est le vice-roi de la Fédération du Commerce. Il s'allie avec les Sith pour envahir la planète Naboo. Après avoir échoué dans cette action, il s'associe avec le Comte Dooku au sein de la Confédération des systèmes indépendants, laquelle défie la République galactique. Il meurt à la fin de la Guerre des clones, tué avec les autres dirigeants de la Confédération par Dark Vador[42],[c 36].
- Guri est un personnage de l'univers « Légendes ». Elle est un réplicant, un droïde qui réplique l'apparence des humains. Elle est l'assistante et l'assassin personnel du baron du crime Xizor, le plus puissant parrain du crime de l'époque impériale[43].

### H
- Rune Haako est un personnage de l'univers « Officiel » présent notamment dans les films La Menace fantôme, L'Attaque des clones et La Revanche des Sith. Il est l'attaché diplomatique du vice-roi Nute Gunray, le dirigeant de la Fédération du Commerce. Il aide son souverain à planifier et réaliser l'invasion de la planète Naboo. Il meurt à la fin de la Guerre des clones, tué par Dark Vador avec les autres dirigeants de la Confédération des systèmes indépendants[44],[c 37].
- San Hill est un personnage de l'univers « Officiel » présent notamment dans les films L'Attaque des clones et La Revanche des Sith. Il est le président du Clan bancaire intergalactique. Il s'allie au Comte Dooku pour former la Confédération des systèmes indépendants et déclencher la guerre des clones. Il est tué par Dark Vador avec les autres dirigeants de la Confédération[c 38].
- Corran Horn est un personnage de l'univers « Officiel » et de l'univers « Légendes ». Natif de la planète Corellia, il devient membre des forces de sécurité de sa planète. Il aide l'Empire galactique notamment à traquer les Jedi. Après le décès de l'empereur Palpatine, il rejoint l'Alliance rebelle en tant que pilote de chasseur X-wing[45].
- Huit-D-Huit ou 8D8 est un personnage de l'univers « Officiel » présent notamment dans le film Le Retour du Jedi. Il est un droïde employé au sein du palais du puissant trafiquant Jabba le Hutt. Il est spécifiquement chargé de torturer les droïdes et les esclaves récalcitrants[c 39].
- Général Armitage Hux est un personnage de l'univers « Officiel » présent notamment dans les films Le Réveil de la Force, Les Derniers Jedi et L'Ascension de Skywalker. Ce fils d'un haut personnage de l'Empire galactique est un fervent partisan de l'autoritarisme militaire. Il est recruté par le Premier Ordre pour superviser la base Starkiller[e 12],[f 15].

### I
- IG-88 est un personnage de l'univers « Officiel » présent notamment dans le film L'Empire contre-attaque. Ce droïde assassin fait partie d'une production défaillante qui massacre ses fabricants avant d'avoir été achevée. Particulièrement agressif et obsédé par la mise à mort, il devient chasseur de primes. Il est convoqué par Dark Vador pour qu'il localise le Faucon Millenium, le vaisseau d'Han Solo. Il est détruit durant cette chasse par son grand rival, Boba Fett[c 40].
- Le Grand inquisiteur est un personnage de l'univers « Officiel » présent notamment dans la série télévisée Rebels. Peu après l'instauration de l'Empire galactique, il est chargé par Dark Vador de traquer les derniers Jedi. Mis sur la piste de l'ancien apprenti Jedi Kanan Jarrus, il le poursuit impitoyablement. L'inquisiteur trouve la mort lors d'un combat au sabre laser avec Jarrus quatre ans avant la bataille de Yavin[d 10],[f 16].
- Ysanne Isard est un personnage de l'univers « Légendes ». Fille du directeur du service de renseignement de l'Empire galactique, elle obtient à la mort de son père le poste qu'il occupait au sein de l'Empire. Après la mort de l'empereur Palpatine, elle réussit à écarter tous ses rivaux pour parvenir à la tête de l'Empire. Elle meurt peu après, victime de la guerre qu'elle mène à l'encontre de l'Alliance rebelle[46].
- Prince Isolder est un personnage de l'univers « Légendes ». Héritier d'un système planétaire indépendant de l'Empire galactique, il demande en mariage la princesse Leia quelques années après la mort de l'empereur. Malheureusement pour lui, la princesse lui préfère le contrebandier Han Solo[47].
- Capitaine Sidon Ithano est un personnage de l'univers « Officiel » présent notamment dans le film Le Réveil de la Force. C'est un capitaine corsaire à l'époque de la bataille de la base Starkiller. Alors qu'il se trouve au château de Maz Kanata, il propose à Finn de rejoindre son équipage[e 13].

### J

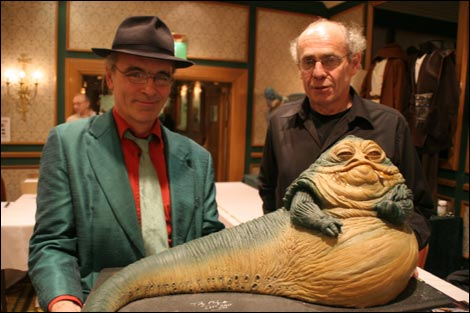
Maquette de Jabba le Hutt.

- J'Quille est un personnage de l'univers « Officiel » présent notamment dans le film Le Retour du Jedi. C'est un chasseur de primes engagé pour éliminer le puissant trafiquant Jabba le Hutt. Infiltré dans le palais de celui-ci, il se fait doubler par la princesse Leia qui étrangle le Hutt durant la mission de sauvetage d'Han Solo[c 41].
- Jabba le Hutt est un personnage de l'univers « Officiel » et de l'univers « Légendes » présent notamment dans les films La Menace fantôme, Un nouvel espoir et Le Retour du Jedi. Issu d'une puissante famille du crime organisé, il s'installe sur la planète Tatooine pour y fonder sa propre entreprise criminelle. Vivant notamment de la contrebande, il se fâche avec son meilleur contrebandier, Han Solo et lance des chasseurs de primes à sa poursuite. Ayant réussi à le capturer, Jabba est tué par la princesse Leia lors de l'opération menée par Luke Skywalker pour délivrer son ami Han[48],[c 42],[a 39],[a 52],[d 11],[f 17].

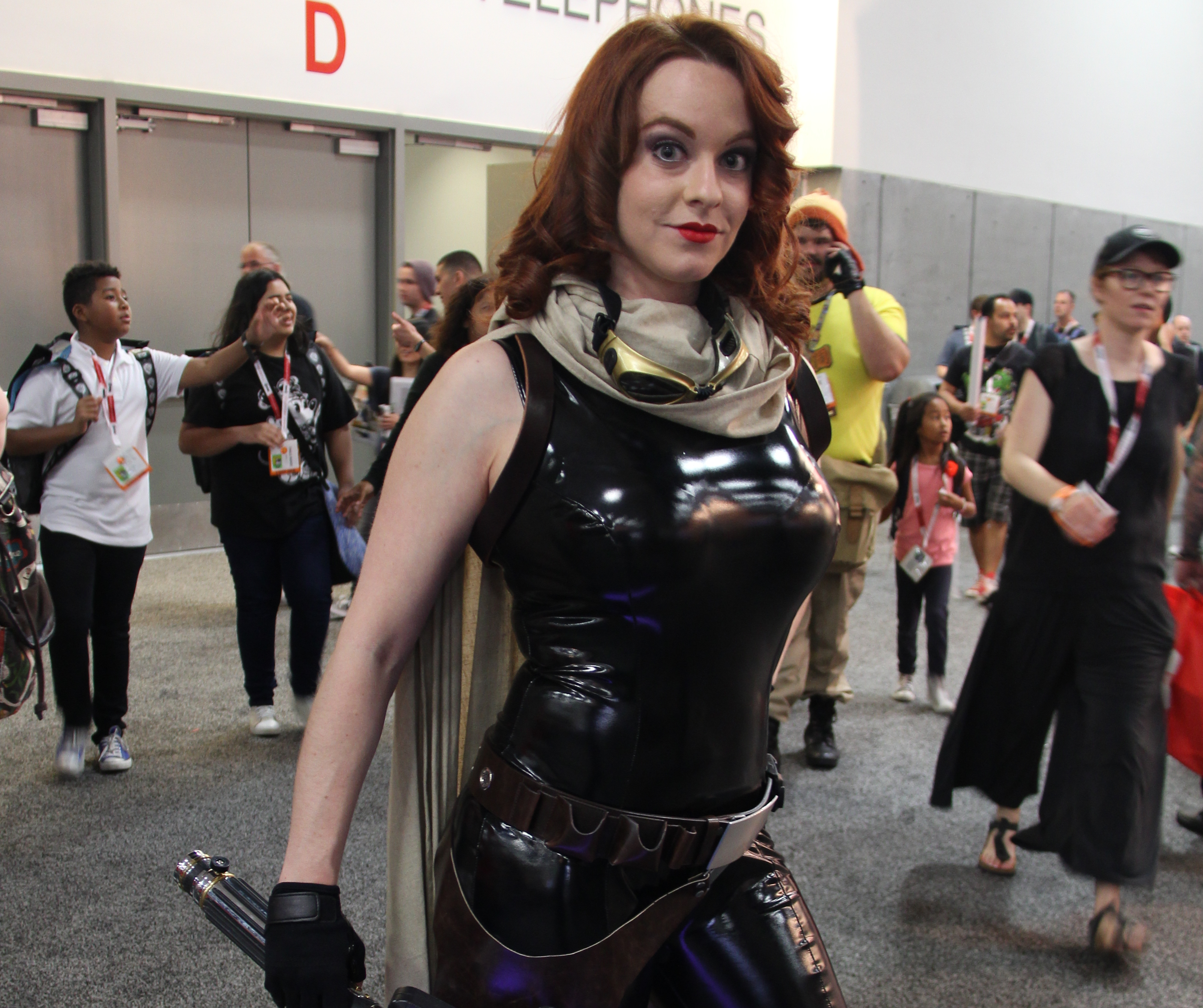
Cosplay de Mara Jade.

- Mara Jade est un personnage de l'univers « Légendes ». Élevée et formée pour être l'envoyée personnelle de l'empereur Palpatine, elle est l'un de ses plus redoutables agents. À la mort de son maître elle devient contrebandière puis Jedi après avoir rencontré Luke Skywalker. Elle l'épouse quelques années plus tard puis lui donne un fils. Elle combat aux côtés de son mari lors de l'invasion de la galaxie par les Yuuzhan Vong et finit par être assassinée par son neveu Jacen Solo[49].

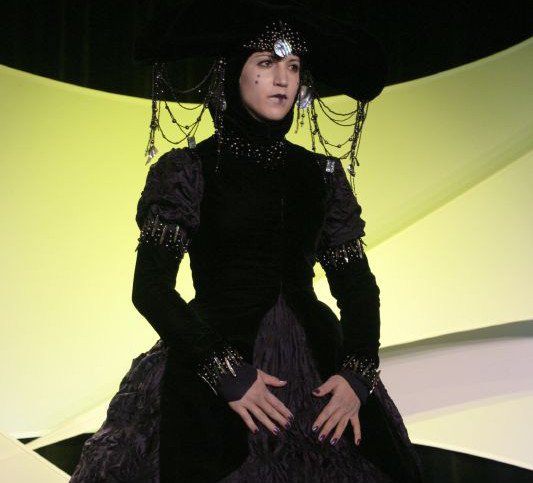
Cosplay de la Reine Jamillia.

- Reine Jamillia est un personnage de l'univers « Officiel » présent notamment dans le film L'Attaque des clones. Elle succède sur le trône de la planète Naboo à la reine Amidala. C'est elle qui est au pouvoir quand commence la Guerre des clones[50].
- Kanan Jarrus est un personnage de l'univers « Officiel » présent notamment dans la série télévisée Rebels. Ancien apprenti Jedi, il rejoint cinq ans avant la bataille de Yavin, la rébellion à l'Empire. Il intègre le vaisseau Ghost du capitaine Syndulla. Il devient ensuite le mentor dans l'utilisation de la Force du jeune Ezra Bridger[d 12],[f 18].
- Moff Tiaan Jerjerrod est un personnage de l'univers « Officiel » présent notamment dans le film Le Retour du Jedi. C'est l'officier supérieur responsable de la construction de l'Étoile de la mort. Dark Vador lui reproche vertement la lenteur de la construction de la station spatiale. Il meurt lors de la destruction de celle-ci par l'Alliance rebelle[51],[c 43].
- Dexter Jettster est un personnage de l'univers « Officiel » présent notamment dans le film L'Attaque des clones. Après avoir exercés de nombreux métiers à travers la galaxie, il s'installe comme restaurateur sur la planète Coruscant. Ami du Jedi Obi-Wan Kenobi, il lui sert d'informateur lorsque celui-ci enquête sur la tentative de meurtre sur la sénatrice Amidala[52],[c 44].

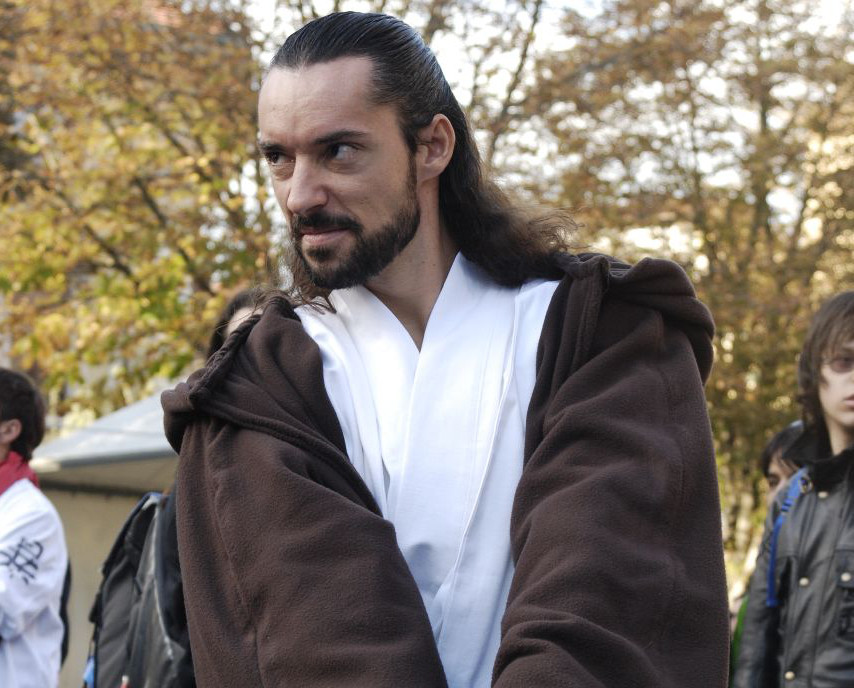
Cosplay de Qui-Gon Jinn.

- Qui-Gon Jinn est un personnage de l'univers « Officiel » et de l'univers « Légendes » présent notamment dans le film La Menace fantôme. Apprenti Jedi du Comte Dooku, il devient à son tour le maître d'Obi-Wan Kenobi. Il est désigné par le Conseil Jedi pour résoudre le conflit entre la Fédération de Commerce et la planète Naboo. Il ne peut empêcher l'annexion de la seconde par la première. Sur la planète Tatooine, il découvre le jeune Anakin Skywalker et décide de le former pour qu'il soit un Jedi. Malheureusement, il ne peut réaliser son souhait, car il est tué peu après par le Sith Dark Maul[53],[c 45],[d 13],[f 19].
- Jira est un personnage de l'univers « Officiel » présent notamment dans le film La Menace fantôme. C'est une vieille marchande de fruits et légumes vivant à Mos Espa sur la planète Tatooine. Elle est une des voisines du jeune Anakin Skywalker quand celui-ci est encore l'esclave du ferrailleur Watto[54].
- Zett Jukassa est un personnage de l'univers « Officiel » présent notamment dans le film La Revanche des Sith. C'est un apprenti Jedi en formation au temple de la planète Coruscant. Il est très habile au sabre laser. Il est tué par des soldats clones lors de l'attaque du temple par Dark Vador à la fin de la guerre des clones[c 46].

### K
- Alexsandr Kallus est un personnage de l'univers « Officiel » présent notamment dans la série télévisée Rebels. Il est agent du Bureau de la sécurité Impériale. Lors d'une mission près de Géonosis, il se lie d'amitié avec Zed, un rebelle dont il finit par rejoindre la cause[f 20].
- Docteur Harter Kalonia est un personnage de l'univers « Officiel » présent notamment dans le film Le Réveil de la Force. Elle est le médecin en chef et chirurgien de la Résistante à l'époque de la bataille de la base Starkiller[e 14].
- Maz Kanata est un personnage de l'univers « Officiel » présent notamment dans les films Le Réveil de la Force, Les Derniers Jedi et L'Ascension de Skywalker. Elle est une chef pirate connue pour son sens de l'hospitalité. À l'époque de la bataille de la base Starkiller, elle accueille le contrebandier Han Solo et ses amis Finn et Rey alors qu'ils sont à la recherche du Jedi disparu Luke Skywalker[e 15].
- Kir Kanos est un personnage de l'univers « Légendes ». Membre de la garde rouge de l'empereur Palpatine, il échappe au massacre de son ordre ordonné par un des successeurs ambitieux de l'empereur. Il passe dans la clandestinité, s'alliant même à des membres de l'Alliance rebelle pour venger ses confrères[55].
- Volfe Karkko est un personnage de l'univers « Légendes ». Il est un Jedi déchu vivant de nombreuses années avant la proclamation de l'Empire galactique. Emprisonné par ses paires dans un champ de force, il parvient à s'en libérer quelques années avant le début de la Guerre des clones. Il est alors définitivement éliminé par le Jedi Quinlan Vos[56].
- Talon Karrde est un personnage de l'univers « Légendes ». Il est le chef d'un réseau de contrebandiers qui travaille pour tous les camps. Après la mort de l'empereur Palpatine, un travail qu'il effectue pour le grand amiral impérial Thrawn tourne mal. Condamné pour ça, il n'a pas d'autre choix que de s'allier à l'Alliance rebelle pour survivre[57].
- Kyle Katarn est un personnage de l'univers « Légendes ». Espion de l'Alliance rebelle, il parvient à dérober les plans de l'Étoile noire et à les communiquer à la princesse Leia Organa. Après la mort de l'empereur Palpatine, il devient un chevalier Jedi du nouvel ordre de Luke Skywalker[58].

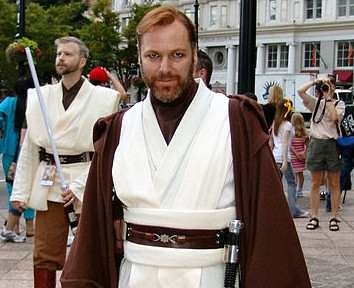
Cosplay d'Obi-Wan Kenobi.

- Obi-Wan Kenobi est un personnage de l'univers « Officiel » et de l'univers « Légendes » présent notamment dans les films La Menace fantôme, L'Attaque des clones, La Revanche des Sith, Un nouvel espoir, L'Empire contre-attaque et Le Retour du Jedi. Il devient l'apprenti du Jedi Qui-Gon Jinn. Après la mort de son mentor, il prend comme apprenti le jeune Anakin Skywalker et devient son meilleur ami. Quand ce dernier devient un Sith sous le nom de Dark Vador, Kenobi l'affronte en duel et le laisse mutilé. Il cache ensuite la naissance des enfants d'Anakin et surveille lui-même le garçon, Luke Skywalker. Quand celui-ci arrive à l'âge adulte, il devient son maître Jedi. Il meurt lors de son second affrontement avec Vador sur l'Étoile noire[59],[c 47],[d 14],[f 21].
- Ki-Adi-Mundi est un personnage de l'univers « Officiel » et de l'univers « Légendes » présent notamment dans les films La Menace fantôme, L'Attaque des clones et La Revanche des Sith. Il est un chevalier puis maître Jedi qui siège au sein du conseil Jedi, la plus haute autorité de l'ordre. Il meurt à la fin de la Guerre des clones[60],[c 48].
- Agen Kolar est un personnage de l'univers « Officiel » et de l'univers « Légendes » présent notamment dans les films L'Attaque des clones et La Revanche des Sith. Il est un maître Jedi qui siège au sein du conseil Jedi, la plus haute autorité de l'ordre. Il participe activement à la Guerre des clones. Il est tué par Palpatine alors qu'il tente de le mettre aux arrêts[c 49].

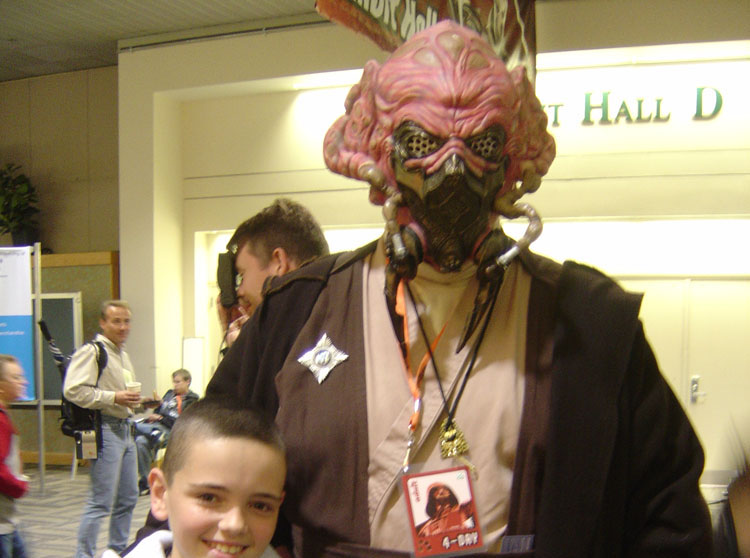
Cosplay de Plo Koon.

- Plo Koon est un personnage de l'univers « Officiel » et de l'univers « Légendes » présent notamment dans les films La Menace fantôme, L'Attaque des clones et La Revanche des Sith. Il est un maître Jedi qui siège au sein du conseil Jedi, la plus haute autorité de l'ordre. Il meurt à la fin de la Guerre des clones[61],[c 50].
- Eeth Koth est un personnage de l'univers « Officiel » et de l'univers « Légendes » présent notamment dans les films La Menace fantôme et L'Attaque des clones. Il est un maître Jedi qui siège au sein du conseil Jedi, la plus haute autorité de l'ordre. Il participe à plusieurs batailles durant la Guerre des clones[62],[c 51].

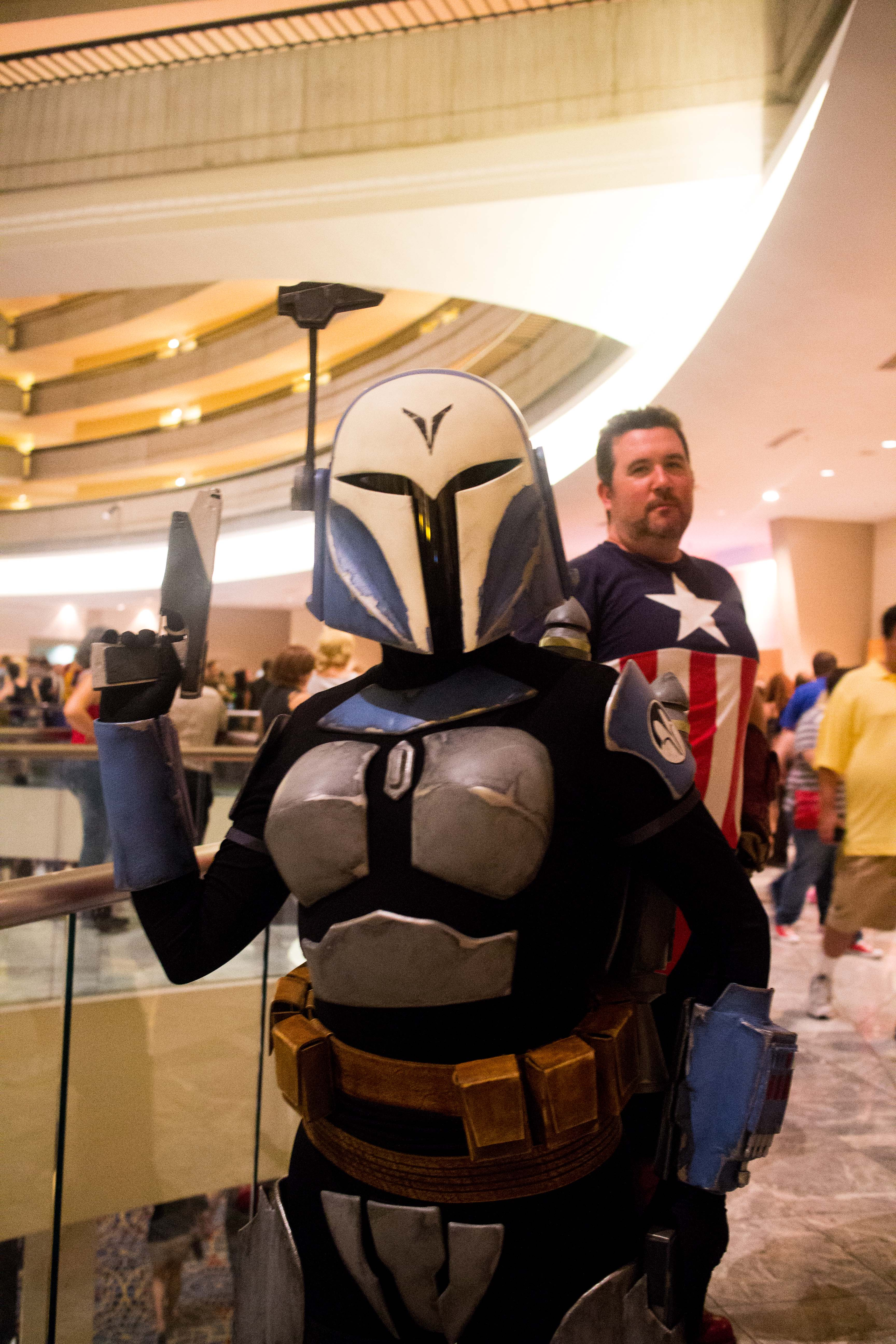
Cosplay de Bo-Katan Kryze.

- Bo-Katan Kryze est un personnage de l'univers « Officiel », présent notamment dans les séries télévisées The Clone Wars, Rebels et The Mandalorian. Guerrière de haut rang, elle est la sœur de la duchesse Satine Kryze qui règne sur la planète Mandalore. Elle est tout d'abord membre du clan Death Watch puis le quitte pour s'allier aux Jedi Ahsoka Tano et à Obi-Wan Kenobi pour vaincre l'ancien Sith Dark Maul. Des années plus tard, elle se lance à la recherche du sabre laser noir qui lui permettrait de régner sur sa planète. Lors de cette quête, elle apporte son aide au mandalorien Din Djarin pour qu'il puisse remettre l'enfant Grogu à son peuple[a 53],[a 54],[a 55].

### L
- Labria est un personnage de l'univers « Officiel » et de l'univers « Légendes » présent notamment dans le film Un nouvel espoir. Originaire de la planète Devaron, il devient capitaine dans l'armée planétaire. À ce titre il ordonne le bombardement d'une ville qui accueillait des membres de l'Alliance rebelle. Cet acte horrifie les dévaroniens et Labria doit s'enfuir de sa planète pour Tatooine. Il est présent au bar de la ville de Mos Esley lorsqu'Obi-Wan Kenobi et Luke Skywalker rencontrent pour la première fois Han Solo et Chewbacca[63].
- Tsavong Lah est un personnage de l'univers « Légendes ». Maître de guerre du peuple des Yuuzhan Vong, il est chargé par ses pairs de planifier l'invasion de la galaxie. Il est tué par la Jedi Jaina Solo lors d'une bataille décisive[64].
- Owen et Beru[Note 6] Lars sont des personnages de l'univers « Officiel » présents notamment dans les films L'Attaque des clones, La Revanche des Sith et Un nouvel espoir. C'est un jeune couple de cultivateurs d'humidité sur la planète Tatooine. À la mort de Padmé Amidala, le Jedi Obi-Wan Kenobi leur confie le soin d'élever le jeune Luke Skywalker. Ils meurent tués par les troupes de choc de l'empire galactique[65],[a 56],[c 52],[c 53].
- Cliegg Lars est un personnage de l'univers « Officiel » présent notamment dans les films L'Attaque des clones. Père d'Owen Lars, ce cultivateur d'humidité de Tatooine épouse en secondes noces Shmi, la mère d'Anakin Skywalker[66]. Il meurt peu de temps après que celle-ci soit tuée par des Hommes des Sables[c 54].
- Tasu Leech est un personnage de l'univers « Officiel » présent notamment dans le film Le Réveil de la Force. C'est le chef du gang Kanjiklub. Accompagné par plusieurs membres de son clan, il vient récupérer l'argent qu'Han Solo lui doit à l'époque où celui-ci rencontre Rey et Finn[e 16].
- Bevel Lemelisk est un personnage de l'univers « Légendes ». Il est l'ingénieur qui a conçu les plans de l'Étoile noire. Après la mort de l'empereur Palpatine, il est jugé pour crime contre l'humanité et exécuté[67].
- Lobot est un personnage de l'univers « Officiel » présent notamment dans le film L'Empire contre-attaque. Ce cyborg est l'assistant de Lando Calrissian, le gouverneur d'une ville de la planète Bespin. Il aide ce dernier à arracher des mains de l'Empire galactique, la princesse Leia Organa[68],[c 55].
- Logray est un personnage de l'univers « Officiel » et de l'univers « Légendes » présent notamment dans le film Le Retour du Jedi. Il est l'un des plus brillants chamans du peuple des Ewoks. Lors de la bataille d'Endor, il aide avec le reste de son peuple Han Solo et la princesse Leia à attaquer une casemate impériale[69],[c 56].

### M
- Général Crix Madine est un personnage de l'univers « Officiel » et de l'univers « Légendes » présent notamment dans le film Le Retour du Jedi. Officier de l'armée impériale, il déserte pour rejoindre l'Alliance rebelle. Grand tacticien, c'est lui qui élabore le plan de bataille des rebelles lors de l'attaque de l'Étoile de la mort[c 57]. Il meurt quelques années après, tué par un baron du crime[70].
- Shu Mai est un personnage de l'univers « Officiel » présent notamment dans les films L'Attaque des clones et La Revanche des Sith. Elle est la présidente de la Guilde du commerce. Elle s'allie au Comte Dooku pour former la Confédération des systèmes indépendants et déclencher la guerre des clones. Elle est tuée par Dark Vador avec les autres dirigeants de la Confédération[c 58].
- Malakili est un personnage de l'univers « Officiel » présent notamment dans le film Le Retour du Jedi. Il est maître dresseur au palais du trafiquant Jabba le Hutt. Très attaché à ses animaux même s'ils sont des créatures très dangereuses, il fond en larmes lorsque le Jedi Luke Skywalker parvient à tuer le terrible rancor[c 59].

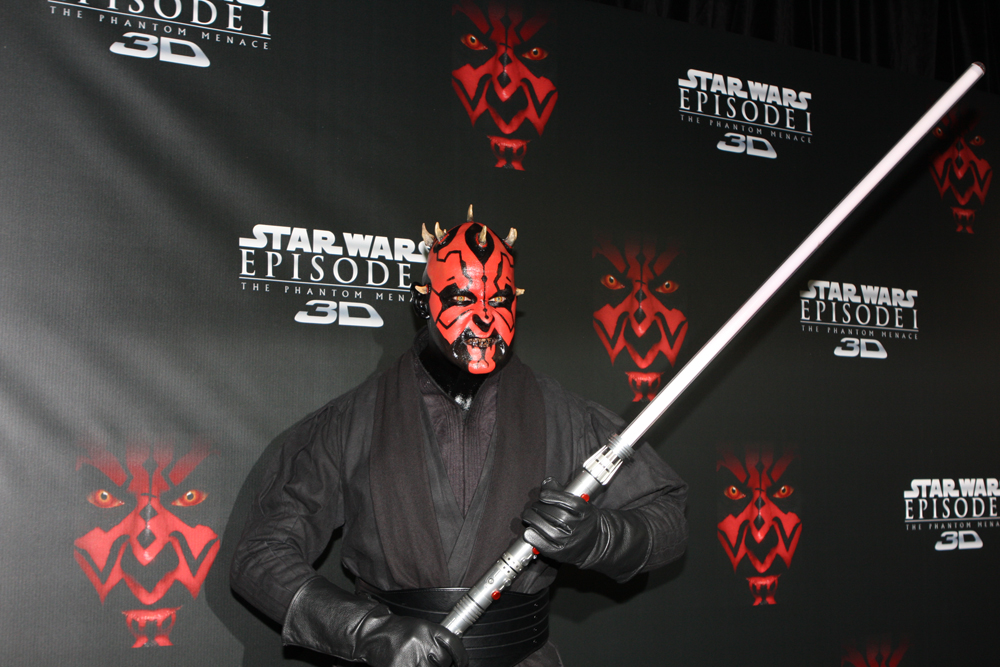
Cosplay de Dark Maul.

- Dark Maul est un personnage de l'univers « Officiel » et de l'univers « Légendes » présent notamment dans les films La Menace fantôme et Solo. Il s'agit du premier apprenti Sith de Palpatine. Lors de l'invasion de la planète Naboo par la Fédération du Commerce, Palpatine l'envoie aider les envahisseurs. Il affronte en duel les deux Jedi Qui-Gon Jinn et Obi-Wan Kenobi. Il parvient à tuer le premier mais se fait couper en deux par le second[71],[c 60],[a 37]. Maul survit cependant mais devient fou. Dix ans plus tard, Opress, son frère, le retrouve, l'aide à se reconstruire et à se venger de Kenobi et de Palpatine[d 15],[f 22].
- Droopy McCool est un personnage de l'univers « Officiel » présent notamment dans le film Le Retour du Jedi. Il est le premier bois de l'orchestre de Max Rebo. Il joue au palais du trafiquant Jabba le Hutt à l'époque où ce dernier retient le contrebandier Han Solo dans son palais[c 61].
- Lyn Me est un personnage de l'univers « Officiel » présent notamment dans le film Le Retour du Jedi. C'est une ancienne esclave libérée de ses fers par le chasseur de primes Boba Fett. Elle est par la suite avec Rystall et Greeta, l'une des trois choristes et danseuses du groupe de Max Rebo au palais du trafiquant Jabba le Hutt sur la planète Tatooine à l'époque où ce dernier retient le contrebandier Han Solo dans son palais[c 62].
- ME-8D9 est un personnage de l'univers « Officiel » présent notamment dans le film Le Réveil de la Force. C'est le droïde de protocole du château de Maz Kanata à l'époque de la bataille de la base Starkiller. Elle est essentiellement utilisée pour traduire les transactions[e 17].
- Tion Medon est un personnage de l'univers « Officiel » présent notamment dans le film La Revanche des Sith. Il dirige l'administration portuaire de Pau City sur la planète Utapau durant la Guerre des clones. Alors que le maître Jedi Obi-Wan Kenobi s'arrête pour refaire le plein de son vaisseau sur la planète, Medon lui chuchote que les séparatistes s'en sont emparés secrètement[c 63].
- Lieutenant Dopheld Mitaka est un personnage de l'univers « Officiel » présent notamment dans le film Le Réveil de la Force. À l'époque de la bataille de la base Starkiller, cet officier du Premier Ordre est chargé par le maléfique Kylo Ren de s'emparer du prisonnier évadé Poe Dameron et du soldat déserteur Finn[e 18].
- Ephant Mon est un personnage de l'univers « Officiel » et de l'univers « Légendes » présent notamment dans le film Le Retour du Jedi. Il est un trafiquant interstellaire et le seul vrai ami du seigneur du crime Jabba le Hutt. Il est présent à la cour de ce dernier lorsque Luke Skywalker négocie avec le criminel la libération d'Han Solo[72].
- Sly Moore est un personnage de l'univers « Officiel » présent notamment dans les films L'Attaque des clones et La Revanche des Sith. Elle est l'assistante du chancelier suprême de la République galactique Palpatine durant tout son mandat. Elle continue à l'assister lorsqu'il instaure et dirige l'Empire[c 64].

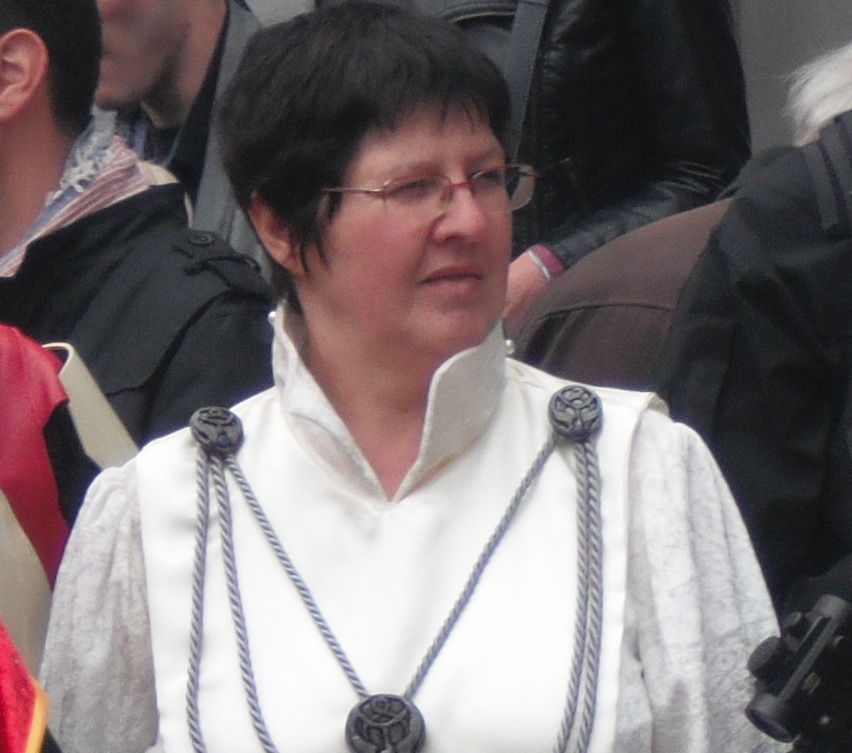
Cosplay de Mon Mothma.

- Mon Mothma est un personnage de l'univers « Officiel » et de l'univers « Légendes » présent notamment dans les films La Revanche des Sith, Rogue One et Le Retour du Jedi. Elle est la sénatrice de la planète Chandrilla durant les derniers temps de la République galactique. Défavorable à l'Empire de Palpatine, elle est un des membres fondateurs de l'Alliance rebelle. Dans l'univers « Légendes », après la mort de Palpatine, elle devient le chef d'État d'une Nouvelle République. Elle meurt peu de temps avant l'invasion de la galaxie par les Yuuzhan Vong[73],[c 65].
- Amiral Conan Motti est un personnage de l'univers « Officiel » présent notamment dans le film Un nouvel espoir. Il est l'un des officiers responsables de la première Étoile Noire. Très arrogant, il s'oppose à Dark Vador sur des choix stratégiques. Il meurt lors de l'explosion de l'Étoile Noire[74].
- Muftak est un personnage de l'univers « Officiel » présent notamment dans le film Un nouvel espoir. C'est un voleur à la tire et un cambrioleur habitant la planète Tatooine. IL est présent dans le bar dans lequel le jeune Luke Skywalker rencontre pour la première fois son ami Han Solo[c 66].

### N
- Boss Nass est un personnage de l'univers « Officiel » présent notamment dans le film La Menace fantôme. Il est le chef du peuple autochtone des Gungans de la planète Naboo. Lors de l'invasion de la planète par la Fédération de Commerce, il s'allie à la reine Amidala pour défaire les envahisseurs[75],[c 67].
- Ruwee, Jobal et Sola Naberrie sont des personnages de l'univers « Officiel » présents notamment dans le film La Revanche des Sith. Ils sont le père, la mère et la sœur de la reine puis sénatrice Padmé Amidala de la planète Naboo. Après la mort de cette dernière des suites de son accouchement, son corps est confié à sa famille pour son enterrement sur Naboo[76].
- Capitaine Lorth Needa est un personnage de l'univers « Officiel » présent notamment dans le film L'Empire contre-attaque. Il est le commandant du vaisseau impérial Avenger, un des destroyers stellaires mise à disposition de Dark Vador pour sa traque des rebelles après la bataille de Yavin. Ce dernier lui reproche d'avoir laissé s'échapper le Faucon Millenium et l'exécute à l'aide de la Force juste après la bataille de Hoth[c 68].
- Bazine Netal est un personnage de l'univers « Officiel » présent notamment dans le film Le Réveil de la Force. C'est une espionne du Premier Ordre au sein du château de Maz Kanata. Elle avertit l'Ordre de la présence au château du droïde BB-8 peu de temps avant la bataille de la base Starkiller[e 19].

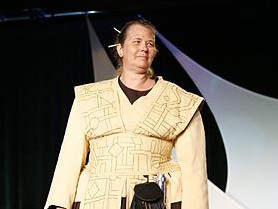
Cosplay de Jocasta Nu.

- Jocasta Nu est un personnage de l'univers « Officiel » présent notamment dans le film L'Attaque des clones. Elle est la directrice de la bibliothèque du temple Jedi sur la planète Coruscant à l'époque de la Guerre des clones. Elle fait une confiance aveugle à ses archives[c 69]. Elle est tuée par Dark Vador quand celui-ci attaque le temple Jedi[77].
- Ten Numb est un personnage de l'univers « Officiel » et de l'univers « Légendes » présent notamment dans le film Le Retour du Jedi. Originaire de la planète Sulluste, il est l'un des pilotes qui rejoignent l'Alliance rebelle avec Nien Nunb. Lors de l'attaque de l'Étoile de la mort, il pilote l'un des chasseurs B-Wing de l'escadron Bleu[c 70]. Il meurt durant une mission au sol, peu de temps après la mort de l'empereur Palpatine[b 5].
- Nien Nunb est un personnage de l'univers « Officiel » et de l'univers « Légendes » présent notamment dans les films Le Retour du Jedi, Le Réveil de la Force, Les Derniers Jedi et L'Ascension de Skywalker. Originaire de la planète Sulluste, ce pilote est un ami du joueur professionnel Lando Calrissian. Peu de temps après que celui-ci rejoint l'Alliance rebelle, Nunb fait de même avec un petit groupe de Sullustains. Lors de l'attaque de l'Étoile de la mort, il sert comme copilote de Lando à bord du vaisseau le Faucon Millenium[78],[c 71]. Il rejoint ensuite les rangs de la Résistance en tant que pilote[e 20].

### O

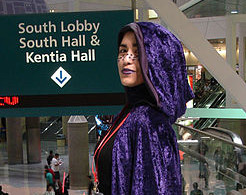
Cosplay de Barriss Offee.

- Barriss Offee est un personnage de l'univers « Officiel » et de l'univers « Légendes » présent notamment dans les films L'Attaque des clones et La Revanche des Sith. Elle est l'apprentie Jedi de Luminara Unduli. Peu de temps avant la Guerre des clones, avec son maître elle est envoyée en mission diplomatique avec Obi-Wan Kenobi et son apprenti Anakin Skywalker[79],[c 72]. Vers la fin de cette guerre, Barriss Offee passe du Côté Obscur de la Force, et organise un attentat contre le temple des Jedi. Cette affaire conduit Ahsoka Tano, l'apprentie d'Anakin Skywalker à renoncer à son statut de Jedi[d 16]. Dans l'univers « Légendes », elle meurt à la fin de la Guerre des clones[b 6].
- Ric Olié est un personnage de l'univers « Officiel » présent notamment dans le film La Menace fantôme. Il est le pilote du vaisseau de la reine Amidala de Naboo. Lors de l'invasion de la planète par la Fédération de Commerce, il s'échappe de la planète avec la reine grâce à l'intervention des Jedi Qui-Gon Jinn et Obi-Wan Kenobi. Durant le voyage vers la planète Coruscant, il apprend au jeune Anakin Skywaker les rudiments du pilotage de vaisseau[80].
- Oola est un personnage de l'univers « Officiel » présent notamment dans le film Le Retour du Jedi. C'est une esclave danseuse du palais du trafiquant Jabba le Hutt à l'époque où ce dernier retient le contrebandier Han Solo dans son palais. Elle a été volée à sa tribu par Bib Fortuna, le majordome de Jabba. Lassé d'elle, le trafiquant la fait dévorer par son épouvantable rancor[c 73].
- OOM-9 est un personnage de l'univers « Officiel » présent notamment dans le film La Menace fantôme. Il est le commandant droide de l'armée de Fédération de Commerce durant l'invasion de la planète Naboo. Il parvient facilement à s'emparer de Theed, la capitale de la planète et à circonvenir ses forces de sécurité[c 74].
- Garazed Orrelios est un personnage de l'univers « Officiel » présent notamment dans la série télévisée Rebels. Surnommé Zed, c'est un guerrier Lasat originaire de la planète Lasan. Il rejoint l'équipage du vaisseau rebelle Ghost après l'extermination de son peuple par Empire galactique cinq ans avant la bataille de Yavin[d 17],[f 23].
- Bail Organa est un personnage de l'univers « Officiel » présent notamment dans les films L'Attaque des clones, La Revanche des Sith et Rogue One. Il est le sénateur et le vice-roi de la planète Alderaan. D'abord proche du chancelier Palpatine mais fortement pacifiste, il désapprouve la Guerre des clones puis la proclamation de l'Empire Galactique. Il fonde quelques années plus tard avec d'autres opposants l'Alliance rebelle. Il meurt avec les autres habitants d'Alderaan quand celle-ci est détruite par l'Étoile noire[81],[c 75].

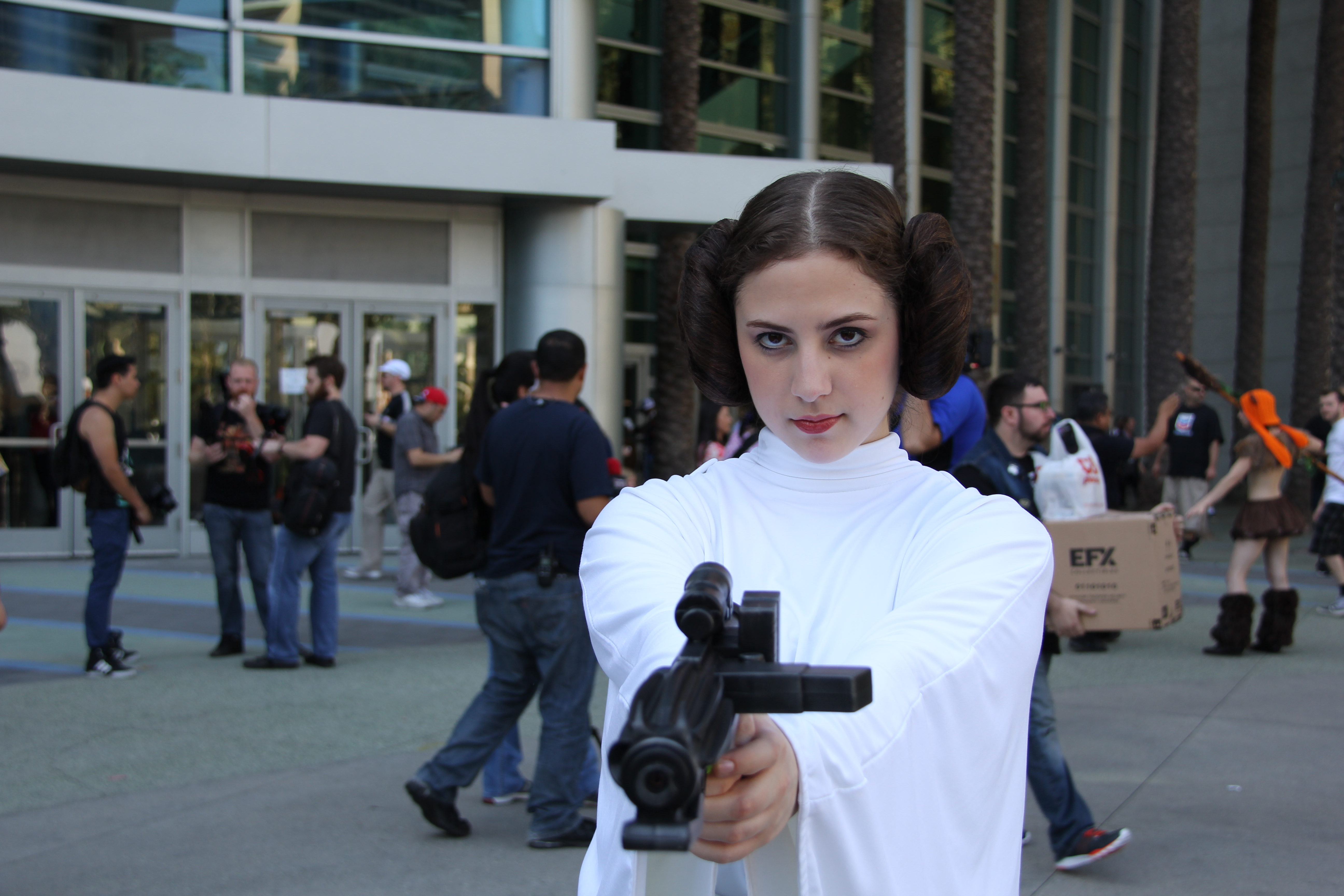
Cosplay de la princesse Leia.

- Princesse Leia Organa est un personnage de l'univers « Officiel » et de l'univers « Légendes » présent notamment dans les films Rogue One, Un nouvel espoir, L'Empire contre-attaque, Le Retour du Jedi, Le Réveil de la Force et L'Ascension de Skywalker. Fille de la sénatrice Padmé Amidala et du Jedi Anakin Skywalker, elle est cachée à sa naissance auprès de la famille royale de la planète Alderaan. À la mort de son père adoptif lors de la destruction de sa planète par l'Étoile noire, elle devient l'une des principales dirigeantes de l'Alliance rebelle. Elle œuvre sans relâche pour faire tomber l'Empire galactique. Elle découvre la veille de la mort de l'empereur être la sœur jumelle du Jedi Luke Skywalker. Dans l'univers « Légendes » elle épouse Han Solo, lui donne trois enfants et devient la chef d'état d'une Nouvelle République[82],[a 32],[c 76],[d 18]. Dans l'univers « Officiel » elle n'épouse pas Han Solo mais lui donne quand-même un enfant nommé Ben Solo. Après la création du Premier Ordre, elle fonde le groupe paramilitaire Résistance[e 21],[f 24].
- Amiral Kendal Ozzel est un personnage de l'univers « Officiel » présent notamment dans le film L'Empire contre-attaque. Il est l'amiral de l’Executor, le vaisseau de Dark Vador. Ce dernier lui reproche ses erreurs de commandement et l'exécute à l'aide de la Force juste avant la bataille de Hoth[c 77].

### P

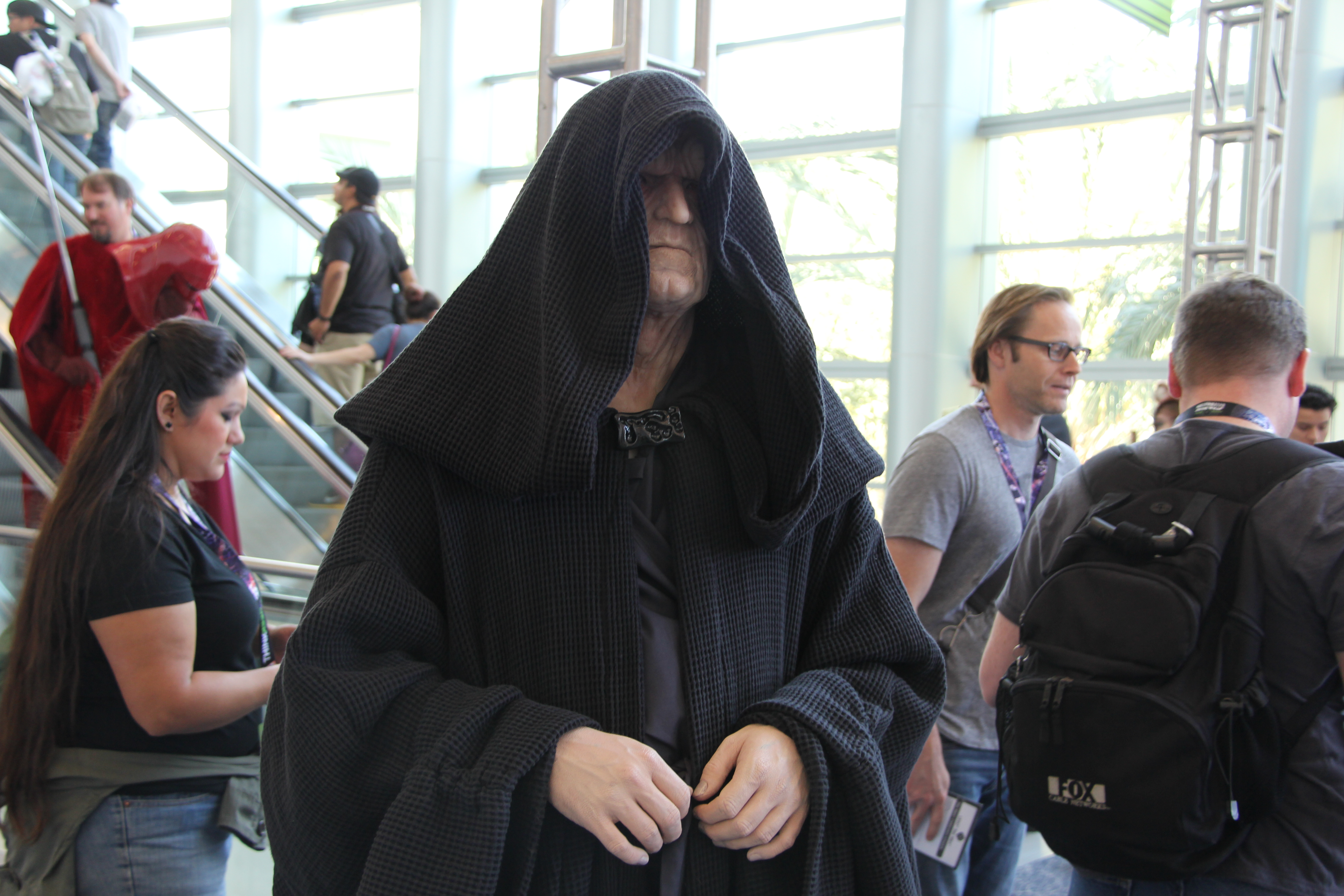
Cosplay de l'empereur Palpatine.

- Sheev Palpatine est un personnage de l'univers « Officiel » et de l'univers « Légendes » présent notamment dans les films La Menace fantôme, L'Attaque des clones, La Revanche des Sith, L'Empire contre-attaque, Le Retour du Jedi et L'Ascension de Skywalker. Apprenti du Sith Dark Plagueis, il se lance dans la politique pour détruire les Jedi et s'emparer du pouvoir galactique. Il est d'abord élu sénateur de la planète Naboo puis chancelier suprême de la République grâce à l'élan de sympathie que provoque l'invasion de sa planète par la Fédération de commerce. Il s'allie ensuite secrètement avec le Comte Dooku et provoque la Guerre des clones. Obtenant les pleins pouvoirs, il profite de la victoire définitive de son camp pour recruter comme apprenti Dark Vador et pour se faire proclamer empereur. Après plusieurs années de règne, il est défié par l'Alliance rebelle qui parvient à l'éliminer lors de l'attaque de la seconde Étoile de la mort à Endor. Dans l’univers « Légendes », il renait quelques années après sous la forme d'un clone mais est une nouvelle fois détruit par les rebelles[83],[a 36],[a 57],[c 78],[d 19],[f 25].
- Capitaine Quarsh Panaka est un personnage de l'univers « Officiel » présent notamment dans le film La Menace fantôme. Il est le chef des forces de sécurité de la planète Naboo à l'époque où celle-ci subit une invasion. Il défend et protège la reine Amidala durant ce conflit[84],[c 79].

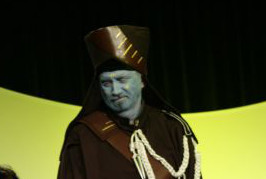
Cosplay du baron Papanoida.

- Baron Notluwiski Papanoida est un personnage de l'univers « Officiel » présent notamment dans le film La Revanche des Sith. Il dirige une puissante entreprise de spectacle sur la planète Coruscant. Il est notamment présent à l'opéra lorsque le jeune Anakin Skywalker apprend de son mentor, le chancelier suprême Palpatine, que les Sith ont découvert comment se préserver de la mort[c 80].
- Chi Eekway Papanoida est un personnage de l'univers « Officiel » présent notamment dans le film La Revanche des Sith. Fille du baron Papanoida, elle est sénatrice de la Planète Pantora et une proche conseillère du chancelier suprême Palpatine[c 81].
- Jess Pava est un personnage de l'univers « Officiel » présent notamment dans le film Le Réveil de la Force. Elle est un pilote de la Résistance durant la bataille de la base Starkiller. Elle sert dans l'escadron Bleu[e 22].
- Gilad Pellaeon est un personnage de l'univers « Officiel » et de l'univers « Légendes ». Il est un officier supérieur de la République puis de l'Empire galactique. Après la mort de Palpatine, il seconde le grand amiral Thrawn. Il sert ensuite les principaux chefs de guerre de l'Empire contre l'Alliance rebelle puis la Nouvelle République avant de devenir lui-même chef de l'armée impériale et de facto chef d'État de l'Empire, et c'est à ce titre qu'il signe un traité de paix avec la Nouvelle République[a 58]. Lors de l'invasion de la galaxie par les Yuuzhan Vong, il s'allie à la République pour les vaincre malgré la réticence de certains officiers impériaux[85].
- Sate Pestage est un personnage de l'univers « Officiel » et de l'univers « Légendes ». Haut fonctionnaire de la République galactique, il devient après l'instauration de l'Empire, un des proches conseillers de l'empereur Palpatine. Après la mort de ce dernier, et en tant que plus haut fonctionnaire de l'Empire, il en assure la direction quelques mois. Il est ensuite écarté du pouvoir puis éliminé par Ysanne Isard[86].

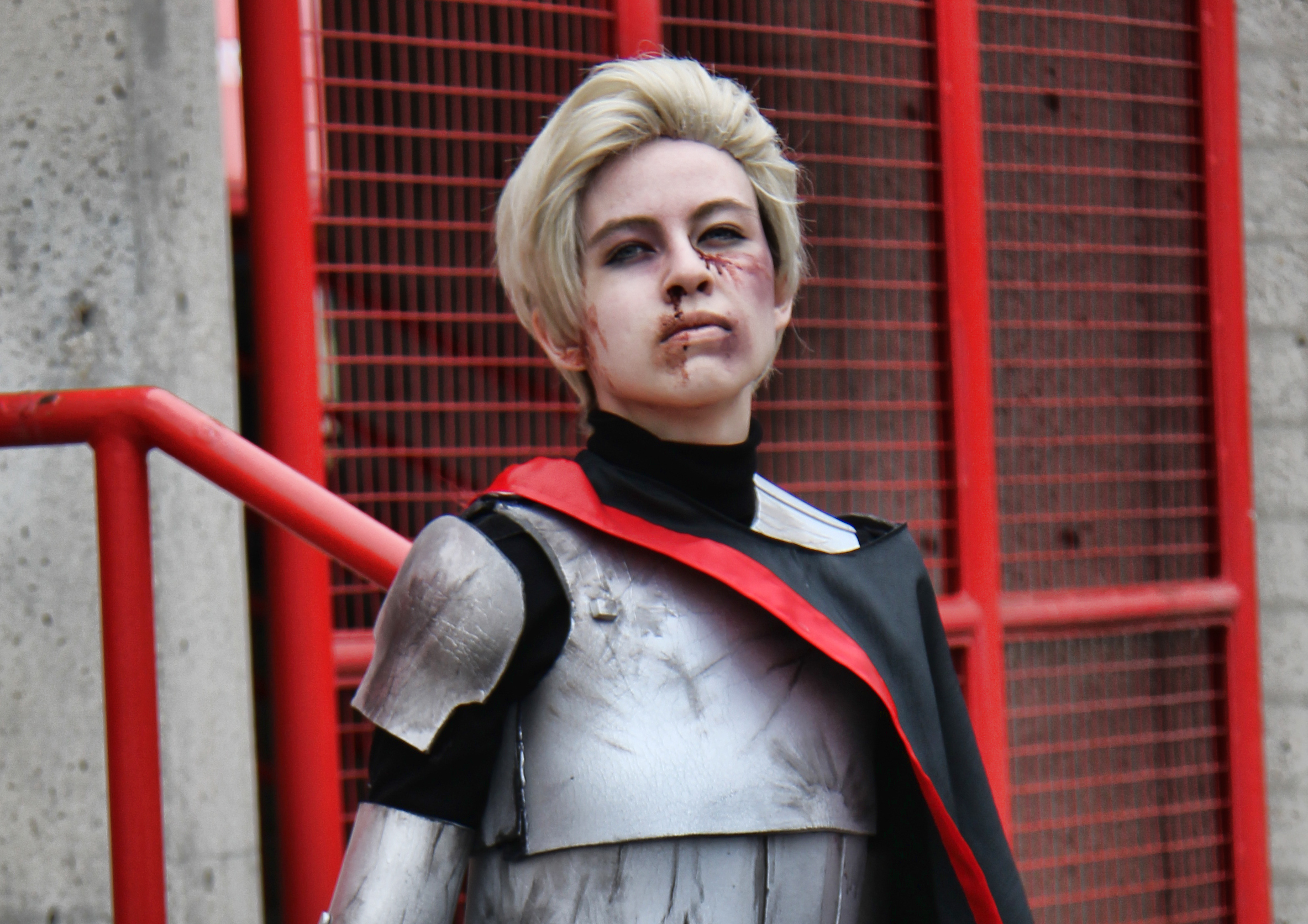
Cosplay du capitaine Phasma.

- Capitaine Phasma est un personnage de l'univers « Officiel » présent notamment dans les films Le Réveil de la Force et Les Derniers Jedi. À l'époque de la bataille de la base Starkiller, elle commande un bataillon de soldats du Premier Ordre. Elle a notamment sous ses ordres Finn[e 23],[f 26].
- Even Piell est un personnage de l'univers « Officiel » et de l'univers « Légendes » présent notamment dans les films La Menace fantôme et L'Attaque des clones. Il est un maître Jedi qui siège au sein du conseil Jedi, la plus haute autorité de l'ordre. Il meurt au combat pendant la Guerre des clones[87],[c 82].
- Amiral Firmus Piett est un personnage de l'univers « Officiel » présent notamment dans les films L'Empire contre-attaque et Le Retour du Jedi. Il est un officier de l'armée impériale. Nommé d'abord capitaine à bord de l’Executor, le vaisseau de Dark Vador, il est ensuite promu amiral après l'exécution de son prédécesseur par Vador. Il meurt durant la bataille d'Endor lorsqu'un vaisseau rebelle percute la passerelle de commandement[88],[c 83].
- Sarco Plank est un personnage de l'univers « Officiel » présent notamment dans le film Le Réveil de la Force. C'est un chasseur de primes et marchand d'armes sur la planète Jakku à l'époque de la bataille de la base Starkiller[e 24].
- Unkar Plutt est un personnage de l'univers « Officiel » présent notamment dans le film Le Réveil de la Force. C'est un récupérateur et revendeur de ferrailles de la planète Jakku. Il est en affaire avec la ferrailleuse Rey à l'époque où celle-ci rencontre le soldat déserteur Finn[e 25].
- Poggle le Bref est un personnage de l'univers « Officiel » présent notamment dans les films L'Attaque des clones et La Revanche des Sith. Issu des basses classes de la planète Géonosis, il fomente une rébellion pour s'emparer du pouvoir. Il s'allie ensuite au Comte Dooku au sein de la Confédération des systèmes indépendants et déclenche la Guerre des clones. Il est tué avec les autres dirigeants de la Confédération par Dark Vador[89],[c 84].
- Yarael Poof est un personnage de l'univers « Officiel » et de l'univers « Légendes » présent notamment dans le film La Menace fantôme. Il est un maître Jedi qui siège au sein du conseil Jedi, la plus haute autorité de l'ordre. Il meurt quelques années après la bataille de la planète Naboo alors qu'il affronte un terroriste qui veut poser une bombe dans les bas-quartiers de la planète capitale Coruscant[90],[c 85].
- PZ-4CO est un personnage de l'univers « Officiel » présent notamment dans les films Le Réveil de la Force et Les Derniers Jedi. C'est un droïde de communication affecté à la salle de contrôle de la Résistance à l'époque de la bataille de la base Starkiller. Elle est notamment chargée de synthétiser les rapports des droïdes espions[e 26].

### Q
- Razoo Qin-Fee est un personnage de l'univers « Officiel » présent notamment dans le film Le Réveil de la Force. C'est l'expert en arme et en explosifs du gang Kanjiklub. Il accompagne le chef de son gang pour récupérer l'argent qu'Han Solo leur doit à l'époque où celui-ci rencontre Rey et Finn[e 27].
- Quatre-LOM ou 4-LOM est un personnage de l'univers « Officiel » présent notamment dans le film L'Empire contre-attaque. Il est un droïde originellement conçu pour le protocole. Il devient ensuite chasseur de primes et collabore notamment avec un autre chasseur nommé Zuckuss. Il est convoqué par Dark Vador pour qu'il localise le Faucon Millenium, le vaisseau d'Han Solo[c 86].

### R

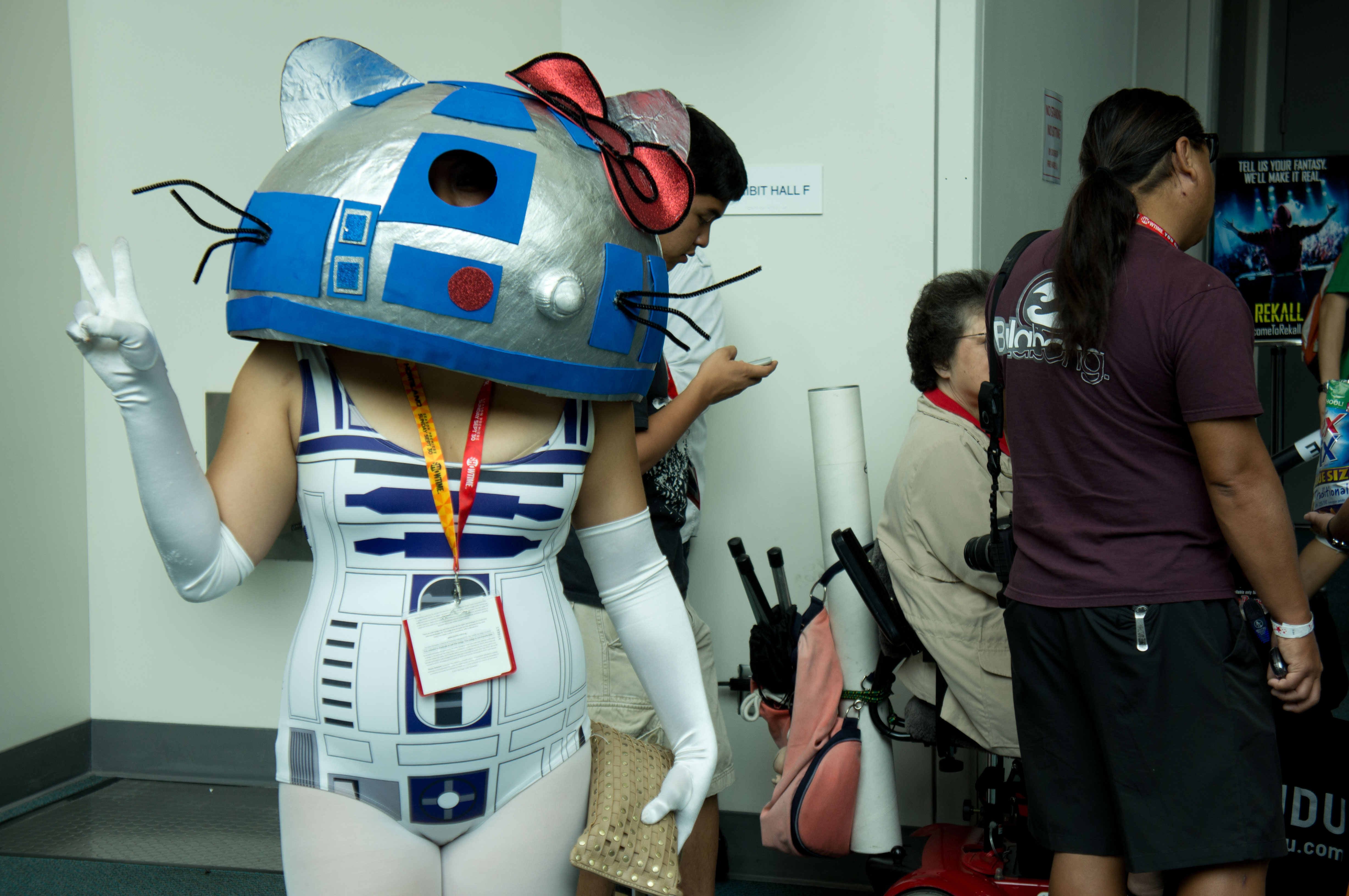
Cosplay humoristique mélangeant R2-D2 avec le personnage japonais Hello Kitty.

- R2-D2 est un personnage de l'univers « Officiel » et de l'univers « Légendes » présent notamment dans les films La Menace fantôme, L'Attaque des clones, La Revanche des Sith, Rogue One, Un nouvel espoir, L'Empire contre-attaque, Le Retour du Jedi, Le Réveil de la Force, Les Derniers Jedi, L'Ascension de Skywalker et dans la série The Mandalorian. Ce droïde est d'abord employé comme astro-mécanicien sur le vaisseau de la reine Amidala. Il devient par la suite le navigateur du vaisseau d'Anakin Skywalker, le mari de celle-ci. Enfin, il devient quelques années plus tard celui de leur fils, Luke Skywalker. Il l'accompagne et l'assiste alors dans la plupart de ses déplacements[91],[a 34],[c 87],[d 20],[f 27].
- R4-G9 et R4-P17 sont des personnages de l'univers « Officiel » présents notamment dans les films L'Attaque des clones et La Revanche des Sith. Ce sont les astro-mécaniciens du vaisseau du Jedi Obi-Wan Kenobi. R4-P17 est détruit lors de la bataille de Coruscant et est ensuite remplacé par R4-G9[c 88],[c 89].
- R5-D4 est un personnage de l'univers « Officiel » présent notamment dans le film Un nouvel espoir. Ce droide astromécano est présent lors de la vente des droides R2-D2 et C-3PO par des ferrailleurs Jawas à Owen Lars et son neveu Luke Skywalker. R5-D4 est le premier choix d'achat de Lars, mais tombe en panne ce qui amena R2-D2 à être acheté à sa place[c 90].
- Oppo Rancisis est un personnage de l'univers « Officiel » et de l'univers « Légendes » présent notamment dans les films La Menace fantôme et L'Attaque des clones. Il est un maître Jedi qui siège au sein du conseil Jedi, la plus haute autorité de l'ordre. Il est connu pour son génie tactique. Il meurt au combat pendant la Guerre des clones[92],[c 91].
- Rappertunie est un personnage de l'univers « Officiel » présent notamment dans le film Le Retour du Jedi. Il est le joueur de growdi, une sorte de flûte, dans l'orchestre de Max Rebo. Il joue au palais du trafiquant Jabba le Hutt à l'époque où ce dernier retient le contrebandier Han Solo dans son palais[c 92].
- Max Rebo est un personnage de l'univers « Officiel » présent notamment dans le film Le Retour du Jedi. Il est le claviériste et le chef de l'orchestre qui officie au palais du trafiquant Jabba le Hutt. Complètement obsédé par la nourriture, il a accepté un contrat payé uniquement en repas gratuits[c 93].
- Ree-Yees est un personnage de l'univers « Officiel » présent notamment dans le film Le Retour du Jedi. Originaire de la planète Malastare, il a fui son monde après avoir commis un crime. Il s'installe alors sur la planète Tatooine où il devient un des familiers du trafiquant Jabba le Hutt. Il meurt quand Luke Skywalker fait exploser la barge à voile de Jabba[93].

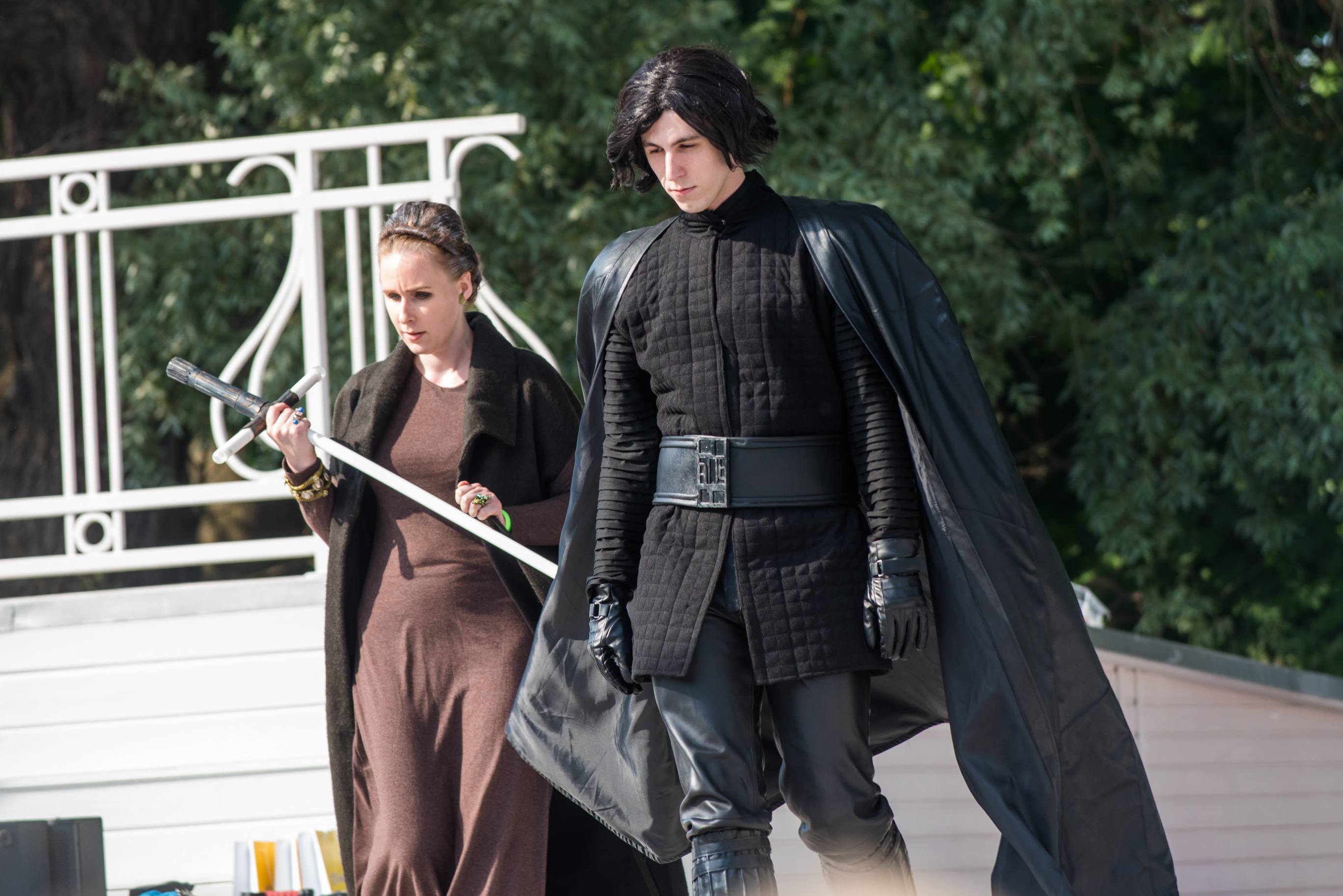
Cosplay de Kylo Ren.

- Kylo Ren est un personnage de l'univers « Officiel » présent notamment dans les films Le Réveil de la Force, Les Derniers Jedi et L'Ascension de Skywalker. D'abord connu sous le nom de Ben Solo, Ren est le fils de Leia Organa et de Han Solo, Il est d'abord l'élève Jedi de son oncle Luke Skywalker puis devient adepte du côté obscur et rejoint le Premier Ordre. Il en devient rapidement l'un des principaux dirigeants[e 28],[f 28].
- Capitaine Rex est un personnage de l'univers « Officiel » présent notamment dans les séries télévisées The Clone Wars, Rebels et The Bad Batch. Il est l'un des nombreux clones du chasseur de primes Jango Fett. Devenu un soldat, il est affecté sous les ordres des généraux Jedi Anakin Skywalker et Ahsoka Tano. Il se montre héroïque durant plusieurs batailles de la Guerre des clones et très fidèle à ses supérieurs[d 21],[f 29].

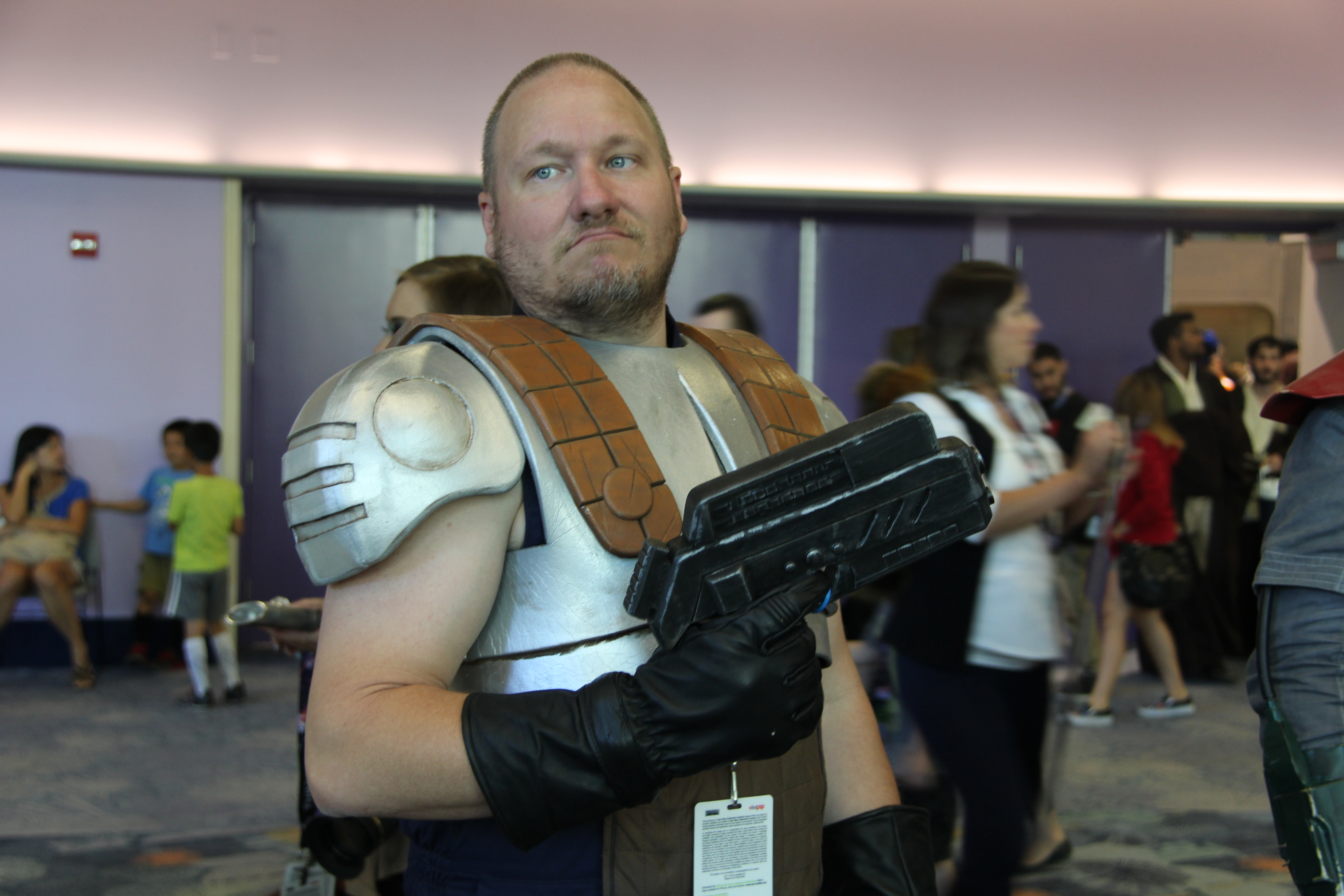
Cosplay de Dash Rendar.

- Dash Rendar est un personnage de l'univers « Officiel » et de l'univers « Légendes ». Issu d'une riche famille de la planète Corellia, il devient un contrebandier après la déchéance des siens. Après la capture d'Han Solo par Dark Vador et sa vente au trafiquant Jabba le Hutt, il aide Luke Skywalker et Leia Organa à retrouver la trace de leur ami[94].
- Général Carlist Rieekan est un personnage de l'univers « Officiel » présent notamment dans le film L'Empire contre-attaque. Militaire de carrière de la planète Alderaan, il devient membre de l'Alliance rebelle dès la création de cette dernière. Il est l'officier militaire responsable de la base rebelle de la planète Hoth directement sous les ordres de la princesse Leia. Lors de l'attaque de la base par l'Empire galactique, il parvient à la faire évacuer sans trop de pertes[95],[c 94].
- Horox Ryyder est un personnage de l'univers « Officiel » présent notamment dans le film La Menace fantôme. Sénateur de la planète Gravlex Med, il assiste à la victoire du jeune Anakin Skywalker à une course de module sur la planète Tatooine peu de temps après l'invasion de la planète Naboo[96].

### S
- Naga Sadow est un personnage de l'univers « Officiel » et de l'univers « Légendes ». Vivant cinq mille ans avant la bataille de Yavin, ce seigneur du peuple Sith tente d'annexer la République galactique. Il remporte plusieurs batailles avant de se faire repousser par l'armée républicaine. C'est alors qu'un rival usurpe son trône, le contraignant à un exil sur le satellite naturel Yavin 4 où il finit par mourir[97].
- Ko Sai est un personnage de l'univers « Officiel » présent notamment dans le film L'Attaque des clones. Elle est la chef du laboratoire génétique de la planète isolationniste Kamino. Elle supervise la reprogrammation génétique de l'armée de clones lorsqu'Obi-Wan Kenobi visite la fabrique peu de temps avant le début de la Guerre des clones[c 95].
- Lor San Tekka est un personnage de l'univers « Officiel » présent notamment dans le film Le Réveil de la Force. À l'époque de la bataille de la base Starkiller, ce vieux sage est recherché par le Premier Ordre et la Résistance pour les aider à localiser le Jedi disparu Luke Skywalker. Il est tué par les forces de l'Ordre peu de temps après avoir donné l'information à Poe Dameron, un pilote de la Résistance[e 29].
- Rystall Sant est un personnage de l'univers « Officiel » présent notamment dans le film Le Retour du Jedi. Elle est avec Lyn Me et Greeta, l'une des trois choristes et danseuses du groupe de Max Rebo au palais du trafiquant Jabba le Hutt sur la planète Tatooine à l'époque où ce dernier retient le contrebandier Han Solo dans son palais. Son charme ne laisse pas indifférent le chasseur de primes Boba Fett[c 96].
- Sabé est un personnage de l'univers « Officiel » présent notamment dans le film La Menace fantôme. Elle est la première dame de compagnie de la reine Amidala. Sabé officie également comme doublure de la reine ou comme leurre en cas de danger[c 97].
- Saelt-Marae est un personnage de l'univers « Officiel » présent notamment dans le film Le Retour du Jedi. Il est l'un des familiers du trafiquant Jabba le Hutt. Au palais de celui-ci, il se fait passer pour un négociant mais est en réalité un informateur qui vend des renseignements au plus offrant[c 98].
- Sebulba est un personnage de l'univers « Officiel » présent notamment dans le film La Menace fantôme. Il est l'un des plus fameux pilote de module de course de la galaxie. Il est avaricieux, vindicatif et très mauvais perdant. Il dispute plusieurs courses avec le jeune Anakin Skywalker. Il les remporte toute sauf la dernière qui est gagnée par Skywalker[98],[c 99].

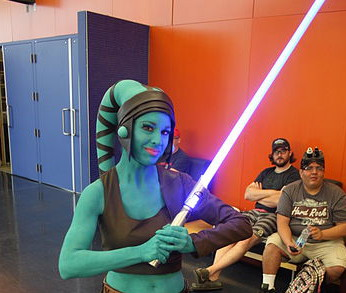
Cosplay d'Aayla Secura.

- Aayla Secura est un personnage de l'univers « Officiel » et de l'univers « Légendes » présent notamment dans les films L'Attaque des clones et La Revanche des Sith. Issu d'une riche famille de la planète Ryloth, elle est sauvée d'une mort certaine par le Jedi Quinlan Vos. Elle devient ensuite l'apprenti Jedi de celui-ci puis participe à la Guerre des clones[99]. Elle est tuée à la fin de la guerre[c 100],[d 22].
- Korr Sella est un personnage de l'univers « Officiel » présent notamment dans le film Le Réveil de la Force. Elle est la représentante de la Résistance auprès de la Nouvelle République. Elle est tuée lors de la destruction de la planète Hosnian Prime, capitale de la République, par la base Starkiller[e 30].
- Fennec Shand est un personnage de l'univers « Officiel » présent notamment dans les séries télévisées The Bad Batch, The Mandalorian et Le Livre de Boba Fett. C'est une mercenaire d'élite et chasseuse de primes qui se fait remarquer en travaillant pour d'importants syndicats du crime galactiques. Elle poursuit notamment l'escouade Bad Batch, puis, trente ans plus tard, elle est laissée pour morte sur Tatooine par le Mandalorien et son allié de circonstance Toro Calican. Sauvée par Boba Fett, elle fait dès lors équipe avec lui et l'aide à asseoir son autorité sur Tatooine[a 59],[a 60],[a 61].
- Viqi Shesh est un personnage de l'univers « Légendes ». Elle devient la sénatrice de la planète Kuat après la mort de Palpatine durant la Nouvelle République. Lors de l'invasion galactique des Yuuzhan Vong, elle trahit secrètement la République et complote avec les envahisseurs. Elle est tuée alors qu'elle aide les Vongs à attaquer la planète Coruscant[100].
- Lufta Shif est un personnage de l'univers « Officiel » présent notamment dans le film La Menace fantôme. Elle est régente de l'éducation de la planète Naboo et une proche conseillère de la reine Amidala à l'époque de l'invasion de la planète[101].

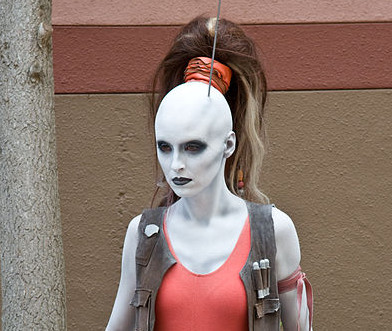
Cosplay d'Aurra Sing.

- Aurra Sing est un personnage de l'univers « Officiel » et de l'univers « Légendes » présent notamment dans le film La Menace fantôme. Alors qu'elle est apprenti Jedi, elle est capturée par des pirates qui la vendent à un maître cruel qui veut en faire son assassin personnel. Elle parvient à éliminer ce dernier puis devient chasseuse de primes. Alors qu'elle se trouve sur la planète Tatooine, elle assiste à la course de module gagnée par le jeune Anakin Skywalker[102]. Durant la Guerre des clones, elle prend sous son aile le jeune orphelin Boba Fett et lui enseigne le métier de chasseur de primes[c 101].
- Anakin Skywalker est un personnage de l'univers « Officiel » et de l'univers « Légendes » présent notamment dans les films La Menace fantôme, L'Attaque des clones et La Revanche des Sith. Jeune esclave doué pour le pilotage, il devient l'apprenti du maître Jedi Obi-Wan Kenobi. Il tombe ensuite amoureux de la sénatrice Amidala. Fasciné par le chancelier Palpatine, il accepte de devenir son maléfique apprenti Sith sous le nom de Dark Vador[103],[a 62],[c 102],[d 23],[f 30].

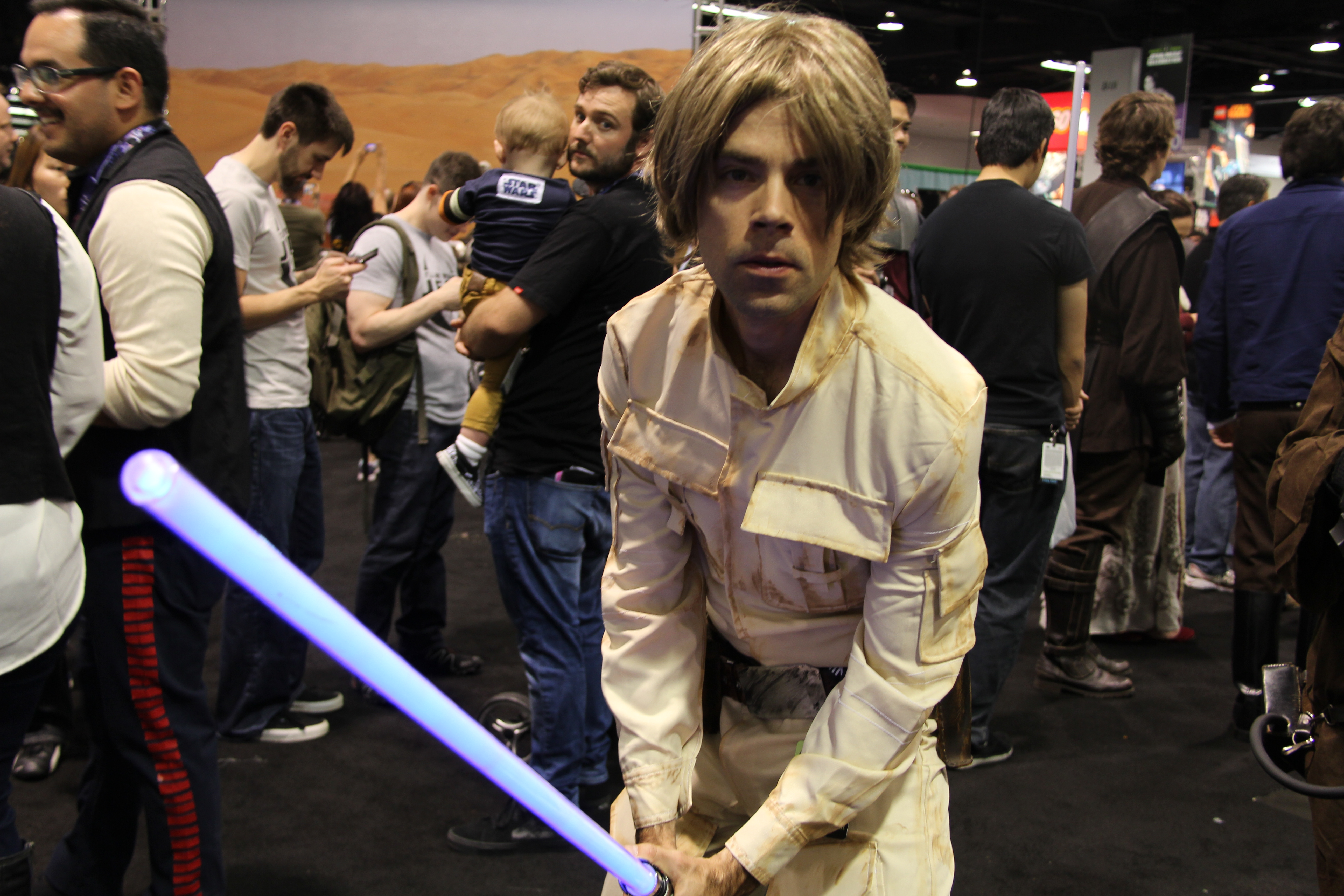
Cosplay de Luke Skywalker.

- Luke Skywalker est un personnage de l'univers « Officiel » et de l'univers « Légendes » présent notamment dans les films Un nouvel espoir, L'Empire contre-attaque, Le Retour du Jedi, Le Réveil de la Force, Les Derniers Jedi, L'Ascension de Skywalker et dans la série The Mandalorian. Fils de la sénatrice Padmé Amidala et du Jedi Anakin Skywalker, il est caché à sa naissance chez son oncle sur la planète Tatooine. Après l'assassinat de son oncle et de sa tante par les soldats de l'Empire, il s'engage au sein de l'Alliance rebelle et devient un chevalier Jedi. Il participe aux principales guerres de l'Alliance et doit même affronter par deux fois son père en duel au sabre laser. Dans l'univers « Légendes », il fonde après la mort de l'empereur Palpatine, le nouvel Ordre Jedi et se marie avec Mara Jade, l'ancien assassin personnel de l'empereur[104],[c 103],[a 28],[d 24]. Dans l'univers « Officiel », il se retire du monde après le virement de bord de son neveu Ben Solo[c 104],[f 31].

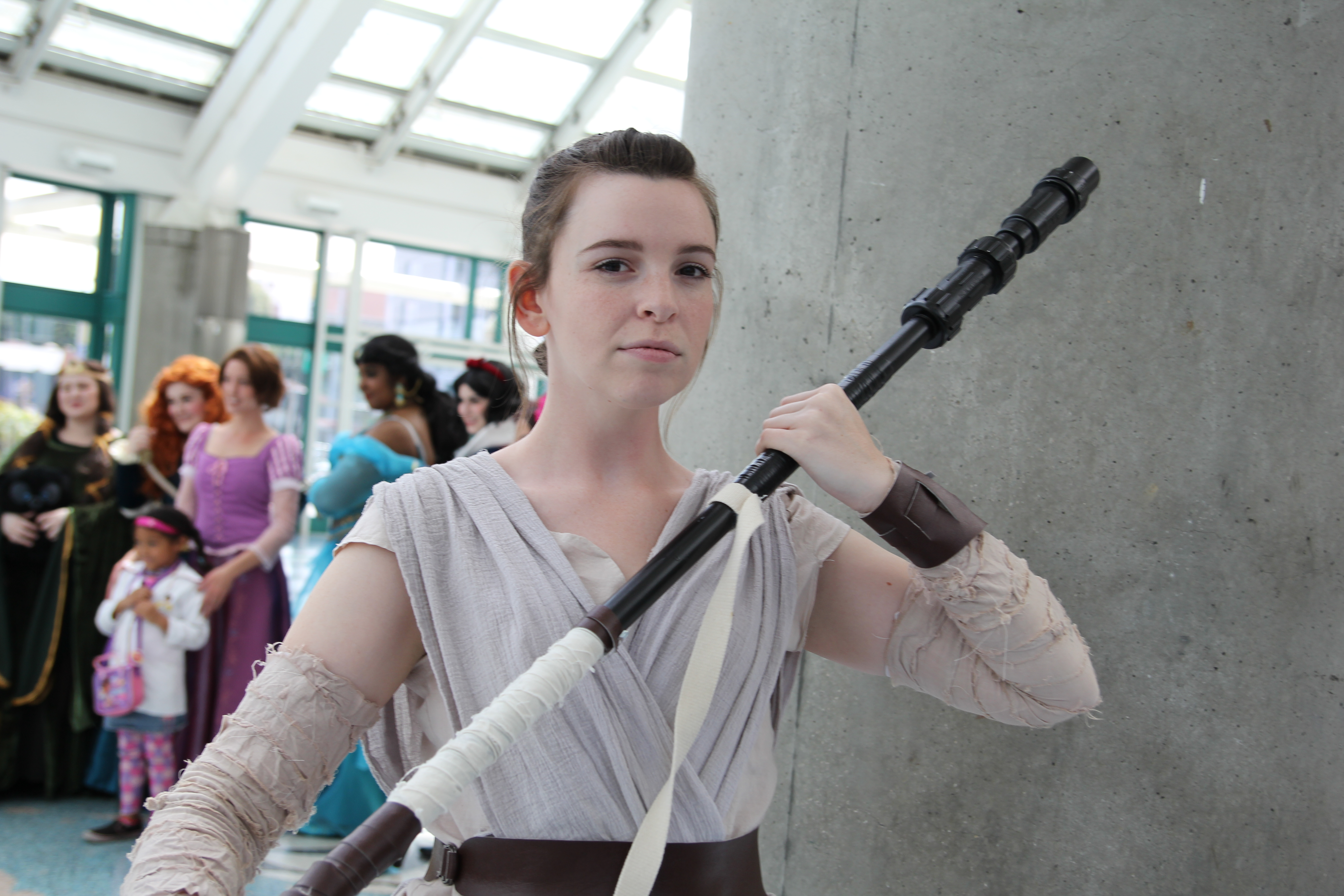
Cosplay de Rey.

- Rey Skywalker est un personnage de l'univers « Officiel » présent notamment dans les films Le Réveil de la Force, Les Derniers Jedi et L'Ascension de Skywalker. Cette jeune ferrailleuse de la planète Jakku aide le soldat impérial déserteur Finn à échapper au Premier Ordre. Ils rejoignent ensuite la Résistance et participent ensemble à la bataille de la base Starkiller[e 31],[f 32].
- Shmi Skywalker est un personnage de l'univers « Officiel » présent notamment dans les films La Menace fantôme et L'Attaque des clones. Capturée très jeune par des pirates, elle est vendue comme esclave. Elle connait plusieurs maîtres et tombe enceinte sans avoir connu d'homme. Après la naissance de son enfant, elle est vendue sur la planète Tatooine au ferrailleur Watto. Son fils Anakin est ensuite repéré par le Jedi Qui-Gon Jinn qui l'emmène en apprentissage. Se retrouvant seule, elle est vendue par Watto à l'agriculteur Cliegg Lars qui l'affranchit et l'épouse. Quelques années après, elle est capturée par des Hommes des Sables et meurt de ses blessures dans le camp de ces derniers[105],[a 56],[c 105],[d 25].
- Elan Sleazebaggano est un personnage de l'univers « Officiel » présent notamment dans le film L'Attaque des clones. Il est un dealer de la drogue nommée Bâton de la mort. Il rencontre le Jedi Obi-Wan Kenobi dans une discothèque de la ville de Coruscant. Celui-ci par une ruse mentale de Jedi parvient à le convaincre de renoncer à ces activités illicites[106],[c 106].
- Suprême leader Snoke est un personnage de l'univers « Officiel » présent notamment dans les films Le Réveil de la Force et Les Derniers Jedi. Cet utilisateur du côté obscur de la Force participe à la formation du Premier Ordre grâce aux troupes restantes de l'Empire qui ont fuies dans les Régions inconnues. Il prend ensuite la tête de la nouvelle organisation et forme un apprenti, Kylo Ren. Il ordonne la destruction de certaines planètes de la Nouvelle République par la base Starkiller. Il est tué par son apprenti lors d'un duel contre Rey. Il est ensuite révélé qu'il n'est qu'un clone crée par l'empereur Sith Palpatine[f 33].
- Sy Snootles est un personnage de l'univers « Officiel » présent notamment dans le film Le Retour du Jedi. Elle la chanteuse de l'orchestre qui officie au palais du trafiquant Jabba le Hutt. Snootles a accepté ce contrat à la condition que soit également engagée son amie la danseuse et choriste Greeata[c 107].
- Anakin Solo est un personnage de l'univers « Légendes ». Fils de la princesse Leia et de Han Solo, il est formé par son oncle Luke Skywalker aux arts Jedi. Il est tué durant la l'invasion galactique des Yuuzhan Vong alors qu'il n'a que dix-sept ans[107].

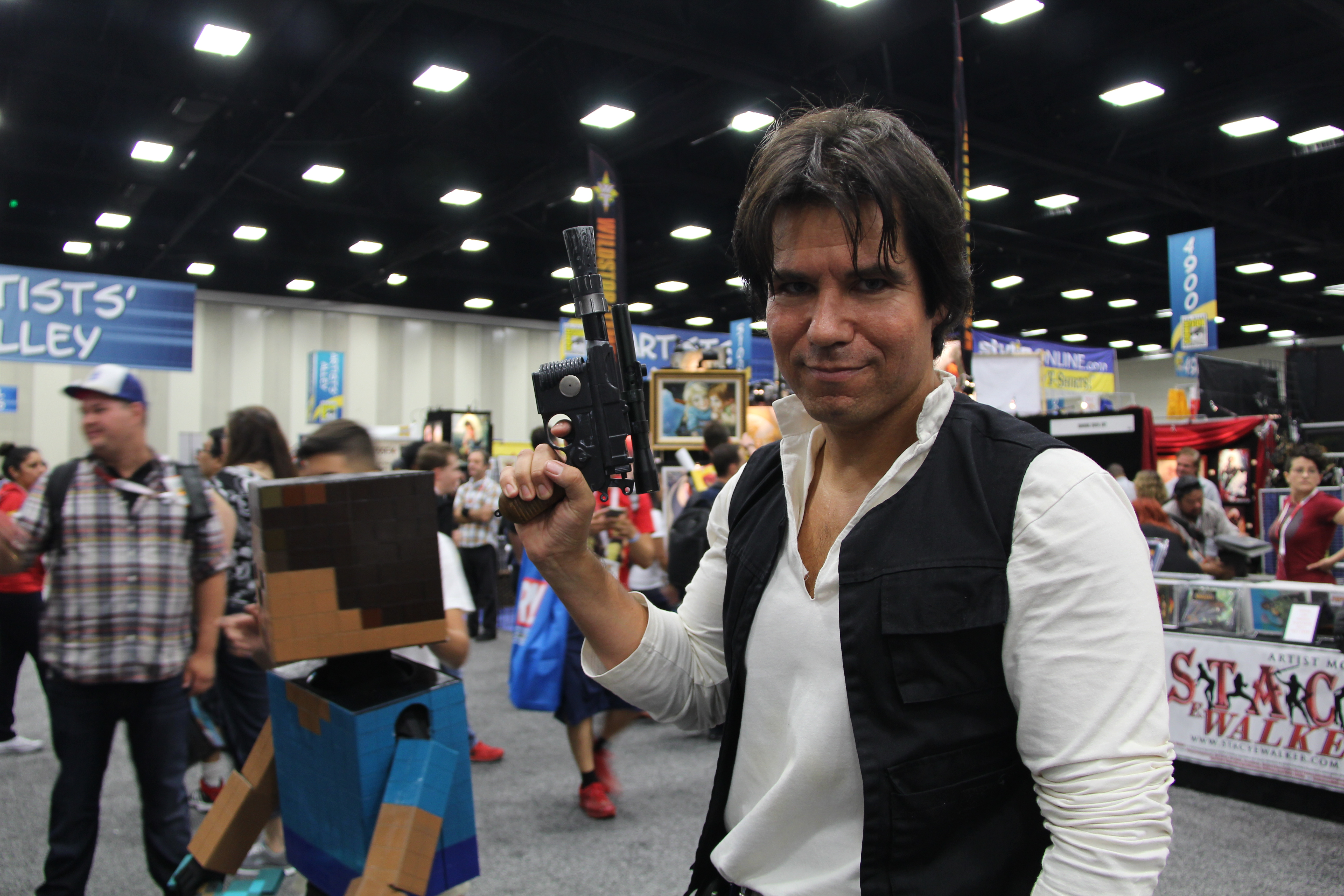
Cosplay d'Han Solo.

- Han Solo est un personnage de l'univers « Officiel » et de l'univers « Légendes » présent notamment dans les films Solo, Un nouvel espoir, L'Empire contre-attaque, Le Retour du Jedi, Le Réveil de la Force et L'Ascension de Skywalker. Orphelin de la planète Corellia, il devient contrebandier pour le compte du trafiquant Jabba le Hutt. Après avoir rencontré Luke Skywalker puis la princesse Leia, il rejoint l'Alliance rebelle et participe à de nombreuses batailles contre l'empire galactique[108]. Dans l’univers « Officiel », il a avec Leia un fils qu’ils nomment Ben. Ce dernier, devenu un adepte du côté obscur fini par tuer son père trente ans après la bataille d'Endor[c 108],[a 30],[d 26],[f 34]. Dans l'univers « Légendes », après la mort de l'empereur Palpatine, Han épouse la princesse Leia qui lui donne trois enfants : Jacen, Jaina et Anakin[108].
- Jacen et Jaina Solo sont des personnages de l'univers « Légendes ». Fils et fille ainés de la princesse Leia et de Han Solo, ils sont formés par leur oncle Luke Skywalker aux arts Jedi. Durant l'invasion galactique des Yuuzhan Vong, Jaina rejoint un escadron de pilotes tandis que Jacen s'engage dans un régiment de commandos. Ils jouent un rôle majeur durant ce conflit. Jacen tombe ensuite du mauvais côté de la Force et devient un Sith tyrannique et paranoïaque. Jaina est alors obligée de l'affronter et de le tuer[109].
- Tionne Solusar est un personnage de l'univers « Légendes ». Elle est une jeune femme vivant après la mort de l'empereur Palpatine. Elle rassemble de nombreuses archives Jedi et aide Luke Skywalker à fonder une académie Jedi sur le satellite naturel Yavin 4. Elle en devient l'un des principaux professeurs[110].
- Amiral Statura est un personnage de l'univers « Officiel » présent notamment dans le film Le Réveil de la Force. Il est un jeune officier de la Résistante à l'époque de la bataille de la base Starkiller. Il sert et seconde le général Leia Organa avec dévouement[e 32].
- Lama Su est un personnage de l'univers « Officiel » présent notamment dans le film L'Attaque des clones. Il est le premier ministre de la planète isolationniste Kamino. Il est chargé de créer une armée de clones pour la République galactique. Il fait visiter sa fabrique de clonage à Obi-Wan Kenobi peu de temps avant le début de la Guerre des clones[111],[c 109].
- Bultar Swan est un personnage de l'univers « Officiel » et de l'univers « Légendes » présent notamment dans le film L'Attaque des clones. Elle est un chevalier Jedi qui participe à la Guerre des clones. Elle participe notamment au premier combat du conflit, la bataille de Géonosis. Elle est tuée peu après la guerre alors qu'elle combat le Sith Dark Vador[112],[c 110].

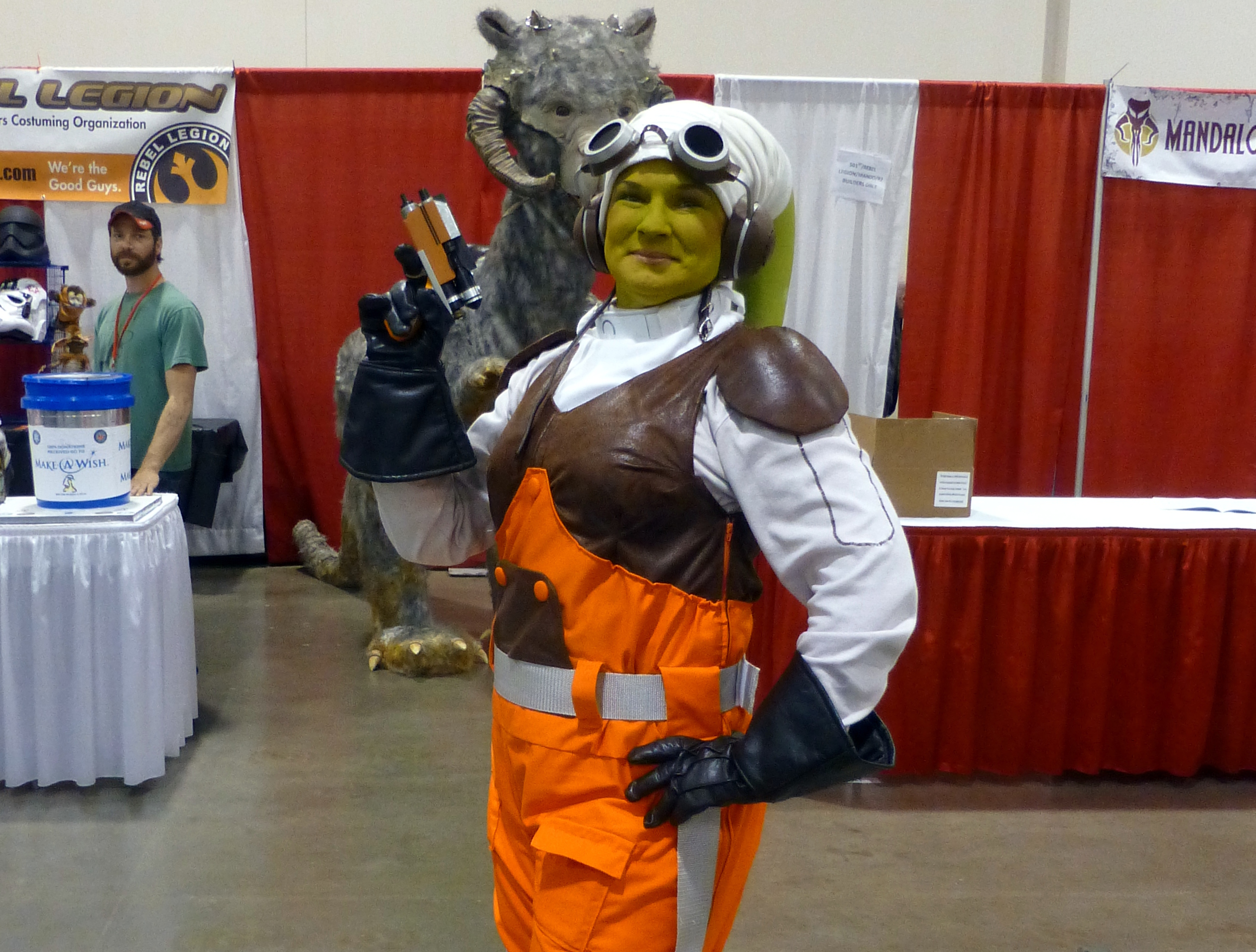
Cosplay d'Hera Syndulla.

- Hera Syndulla est un personnage de l'univers « Officiel » présent notamment dans les séries télévisées The Bad Batch et Rebels. Elle est issue d'une famille influente de la planète Ryloth. Propriétaire et le pilote du vaisseau Ghost, elle rejoint la rébellion à l'Empire douze ans avant la bataille de Yavin[d 27],[f 35].

### T
- Wat Tambor est un personnage de l'univers « Officiel » présent notamment dans les films L'Attaque des clones et La Revanche des Sith. Il est le président du Techno Syndicat, un puissant groupe commercial axé sur les nouvelles technologies. Tambor est également cadre exécutif chez un fabricant d'armes. Il s'allie au Comte Dooku pour former la Confédération des systèmes indépendants et déclencher la guerre des clones. Il est tué par Dark Vador avec les autres dirigeants de la Confédération[c 111].

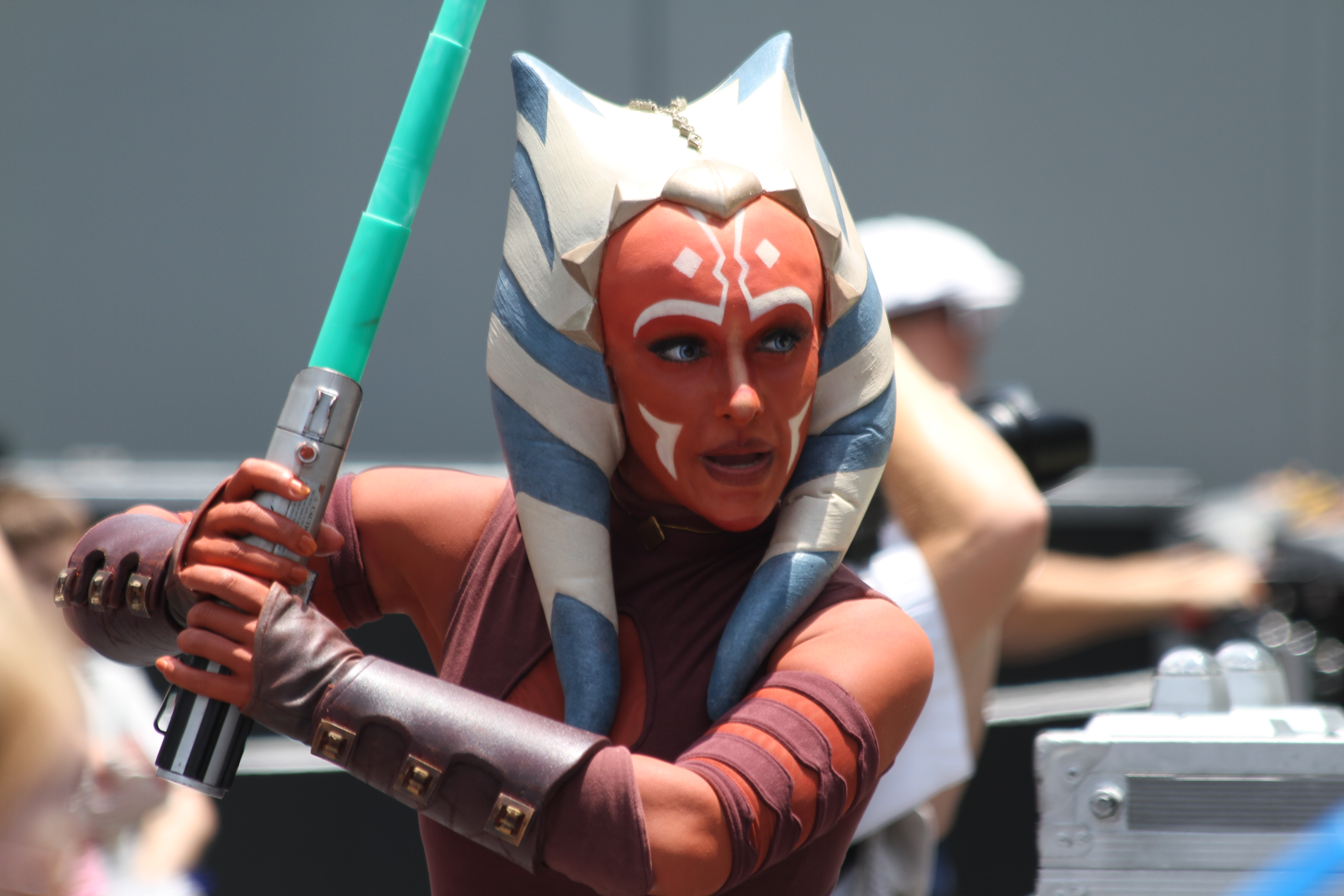
Cosplay d'Ahsoka Tano.

- Ahsoka Tano est un personnage de l'univers « Officiel » présent notamment dans les séries télévisées The Clone Wars, Rebels et The Mandalorian. Peu après le déclenchement de la Guerre des clones, elle devient l'apprenti du Jedi Anakin Skywalker. Elle suit son maître sur de nombreux fronts durant la guerre[a 63]. Peu avant la fin de la guerre, elle est victime d'un coup monté. Elle décide alors de quitter l'ordre Jedi[d 28],[f 36].
- Tarfful est un personnage de l'univers « Officiel » présent notamment dans le film La Revanche des Sith. Chef d'une ville de la planète Kashyyyk, il organise avec son ami Chewbacca la résistante lors de l'invasion de sa planète durant la Guerre des clones. Durant cette guerre, il aide également le maître Jedi Yoda à s'enfuir de la planète[c 112].
- Sei Taria est un personnage de l'univers « Officiel » présent notamment dans le film La Menace fantôme. Elle est l'assistante du chancelier suprême de la République galactique Valorum. Après l'éviction de cette dernière à la suite de l'invasion de la planète Naboo, Taria quitte la vie politique[c 113].
- Grand Moff Wilhuff Tarkin est un personnage de l'univers « Officiel » présent notamment dans les films Rogue One et Un nouvel espoir. Il est l'un des officiers responsable de la première Étoile Noire. Officier très ambitieux, il gravit rapidement les échelons militaires de l'armée républicaine durant la Guerre des clones. À l’avènement de l'empire galactique, il est promu au grade suprême de Grand Moff et est chargé de la construction de la station spatiale Étoile noire. Une fois achevée, il la teste en pulvérisant la planète Alderaan. Il est tué dans l'explosion de la station lors de l'attaque de celle-ci par l'Alliance rebelle[113],[c 114],[d 29],[f 37].
- Capitaine Roos Tarpals est un personnage de l'univers « Officiel » présent notamment dans le film La Menace fantôme. Il est l'un des officiers de la ville d'Otoh Gunga de la planète Naboo. C'est lui qui commande l'armée du peuple des Gungans lors de la bataille de Naboo qui oppose les troupes de la reine Amidala à ceux des envahisseurs planétaires[114].
- Teebo est un personnage de l'univers « Officiel » présent notamment dans le film Le Retour du Jedi. Il est un des habitants de la lune d'Endor. C'est un guerrier et l'apprenti chaman de sa tribu. Avec les autres Ewoks, il aide la Princesse Leia et la Rébellion à combattre les troupes impériales présentes sur sa planète[c 115].
- Rep Teers est un personnage de l'univers « Officiel » présent notamment dans le film La Menace fantôme. Elle est la responsable de besoins énergétiques du peuple autochtone des Gungans de la planète Naboo. Lors de l'invasion de la planète par la Fédération de Commerce, elle pousse le chef des Gungans, Boss Nass à s'allier à la reine Amidala[115].
- Booster et Mirax Terrik sont des personnages de l'univers « Légendes ». Booster est un contrebandier durant la période impériale qui prend sous son aile le jeune Wedge Antilles avant que celui-ci ne rejoigne l'Alliance rebelle. Après la mort de l'empereur Palpatine, il croise à nouveau le chemin de son ancien protégé. Mirax, la fille de Booster décide alors de rejoindre elle aussi l'Alliance et de suivre Wedge dans ses missions contre l'Empire galactique[116].
- Tessek est un personnage de l'univers « Officiel » présent notamment dans le film Le Retour du Jedi. Ayant fut la tyrannie de l'empire galactique sur sa planète Mon Cala, il s'installe sur Tatooine. Là, il devient le comptable du trafiquant Jabba le Hutt. Il meurt quand Luke Skywalker fait exploser la barge à voile de Jabba[117],[c 116].
- Bria Tharen est un personnage de l'univers « Légendes ». Elle est l'amour de jeunesse du contrebandier Han Solo. Après leur séparation, elle rejoint l'Alliance rebelle et participe à la mission de récupération des plans de l'Étoile noire mais sur le point d'être capturée, elle préfère se donner la mort en avalant une capsule de poison[118].

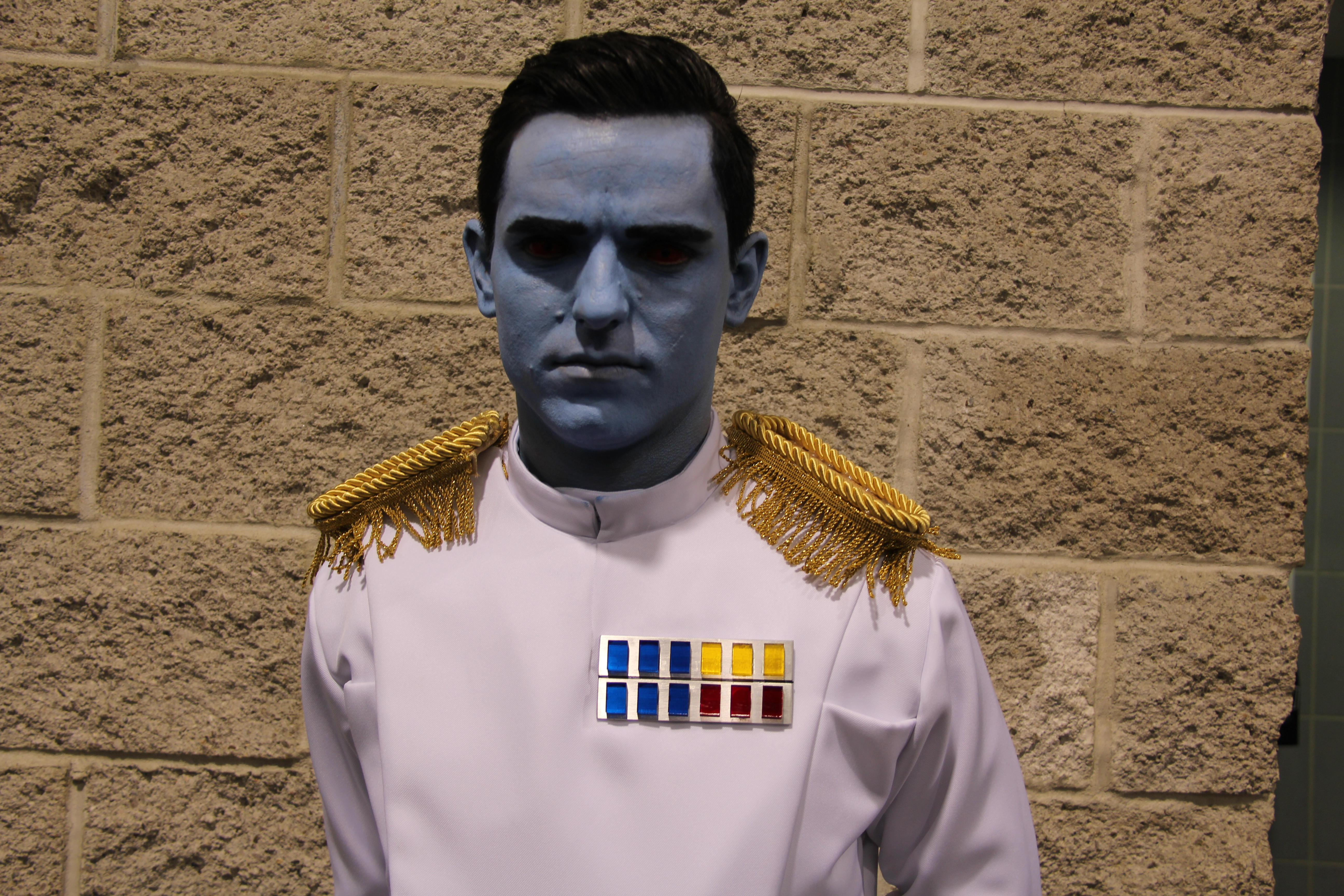
Cosplay du Grand Amiral Thrawn.

- Grand Amiral Thrawn est un personnage de l'univers « Officiel » et de l'univers « Légendes » présent notamment dans la série télévisée Rebels. Il est nommé grand amiral de flotte impériale par l'empereur Palpatine qui admire ses talents de tacticien. Dans l'univers « Légendes », quelques années après la mort de l'empereur, il devient le commandant suprême de la flotte de l'Empire et tente de détruire la Nouvelle République. Durant la bataille de Bilbringi, il est assassiné par son propre garde du corps[119],[a 58].
- Shaak Ti est un personnage de l'univers « Officiel » et de l'univers « Légendes » présent notamment dans les films L'Attaque des clones et La Revanche des Sith. Elle entre au sein du conseil Jedi quelque temps avant le début de la Guerre des clones. Elle participe activement à ce conflit puis est finalement tuée lors de la Grande purge Jedi[120],[c 117].
- Rose Tico est un personnage de l'univers « Officiel » présent notamment dans les films Les Derniers Jedi et L'Ascension de Skywalker. Elle est mécanicienne au sein des forces de la Résistance où elle participe notamment à la bataille de Crait au côté de Finn[f 38].
- Saesee Tiin est un personnage de l'univers « Officiel » et de l'univers « Légendes » présent notamment dans les films La Menace fantôme, L'Attaque des clones et La Revanche des Sith. Il est un maître Jedi qui siège au sein du conseil Jedi, la plus haute autorité de l'ordre. Il est particulièrement doué pour le pilotage de vaisseaux spatiaux. Il meurt à la fin de la Guerre des clones[121],[c 118].
- Tikkes est un personnage de l'univers « Officiel » présent notamment dans les films La Menace fantôme et L'Attaque des clones. Il est le sénateur de la planète Mon Cala à l'époque de l'invasion de la planète Naboo. Il soutient le sénateur Palpatine lors de son élection au poste de chancelier suprême. Impliqué plus tard dans un scandale, il s'enfuit et s'allie au Comte Dooku au sein de la Confédération des systèmes indépendants. Il est tué par Dark Vador avec les autres dirigeants de la Confédération à la fin de la Guerre des clones[122].
- Cindel Towani est un personnage de l'univers « Légendes ». Elle est une petite fille dont le vaisseau familial s'écrase sur le satellite naturel Endor un an avant la bataille qui se déroule sur cette lune. Recueillit les Ewoks, une espèce autochtone, elle parvient à survivre aux dangers qui la menace sur l'astre. Elle arrive ensuite à trouver un homme qui lui permet de quitter Endor[123].
- Coleman Trebor est un personnage de l'univers « Officiel » présent notamment dans le film L'Attaque des clones. Il entre au sein du conseil Jedi quelque temps avant le début de la Guerre des clones. Il meurt durant la bataille de Géonosis, tué par le chasseur de primes Jango Fett[124],[c 119].
- Stono Tuggs est un personnage de l'univers « Officiel » présent notamment dans le film Le Réveil de la Force. C'est le cuisinier du château de Maz Kanata à l'époque de la bataille de la base Starkiller[e 33].
- Capitaine Gregar Typho est un personnage de l'univers « Officiel » présent notamment dans les films L'Attaque des clones et La Revanche des Sith. Neveu du capitaine Panaka, il devient le responsable de la sécurité de Padmé Amidala quand celle-ci devient sénatrice et doit la protéger des attentats qui la menacent[125],[c 120].
- Bogg Tyrell est un personnage de l'univers « Officiel » présent notamment dans le film L'Attaque des clones. Elle est le sénateur de la planète Aleen. Peu de temps avant le début de la Guerre des clones, elle évite de justesse une collision de speeder avec le Jedi Obi-Wan Kenobi alors que celui-ci traque la personne ayant voulu assassiner la sénatrice Amidala[126].

### U

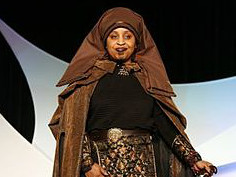
Cosplay de Luminara Unduli.

- Luminara Unduli est un personnage de l'univers « Officiel » présent notamment dans les films L'Attaque des clones et La Revanche des Sith. Elle est une Jedi spécialisée dans les arts médicaux. Peu de temps avant la Guerre des clones, avec son apprentie Barriss Offee, elle est envoyée en mission diplomatique avec Obi-Wan Kenobi et son apprenti Anakin Skywalker[127]. Elle participe notamment aux batailles de Géonosis et de Kashyyyk. Elle meurt à la fin de la Guerre des clones[c 121].

### V

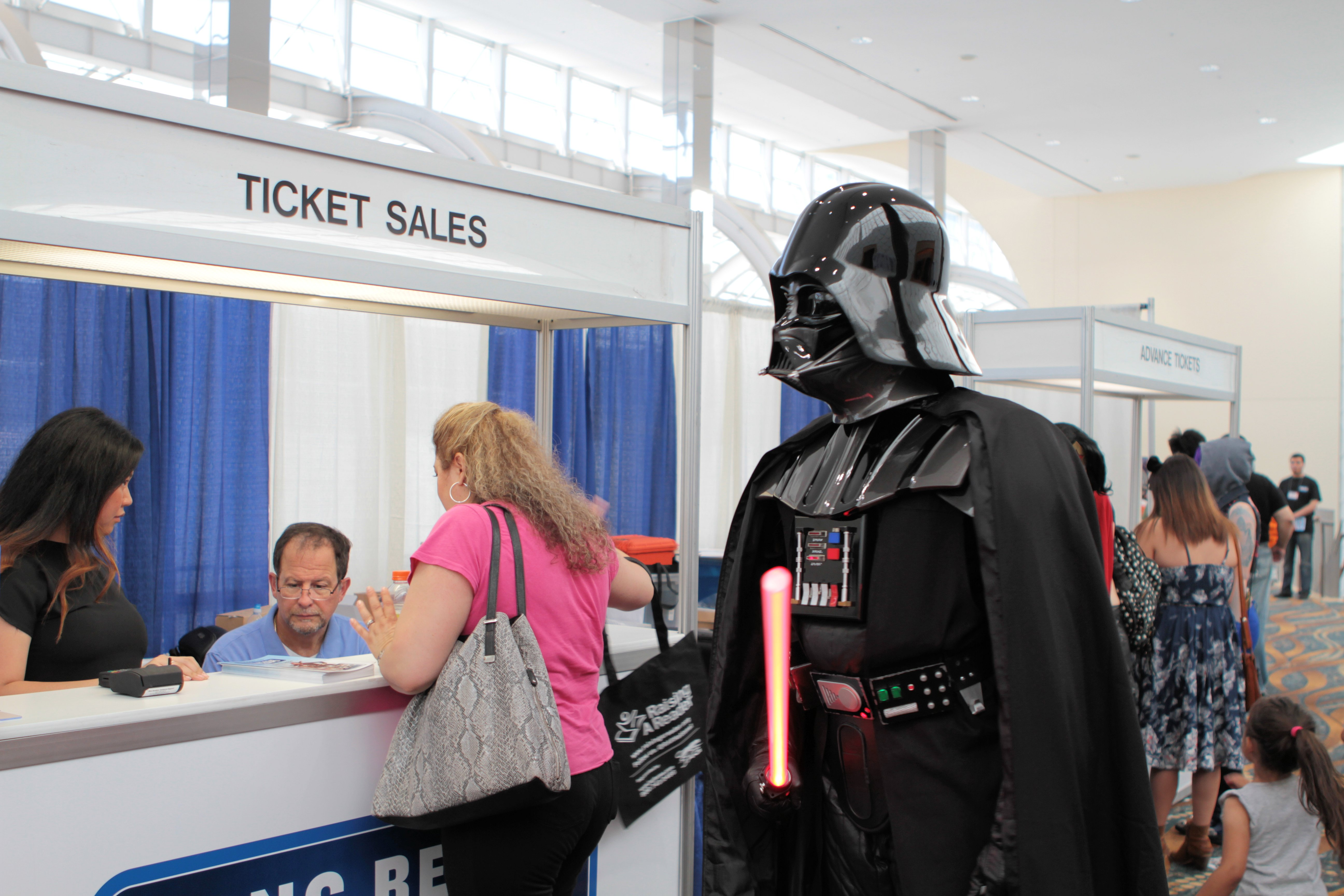
Cosplay de Dark Vador.

- Dark Vador est un personnage de l'univers « Officiel » et de l'univers « Légendes » présent notamment dans les films La Revanche des Sith, Rogue One, Un nouvel espoir, L'Empire contre-attaque et Le Retour du Jedi. Jeune Jedi connu sous le nom d'Anakin Skywalker, il devient l'apprenti Sith de l'empereur Palpatine. Anéanti par la mort de son épouse Padmé Amidala, il n'est plus animé que par le sentiment de vengeance qu'il ressent envers les Jedi, ses anciens condisciples. Après leur éradication, il tourne sa haine contre l'Alliance rebelle. Mais, découvrant qu'il a un fils en la personne de Luke Skywalker, il s'entête alors à en faire son nouvel allié. Il finit par trahir l'empereur alors que celui-ci menace de tuer Luke. Il élimine son maître, mais touché à mort, il rend l'âme peu de temps après, dans les bras de son fils[128],[c 122],[a 35],[a 64].
- Finis Valorum est un personnage de l'univers « Officiel » présent notamment dans le film La Menace fantôme. Il est sénateur puis chancelier suprême de la République galactique. Il est évincé à la suite d'une motion de censure invoquée à son encontre par la reine Amidala, devant son incapacité à stopper l'invasion de la planète Naboo[c 123]. Il meurt quelques années après, victime d'un attentat commandité par son successeur, le chancelier suprême Palpatine[129].
- Général Maximillian Veers est un personnage de l'univers « Officiel » et de l'univers « Légendes » présent notamment dans le film L'Empire contre-attaque. Officier modèle de l'armée impériale, son aptitude évidente sur le terrain le fait progresser rapidement jusqu'au rang de général. Il est chargé par Dark Vador de mener l'attaque terrestre de la base de l'Alliance rebelle sur la planète Hoth[130],[c 124].
- Tahiri Veila est un personnage de l'univers « Légendes ». Née après la mort de l'empereur Palpatine sur la planète Tatooine, elle est admise très jeune à l'académie Jedi de Luke Skywalker. Elle s'y lie d'amitié avec le jeune Anakin Solo. Durant l'invasion de la galaxie des Yuuzhan Vong, elle est capturée et torturée par l'ennemi. Elle est ensuite délivrée par Anakin[131].

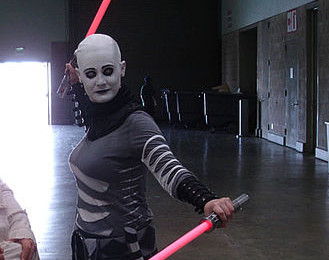
Cosplay d'Asajj Ventress.

- Asajj Ventress est un personnage de l'univers « Officiel » et de l'univers « Légendes » présent notamment dans la série télévisée The Clone Wars. Originaire de la planète Rattarak, elle est éduquée par un Jedi. Après la mort brutale de celui-ci, elle est recrutée par le Comte Dooku qui en fait son assassin personnel. Durant la Guerre des clones, elle effectue de nombreuses missions périlleuses. Mais, trahie par son mentor, elle décide de se retirer des yeux du monde[132],[d 30],[f 39].

### W
- Wald est un personnage de l'univers « Officiel » présent notamment dans le film La Menace fantôme. Originaire de la planète Rodia, il est l'un des amis d'Anakin Skywalker alors que celui-ci est un jeune esclave sur la planète Tatooine[133].
- Wicket Warrick est un personnage de l'univers « Officiel » et de l'univers « Légendes » présent notamment dans les films Le Retour du Jedi et L'Ascension de Skywalker. Il est l'un des chasseurs du peuple des Ewoks. Lors de la bataille d'Endor, il se lie d'amitié avec la Princesse Leia et l'aide avec le reste de son peuple à attaquer une casemate impériale[134],[c 125].
- Watto est un personnage de l'univers « Officiel » présent notamment dans les films La Menace fantôme et L'Attaque des clones. Il est le ferrailleur propriétaire de l'esclave Shmi Skywalker et son fils Anakin. Il initie très tôt ce dernier au pilotage de module. Quand le Jedi Qui-Gon Jinn arrive sur Tatooine, il rencontre Anakin chez Watto. Il découvre rapidement que le jeune esclave pourrait être l'élu d'une ancienne prophétie. Pariant sur le jeune garçon lors d'une course avec Watto, le Jedi obtient l'affranchissement d'Anakin puis quitte la planète avec lui pour en faire un Jedi. Dix ans plus tard, le ferrailleur revoit son ancien esclave venu rechercher sa mère[135],[c 126].
- Taun We est un personnage de l'univers « Officiel » présent notamment dans le film L'Attaque des clones. Elle est l'assistante du gouverneur d'une cité de la planète isolationniste Kamino. Peu de temps avant le début de la Guerre des clones, elle accueille le Jedi Obi-Wan Kenobi lors de la visite de celui-ci sur la planète. Avec le gouverneur Lama Su, elle fait visiter la fabrique de clonage au Jedi[136].

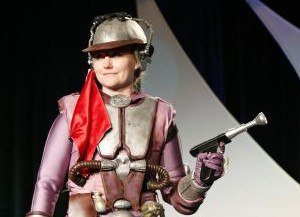
Cosplay de Zam Wesell.

- Zam Wesell est un personnage de l'univers « Officiel » présent notamment dans le film L'Attaque des clones. Chasseur de primes pouvant changer d'apparence, elle est engagée par Jango Fett, un autre chasseur pour éliminer la sénatrice Padmé Amidala. Alors qu'elle tente de réaliser cette mission, elle est prise en chasse par les Jedi Obi-Wan Kenobi et Anakin Skywalker. Elle se fait capturer mais est tuée par Fett avant d'avoir le temps de parler aux Jedi[137],[c 127].
- Snap Wexley est un personnage de l'univers « Officiel » présent notamment dans les films Le Réveil de la Force et L'Ascension de Skywalker. Fils d'un pilote rebelle ayant participé à la bataille d'Endor, Snap rejoint la Résistance. Il participe notamment à la bataille de la base Starkiller[e 34].
- Mace Windu est un personnage de l'univers « Officiel » présent notamment dans les films La Menace fantôme, L'Attaque des clones et La Revanche des Sith. Jedi très doué au maniement du sabre laser, il devient rapidement membre du conseil Jedi. Il prend part à la Guerre des clones en tant que général et obtient de nombreuses victoires. Il est tué par le chancelier suprême Palpatine alors qu'il tente de le mettre aux arrêts[138],[c 128],[d 31],[f 40].
- Winter[Note 7] est un personnage de l'univers « Légendes ». Amie d'enfance de la princesse Leia, elle effectue après la mort de l'empereur Palpatine de nombreuses missions d'espionnage pour le compte de l'Alliance rebelle[139].
- Sabine Wren est un personnage de l'univers « Officiel » présent notamment dans la série télévisée Rebels. Elle est une Mandalorienne abandonnée par sa famille pour s'être opposée à l'Empire. À la suite de ça, elle rejoint la cause rebelle jusqu'à la fin de la guerre civile galactique[f 41].

### X
- Kazuda Xiono est un personnage de l'univers « Officiel » présent notamment dans la série télévisée Resistance. Il est pilote au sein de la Résistance. Il combat à plusieurs reprises les forces du Premier Ordre en tant que membre de l'escadron des As[f 42].
- Prince Xizor est un personnage de l'univers « Officiel » et de l'univers « Légendes ». Il est un prince du crime dont la famille est tuée lors d'un bombardement planétaire ordonné par l'apprenti Sith Dark Vador. Après la destruction de l'Étoile noire, il tente de discréditer ce dernier auprès de l'empereur Palpatine. Malheureusement pour lui toutes ses manœuvres échouent et il finit par se faire éliminer par son rival[140].

### Y
- Yaddle est un personnage de l'univers « Officiel » et de l'univers « Légendes » présent notamment dans le film La Menace fantôme. Elle est un maître Jedi qui siège au sein du conseil Jedi, la plus haute autorité de l'ordre. Elle est tuée lors d'une mission qu'elle effectue en compagnie du Jedi Obi-Wan Kenobi et de l'apprenti de ce dernier, le jeune Anakin Skywalker[141],[c 129].

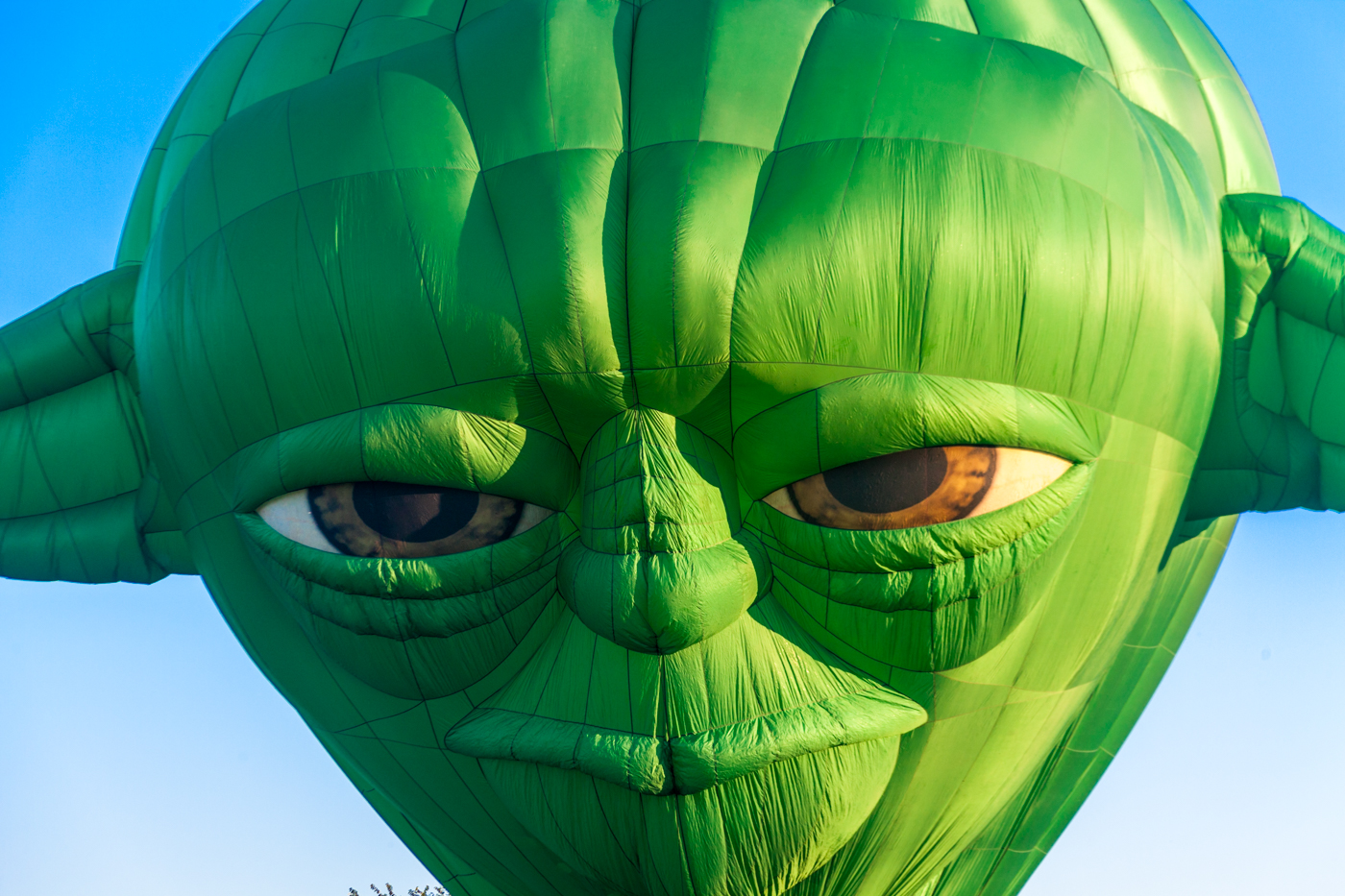
Ballon en forme de tête de Yoda.

- Yoda est un personnage de l'univers « Officiel » et de l'univers « Légendes » présent notamment dans les films La Menace fantôme, L'Attaque des clones, La Revanche des Sith, L'Empire contre-attaque, Le Retour du Jedi et Les Derniers Jedi. Il est un maître Jedi qui siège au sein du conseil Jedi, la plus haute autorité de l'ordre. Il est notamment responsable de l'apprentissage des jeunes élèves. Il prend de nombreux apprentis pendant sa longue carrière, le dernier d'entre eux est le Comte Dooku. Il participe à la Guerre des clones contre les forces de ce dernier. Alors qu'il tente d'arrêter le complice de Dooku, le Sith Palpatine, il est défait par ce dernier. Il décide alors de se retirer sur la planète Dagobah. Il y forme le jeune Luke Skywalker aux arts Jedi puis décède peu de temps avant la confrontation de celui-ci avec Palpatine[142],[a 29],[a 65],[c 130],[d 32],[f 43].

### Z
- Grand Moff Zsinj est un personnage de l'univers « Légendes ». Il est un officier supérieur de l'Empire galactique responsable de plusieurs planètes. Après la mort de l'Empereur Palpatine, il refuse de reconnaître l'autorité d'Ysanne Isard et fait sécession. La Nouvelle République envoie contre lui les troupes du général Han Solo qui parviennent à l'éliminer lors d'une bataille spatiale[143].
- Zuckuss est un personnage de l'univers « Officiel » présent notamment dans le film L'Empire contre-attaque. Il est un chasseur de primes particulièrement réputé pour ses talents de pisteurs. Il collabore notamment avec un autre chasseur nommé 4-LOM. Il est convoqué par Dark Vador pour qu'il localise le Faucon Millenium, le vaisseau d'Han Solo[c 131].
- Zuvio est un personnage de l'univers « Officiel » présent notamment dans le film Le Réveil de la Force. C'est un officier de police de la planète Jakku à l'époque de la bataille de la base Starkiller[e 35].

- Haut – A
- B
- C
- D
- E
- F
- G
- H
- I
- J
- K
- L
- M
- N
- O
- P
- Q
- R
- S
- T
- U
- V
- W
- X
- Y
- Z